# Eiffelturm
Der Eiffelturm (französisch Tour Eiffel, [tuʁ‿ɛˈfɛl] ⓘ) ist ein 330 Meter hoher Eisenfachwerkturm in Paris. Er steht im 7. Arrondissement am nordwestlichen Ende des Champ de Mars (Marsfeld), nahe dem Ufer der Seine. Das von 1887 bis 1889 errichtete, 10.100 Tonnen schwere Bauwerk wurde als monumentales Eingangsportal und Aussichtsturm für die Weltausstellung zur Erinnerung an den 100. Jahrestag der Französischen Revolution errichtet. Der nach dem Erbauer Gustave Eiffel benannte und zum Errichtungszeitpunkt noch 312 Meter hohe Turm war von seiner Erbauung bis zur Fertigstellung des Chrysler Building 1930 in New York das höchste Bauwerk der Welt. Mit der Ausstrahlung des ersten öffentlichen Radioprogramms in Europa 1921 und des ersten französischen Fernsehprogramms 1935 trug das Bauwerk als Sendeturm zur Geschichte des Hörfunks und des Fernsehens bei. Der Fernsehturm ist die wichtigste Sendeanlage des Großraums Paris und beherbergt als Turmrestaurant das mit einem Michelin-Stern ausgezeichnete Restaurant Le Jules Verne.
Als höchstes Bauwerk von Paris prägt er das Stadtbild bis heute und zählt mit gut sechs Millionen zahlenden Besuchern pro Jahr zu den meistbesuchten Wahrzeichen der Welt. Der Turm ist eine der bekanntesten Ikonen der Architektur und der Ingenieurskunst. Der Eiffelturm ist das Vorbild vieler Nachahmerbauten und wird in Kunst und Kultur im Zusammenhang mit Paris und Frankreich vielfach aufgegriffen. Er gilt als nationales Symbol der Franzosen und avancierte zu einer weltweiten Ikone der Moderne. Seit 1964 ist der Eiffelturm als monument historique denkmalgeschützt, und 1986 nahm die American Society of Civil Engineers das Bauwerk in die Liste der historischen Meilensteine der Ingenieurbaukunst auf.

## Geschichte

### Hintergrund

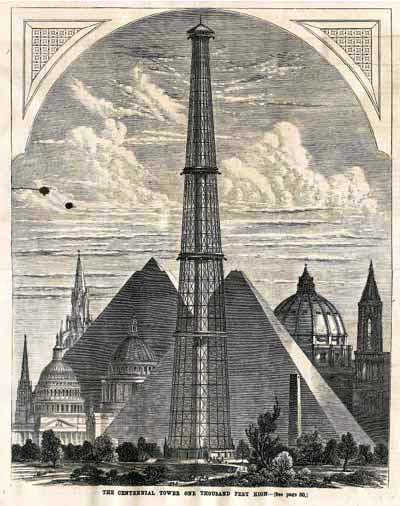
Zeichnung des Centennial Tower im Größenvergleich zu anderen Bauwerken

Mit den technischen Möglichkeiten der Industrialisierung kamen auch Ideen auf, hohe Bauwerke zu errichten. Insbesondere Turmbauwerke spiegelten den damaligen Zeitgeist wider.
Bereits im Jahr 1833 schlug der Engländer Richard Trevithick vor, eine 1000 Fuß (304,80 Meter) hohe, von 1000 Stützen getragene gusseiserne Säule mit dem Durchmesser von 30 Metern an der Basis und 3,60 Metern an der Spitze zu bauen. Trevithick starb jedoch kurz nach Veröffentlichung seiner Pläne. Die amerikanischen Ingenieure Thomas Curtis Clarke (1827–1901) und David Reeves griffen die Idee auf und wollten für die Weltausstellung 1876 in Philadelphia einen solchen Turm (Centennial Tower) errichten. Die Konstruktion sah eine zylindrische Eisenröhre mit 9 Metern Durchmesser als Kern vor, die mit Stahlseilen abgespannt werden sollte. Verwirklicht wurde das Vorhaben nicht. Nach heutigem Wissensstand wäre dieses Bauwerk den Windschwingungen zum Opfer gefallen.
1881 kehrte der französische Ingenieur Amédée Sébillot von einer Amerikareise mit der Idee zurück, das gesamte Stadtgebiet von Paris mit einem Leuchtfeuer auf einem „Sonnenturm“ zu beleuchten. Nachdem die französische Regierung im Mai 1884 das Vorhaben der Weltausstellung für das Jahr 1889 verkündet hatte, fertigte er zusammen mit dem Erbauer des Palais du Trocadéro, Jules Bourdais, entsprechende Pläne an. Der Entwurf, der an eine romantisierende Rekonstruktion des sagenumwobenen Leuchtturms von Pharos mit vielen Verzierungen erinnerte, stieß auf große Vorbehalte und wurde bis zum offiziellen Planungswettbewerb im Mai 1886 öffentlich diskutiert. Mangels technischer Umsetzbarkeit blieben sowohl der amerikanische Centennial Tower als auch der Sonnenturm unverwirklicht.

### Projektphase
Im Juni 1884 stellten die beiden Ingenieure Maurice Koechlin und Émile Nouguier, beide aus dem Büro von Gustave Eiffel, einen Entwurf für einen 300 Meter hohen Metallmast vor, der auf vier Füßen ruhen sollte. Die Stahlfachwerkkonstruktion war so entwickelt, dass die Streben durch ihre Neigungswinkel Seitenwinden möglichst geringen Widerstand boten. Die Form der Turmstützen ähnelte der Momentenlinie eines vertikalen Kragarms bei Windbelastung. Damit sollten die Seitenwinde maximal nach unten abgeleitet werden, was dem hohen Bauwerk eine extrem hohe Standsicherheit verschaffen sollte. Die erste Skizze zum Turmbau ist auf den 6. Juni 1884 datiert und wurde von Koechlin entworfen. Der Beitrag des Ko-Entwicklers Nouguier bezieht sich vermutlich auf den Montagevorgang des Bauwerks. Eiffel und sein Büro hatten in den Jahren davor bereits grundlegende Erfahrungen im Brückenbau gesammelt. Die größten Eisenbahnbrücken jener Zeit stammten von Eiffel, wie beispielsweise das Garabit-Viadukt, welches das Tal der Truyère in 122 Meter Höhe überspannt. Die Pylone aus dem Brückenbau standen beim Turmprojekt Pate. Am 18. September 1884 ließ sich Eiffel den Entwurf patentieren.
Der ingenieurtechnisch ausgereifte Entwurf entsprach jedoch ästhetisch nicht den Vorstellungen Eiffels. Das pylonartige Bauwerk erinnerte zu sehr an einen überdimensionierten Freileitungsmast – die Werkbezeichnung deutete dies mit pylône de 300 mètres de hauteur an. Eiffel erkannte, dass der allzu technische Entwurf im Vergleich mit den kunstvollen Bauwerken der Weltausstellung nicht überzeugen konnte, und beauftragte im Frühjahr 1886 den Architekten Stephen Sauvestre, die Form des Turms zu überarbeiten, um die Akzeptanz zu erhöhen. Zu den auffälligsten, von Sauvestre vorgenommenen Veränderungen zählt der monumentale, für die Tragfähigkeit nicht notwendige Bogen mit der ersten Etage. Er wurde dem Anspruch, als Eingangsportal für die Weltausstellung zu dienen, deutlich besser gerecht und ließ den Turm weniger nüchtern erscheinen. Sauvestre versah das Bauwerk mit gemauerten Sockeln, ließ die nach oben strebenden Pfeiler früher zusammenlaufen, änderte die Aufteilung der Geschosse und fügte eine Reihe von Verzierungen hinzu. Die ursprünglich vorgesehene Spitze in Pyramidenform veränderte der Architekt zu einer zwiebelförmigen Laterne.

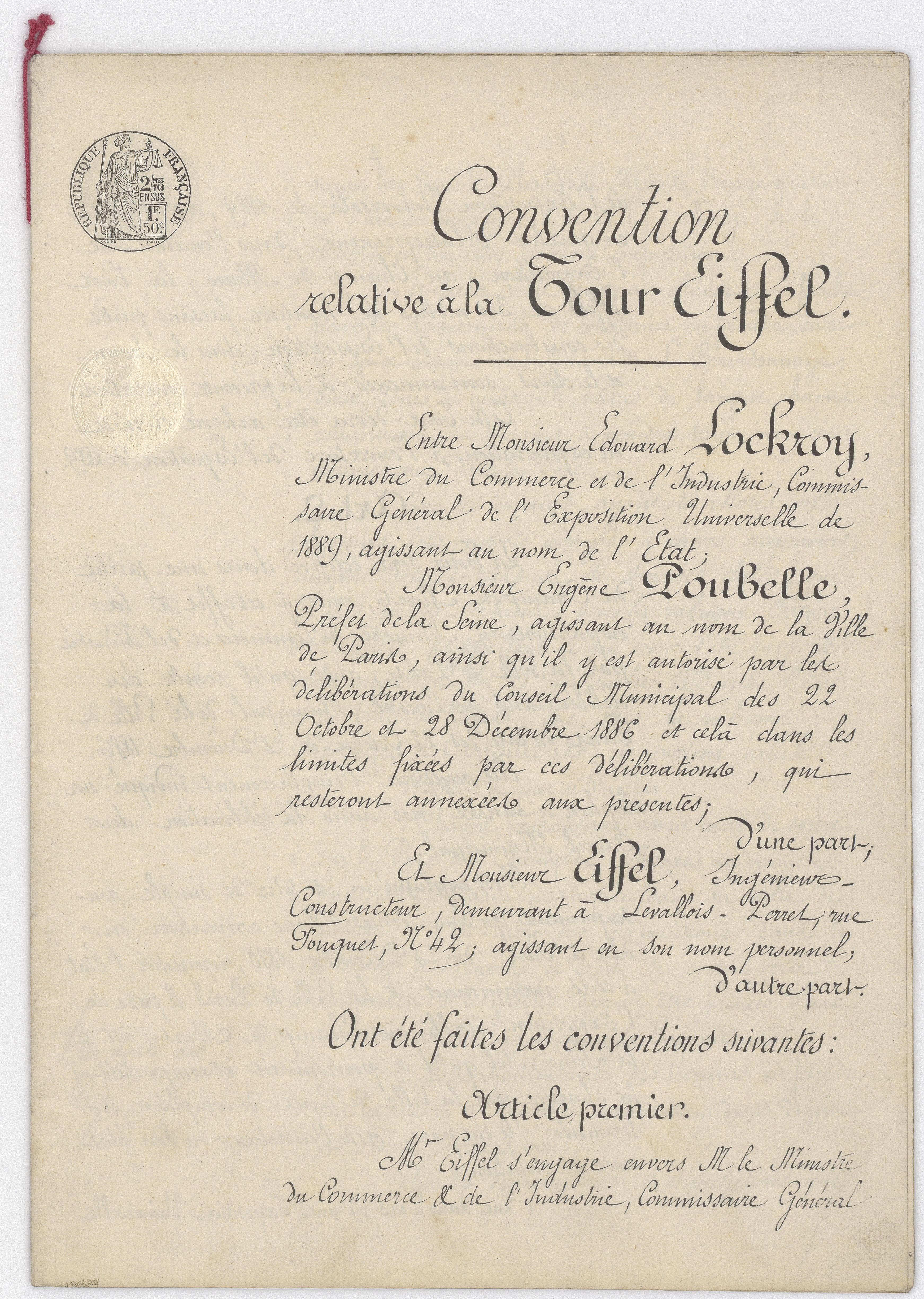
Das am 8. Januar 1887 zwischen Minister Édouard Lockroy, Minister für Handel und Industrie, Präfekt Eugene Poubelle und Gustave Eiffel unterschriebene Abkommen, das die Bedingungen für den Bau und Betrieb des 300-Meter-Turms regelt

Erst dieser Entwurf überzeugte Eiffel so, dass er die Nutzungsrechte für den „300-Meter-Turm“ erwarb. Eiffel pries das Konzept vor dem Ausstellungskommissariat nicht nur als Ausstellungsbauwerk, sondern stellte die wissenschaftliche Bedeutung für die Meteorologie, Astronomie und die Aerodynamik heraus. Eiffel hob den Namen Koechlins nicht besonders hervor. Dies führte dazu, dass der Turm bereits in der Projektphase mit dem Ingenieur Eiffel in Verbindung gebracht wurde und schon vor seiner Errichtung die Bezeichnung Eiffelturm erhielt; Eiffel selbst hatte ihn nie so bezeichnet. Im Frühjahr 1885 wurden die Baukosten auf 3.155.000 Francs geschätzt und die Turmmasse mit 4810 Tonnen projektiert. Am Ende kam die reine Stahlkonstruktion des Eiffelturms auf eine Masse von 7300 Tonnen und die Baukosten erhöhten sich auf mehr als das Zweieinhalbfache.
Am 1. Mai 1886 schrieb der Handelsminister Édouard Lockroy den Ideenwettbewerb für die Gebäude der Pariser Weltausstellung aus, der sich an französische Architekten und Ingenieure richtete. Es nahmen rund 100 Bewerber teil, viele von ihnen griffen die Idee eines Turmbauwerks auf. Nach der ersten Auswahl blieben drei Vorlagen übrig, darunter befanden sich neben Eiffels Beitrag die Entwürfe von Ferdinand Dutert und Jean Camille Formigé. Eiffel ließ die stark verzierte Fassung Sauvestres nochmals unter Verzicht auf einige Zierelemente überarbeiten und gewann mit diesem Kompromissvorschlag den Wettbewerb. Er unterschrieb am 8. Januar 1887 einen Vertrag mit der Stadt, die eine Subvention in Höhe von 1,5 Millionen Goldfranken zur Verfügung stellte, und bereits am 26. Januar wurde mit dem Bau begonnen. Da Eiffel die restlichen Baukosten von insgesamt über sieben Millionen Franken selbst zu tragen hatte, sicherte ihm der 18 Paragraphen umfassende Vertrag eine zwanzigjährige Nutzungskonzession zu. Den Vertrag unterzeichnete Eiffel persönlich, nicht im Namen seiner Baufirma. Die Finanzierung der restlichen Kosten erfolgte über eine Aktiengesellschaft mit einem Grundkapital von fünf Millionen Franken, von denen er die Hälfte übernahm; die andere Hälfte stellten zwei Pariser Großbanken als Kredite zur Verfügung. Den Inhabern von Eiffelturm-Aktien, welche die höchsten Renditen in der französischen Börsengeschichte ausschütteten, war es erlaubt, den Turm einmal im Jahr kostenfrei zu benutzen.
Auch wenn Eiffel den Turm als geschlossenes Projekt aus seiner Hand anpries und sich damit eine fremde Idee zu eigen machte, gilt es historisch als gesichert, dass ohne Eiffels persönliches und unternehmerisches Engagement der Bau in dieser Form nie zustande gekommen wäre.

### Bauarbeiten von Januar 1887 bis März 1889

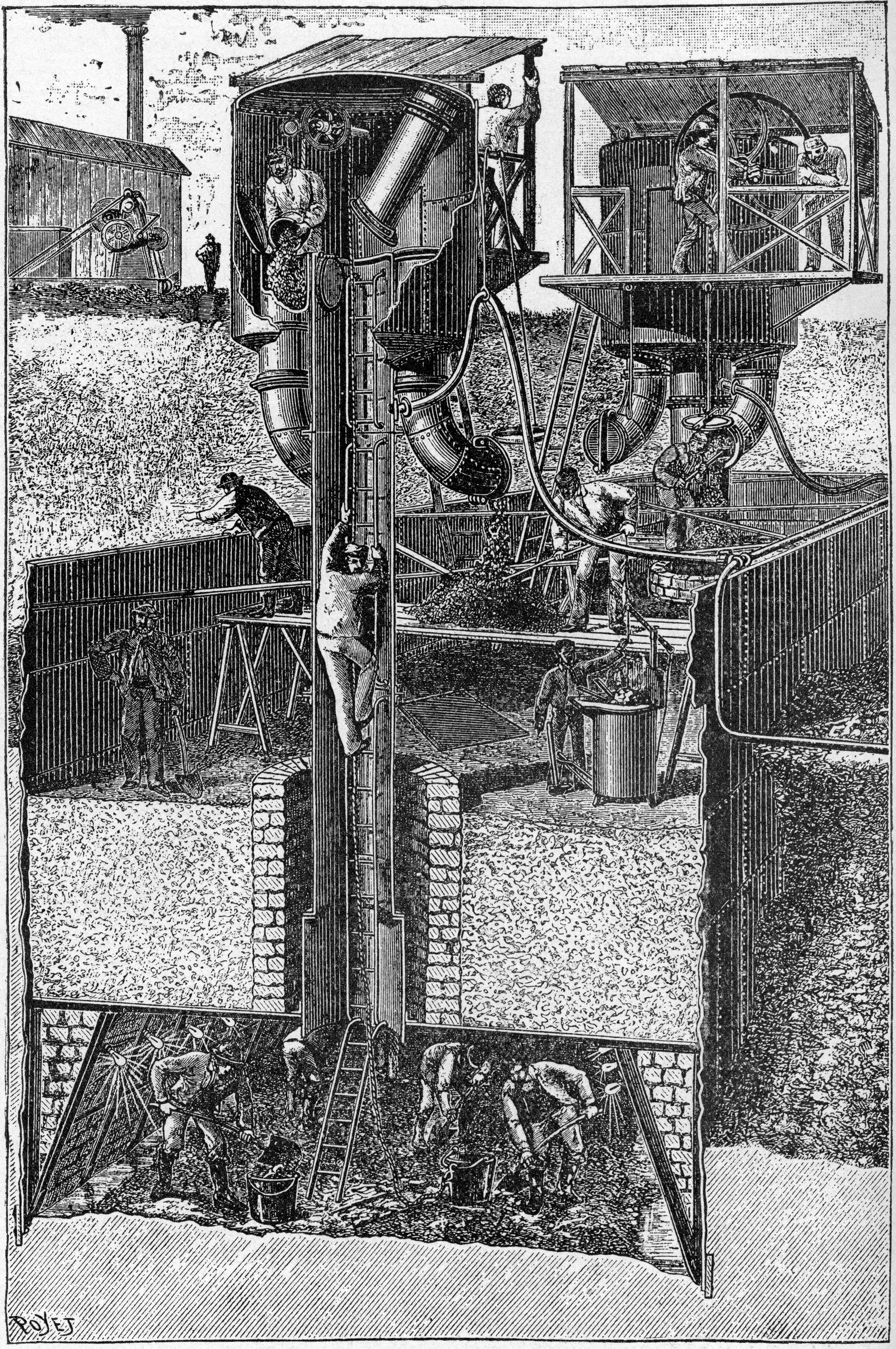
Illustration des Senkkastens während der Gründungsarbeiten

Unter regem Interesse der Öffentlichkeit begannen am 28. Januar 1887 die Bauarbeiten mit den Grabungsarbeiten für die Fundamente. Dafür wurden insgesamt 30.973 Kubikmeter Erdreich ausgehoben. Da die Fundamente unter dem Niveau des Seineflussbetts gründen, verwendete man einen sogenannten Senkkasten. Dabei wird Druckluft in die wasserdichte Metallverschalung geleitet, damit die Arbeiten unterhalb des Wasserspiegels ausgeführt werden konnten. Dieses auf den Bergbauingenieur Jules Triger zurückgehende Verfahren hatte Gustave Eiffel bereits 1857 beim Bau der 500 Meter langen Eisenbahnbrücke von Bordeaux erprobt, und wandte es bei den zwei zur Seine ausgerichteten Pfeilerfundamenten an.
Eiffel verwendete als Baumaterial im Puddelverfahren produziertes Schmiedeeisen, was zu seiner besonderen Haltbarkeit beigetragen hat. Da die Eisenverbindung mit geringem Kohlenstoffgehalt nicht geschweißt, sondern nur genietet werden konnte, ließ Eiffel in seinem Firmensitz in Levallois-Perret die notwendigen Einzelteile im Baukastenprinzip vorproduzieren und in Paris vor Ort zusammensetzen. Die Teile wurden exakt berechnet, geschnitten und mit den Löchern für das spätere Nieten versehen. Für die Vorproduktion bis zur Errichtung hatte Eiffel einen festen Ablaufplan. Fehlerhafte Teile wurden wieder zur Fabrik zurückgeschickt und nicht vor Ort angepasst. Ein Stab von etwa 40 technischen Zeichnern, Architekten und Ingenieuren erfasste in 700 Gesamtansichten und 3.600 Werkzeichnungen das gesamte, aus 18.038 Einzelteilen bestehende Bauwerk.
Am 1. Juli 1887 begann die Errichtung der vier Turmfüße. Die zunächst freitragend montierten Sparren wurden von 30 Meter hohen provisorischen Baugerüsten getragen. Am 7. Dezember 1887 erfolgte die Montage der ersten Etage, auf deren Höhe ein 45 Meter hohes Gerüst zur Abstützung der Horizontalbalken diente. Oberhalb der Etage stützten sich die Strebepfeiler von selbst. Alle Werkstücke wurden von dampfgetriebenen Kränen auf den Führungsschienen positioniert, auf denen später die unteren Fahrstühle verkehren sollten. Einer der heikelsten Bauabschnitte war die Verbindung der vier horizontalen Tragbalken in der ersten Etage. Für deren exakte Ausrichtung nutzte Eiffel sogenannte Sandkisten, mit denen die Träger millimetergenau ausgependelt werden konnten. In zwei Pfeilern befanden sich manuell mit Handpumpen bedienbare hydraulisch verstellbare Hubspindeln, mit denen die Sparren auf ihre Position gebracht wurden. Damit war eine sehr präzise Justierung der Balken möglich. Nachdem die Tragpfeiler fest miteinander verbunden waren, ersetzte man die Hubspindeln durch verankerte Stahlkeile. Die sorgfältige Planung und Ausführung führte dazu, dass die Nietlöcher erst ab einer Höhe von 57 Metern angepasst werden mussten. Vermutlich wurde die hohe Präzision durch Zusammenlegen der Teile in der Werkstatt und anschließendes Aufreiben der Nietlöcher erzielt. Eiffel selbst führte dazu aus:

„[…] bei unserem Verfahren waren alle Löcher im voraus mit großer Genauigkeit gebohrt, die Montage durch die Löcher selbst reguliert, und durch Zusammenheften, d. h. durch gewaltsames Eintreiben einer großen Zahl von Stahldornen in die Löcher, führte man die Zusammenfügung herbei.“

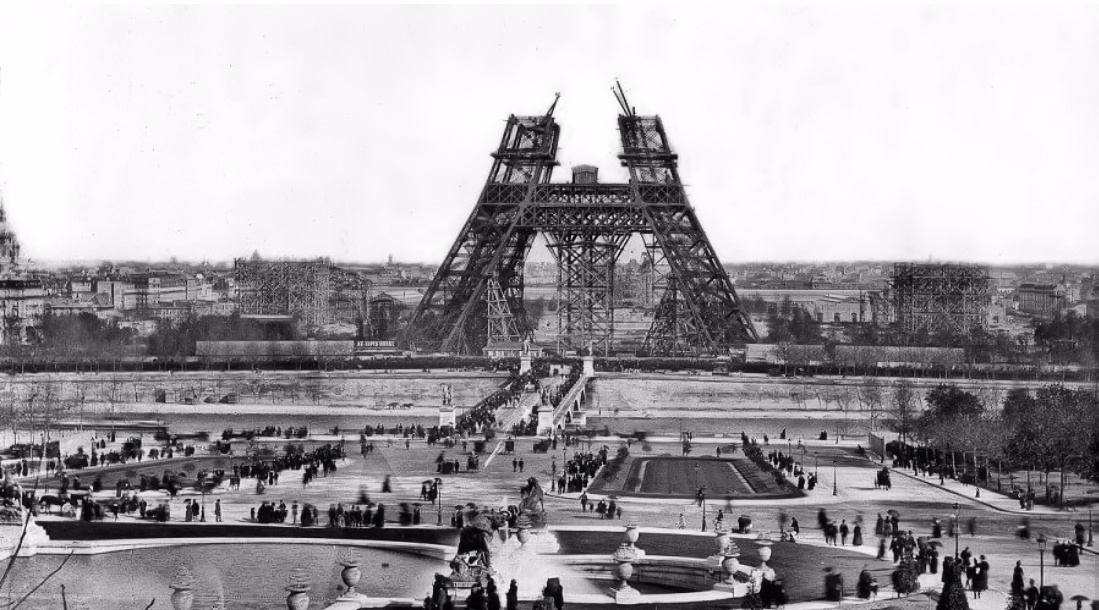
Baufortschritt nach Abschluss der ersten Ebene 1888

Am 14. August 1888 wurde die zweite Etage errichtet und der sich nach oben anschließende Teil freitragend montiert. Gleichzeitig stattete man die Plattformen aus. Die im Werk vorgebohrten Einzelteile wurden vor Ort mit konischen Dornen unter Schlageinwirkung in ihre endgültige Position gebracht. Insgesamt halten im Eiffelturm 2,5 Millionen Niete die Bauteile zusammen. Das Vernieten führten jeweils vier Männer durch. Der erste Arbeiter ließ den Niet heißstauchen und brachte ihn mithilfe einer kleinen Esse zum Glühen. Als zweiten Schritt führte ein anderer Arbeiter den Niet an das Bohrloch. Ein dritter schlug den Schließkopf in Form. In einem letzten Schritt wurde der Bolzen gestaucht.

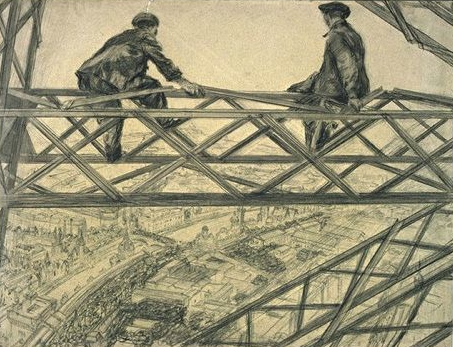
Zeitgenössische Grafik von Charles Paul Renouard zweier Arbeiter am Eiffelturm

An den Bauarbeiten waren bis zu 250 Personen beteiligt, rund 150 davon waren für das Vernieten der Bauteile vor Ort eingesetzt. Neben Zimmerleuten befanden sich unter den Bauarbeitern auch Schornsteinfeger, da sie das Arbeiten in großen Höhen gewohnt waren. Die Arbeitsschichten dauerten in den Wintermonaten neun und in den Sommermonaten zwölf Stunden. Im September 1888 kam es zu einem Streik der Arbeiter; drei Monate später legten sie erneut die Arbeit nieder und forderten mehr Lohn. Gustave Eiffel verhandelte mit ihnen und richtete in der ersten bereits fertiggestellten Plattform eine Kantine für sie ein. Während der gesamten Arbeiten kam es zu einem einzigen tödlichen Unfall. Ein italienischer Arbeiter verunglückte beim Einbau der Aufzüge nach der offiziellen Eröffnung.
Gleichzeitig mit der freitragenden Montage der obersten Stockwerke ab Dezember 1888 wurden die Plattformen ausgestattet. Nachdem am 15. März die Laterne auf der Spitze des Turms errichtet worden war, konnten wenige Tage später, am 31. März 1889, planmäßig wenige Wochen vor Eröffnung der Weltausstellung, die Arbeiten abgeschlossen werden.

### Proteste und Widerstand gegen die Errichtung

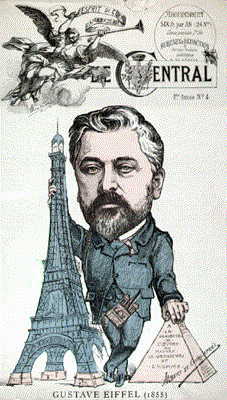
Karikatur von Le Temps in damaligem Zeitgeist mit übergroßem Kopf am 14. Februar 1887

Bereits vor dem Baubeginn formierte sich unter Intellektuellen und Künstlern Widerstand gegen den Bau des Eiffelturms. Der Kunst- und Kulturhistoriker Jacob Burckhardt sah in dem Bauwerk eine Reklame für die gedankenlosen Tagediebe in ganz Europa und Amerika. Zahlreiche Persönlichkeiten, darunter Charles Gounod, Alexandre Dumas, Charles Garnier, William Adolphe Bouguereau und auch Guy de Maupassant als einer der stärksten Kritiker, veröffentlichten am 14. Februar 1887, wenige Tage nach Baubeginn, in der damals renommierten Zeitung Le Temps einen Protest der Künstler:

„Wir Schriftsteller, Maler, Bildhauer, Architekten und leidenschaftliche Liebhaber der bisher unangetasteten Schönheit von Paris protestieren im Namen des verkannten französischen Geschmacks mit aller Kraft gegen die Errichtung des unnötigen und ungeheuerlichen Eiffelturms im Herzen unserer Hauptstadt, den die oft vom gesunden Menschenverstand und Gerechtigkeitsgefühl inspirierte Spottlust der Volksseele schon den Turm zu Babel getauft hat. […] Um zu begreifen, was wir kommen sehen, muss man sich einen Augenblick einen schwindelerregenden, lächerlichen Turm vorstellen, der wie ein riesiger, düsterer Fabrikschlot Paris überragt, muss sich vorstellen, wie alle unsere Monumente gedemütigt, alle unsere Bauten verkleinert werden, bis sie in diesem Alptraum verschwinden. […]“

Das Protestschreiben blieb kein Einzelfall; weitere begleiteten die Bauarbeiten. Léon Bloy beschrieb den Eiffelturm als „wirklich tragische Straßenlaterne“, Paul Verlaine als „Skelett von einem Glockenturm“ und François Coppée als „Eisenmast mit starrer Takelage, unvollkommen, konfus und unförmig“. Die starke Ablehnung richtete sich zum einen gegen die für die damalige Zeit immense Höhe, zum anderen empfand man die offen zur Schau gestellte Konstruktionsweise aus Eisen mit fehlender Fassade als geradezu skandalös.
Ein weiterer Kritikpunkt der Gegner war der Umstand, dass der Turm nicht wie die andere Festarchitektur nach der Ausstellung wieder abgebaut werden, sondern dauerhaft stehen bleiben sollte. Der Protest, der vor allem aus akademisch-elitären Kreisen kam, ließ sich auch durch Eiffels gewieftes Entgegenkommen nicht beruhigen, den Turm für einen Bruchteil der Baukosten in Einzelteile zu zerlegen und ihn an anderer Stelle wieder aufzubauen. Jeder praktische Aspekt, der sich den Notwendigkeiten des Alltags unterwarf, konnte dem hehren Kunstbegriff der Traditionalisten nicht genügen – Industrie und Kunst hatten in ihren Augen strikt getrennt zu bleiben. In der breiten Masse war der Eiffelturm von Anfang an sehr beliebt und die Baustelle wurde rege besucht.
Neben polemischen Schriften, Behauptungen und (angeblichen oder tatsächlichen) Befürchtungen gab es auch Techniker, die befürchteten, die Fundamente des Turms wären für sein Gewicht zu schwach. Ein Mathematiker prophezeite seinen Einsturz, sobald er eine Höhe von 228 Metern überschreite. Ein Anlieger am Champ de Mars strengte einen Prozess gegen den Staat und die Stadt an, aus Angst, der Eiffelturm könne einstürzen und sein Haus zerstören. Das Gericht erlaubte den Weiterbau nur mit der Auflage, dass Gustave Eiffel bei etwaigen Schäden haften müsse.

### Eröffnung und Reaktionen

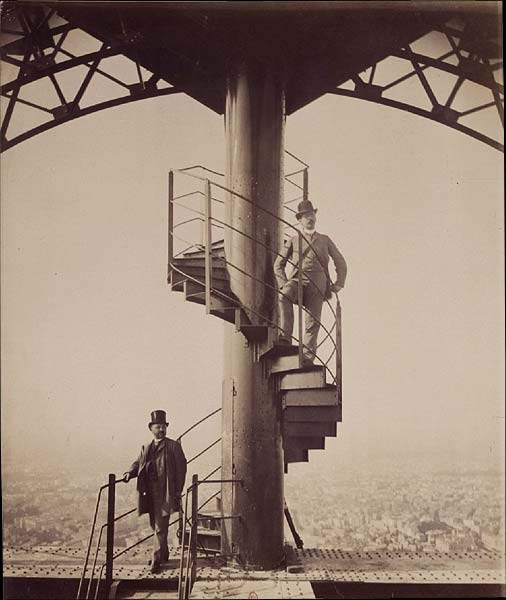
Gustave Eiffel (unten links) auf der Spitze des Eiffelturms 1889

Am Eröffnungstag, dem 31. März 1889, bestieg Gustave Eiffel – da der Aufzug noch nicht fertiggestellt war – mit einer Delegation gegen 13:30 Uhr den Turm und hisste an dessen Spitze eine französische Trikolore, die 7 Meter lang und 4,40 Meter breit war.
Der in der Presse offen ausgetragene Protest gegen den Eiffelturm verstummte nach seiner Eröffnung fast vollständig und schlug teilweise sogar in Begeisterung und Stolz um. In einer Pressemeldung hieß es dazu:

„Vor der vollendeten Tatsache – und was für eine Tatsache! – müssen wir uns beugen. Auch ich, wie viele andere, habe gesagt und geglaubt, der Eiffelturm sei ein Wahnsinn, aber es ist ein großartiger und stolzer Wahnsinn. Gewiss, diese ungeheure Masse erdrückt die übrige Ausstellung, und wenn man wieder aufs Marsfeld hinaustritt, scheinen einem die riesigen Kuppeln und Galerien winzig klein. Aber was wollt ihr? Der Eiffelturm spricht die Fantasie an, er ist etwas Unerwartetes, etwas Fantastisches, das unserer Kleinheit schmeichelt. Als er kaum in Angriff genommen war, unterzeichneten die berühmtesten Künstler und Schriftsteller, von Meissonier bis Zola, einen flammenden Protest gegen den Turm als furchtbares Verbrechen gegen die Kunst. Würden sie ihn heute noch unterzeichnen? Nein, gewiss nicht, und es wäre ihnen lieber, dieses Dokument des Zorns existierte nicht. Und was das Volk, was die guten Bürger betrifft, so lässt sich ihr Empfinden in einem Satz zusammenfassen, den ich aus dem Munde eines braven Manns vernommen habe, nachdem er fünf Minuten lang mit offenen Munde vor dem Turm gestanden hatte: „Enfoncé l’Europe!“ [Europa kann einpacken!]“

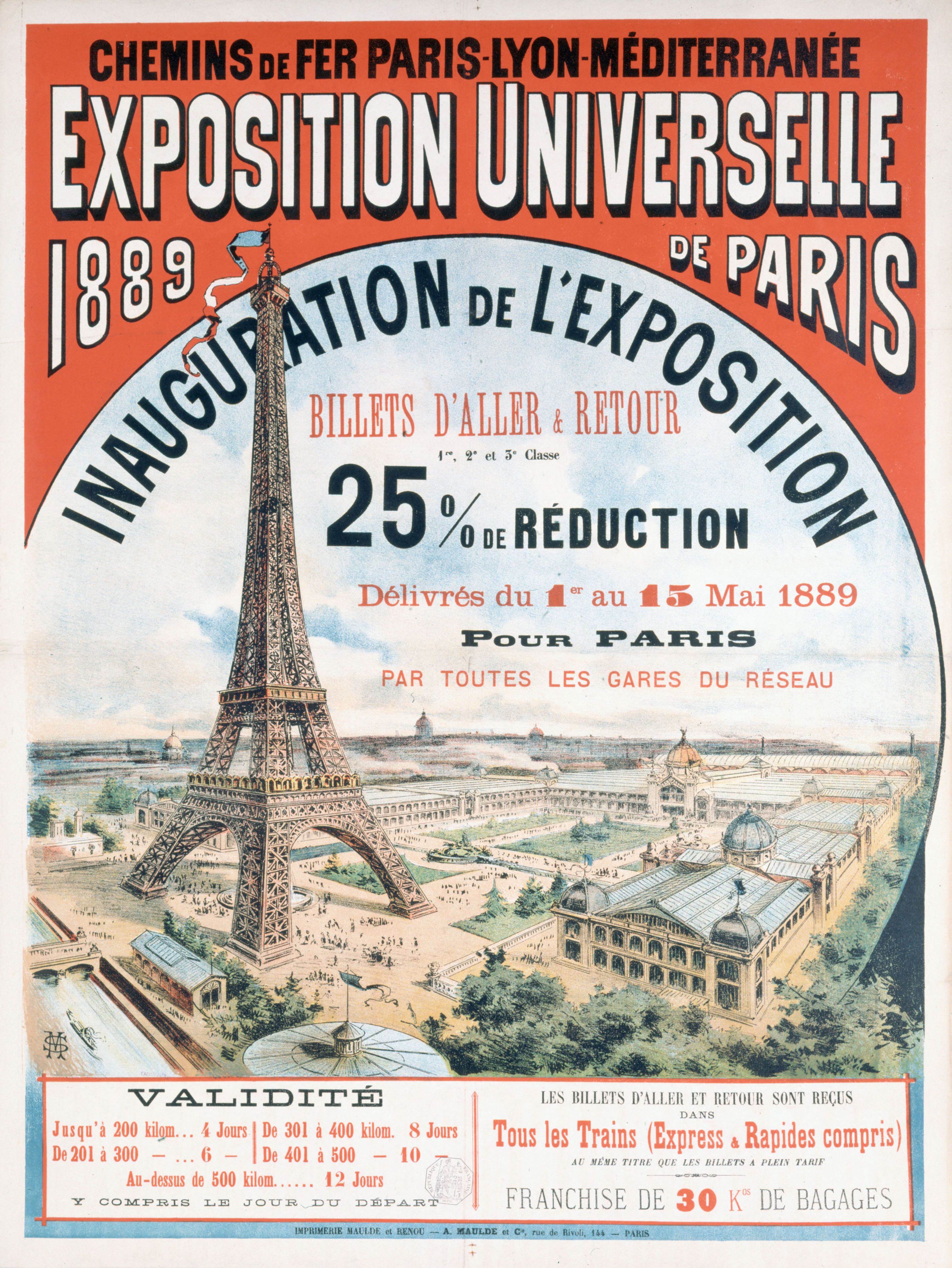
Plakat zur Weltausstellung 1889

Heinrich Schliemann, dem ein Aufstieg auf den Eiffelturm bereits vor der offiziellen Eröffnung ermöglicht worden war, pries das Bauwerk in einem Brief an Rudolf Virchow am 24. Mai 1889 als Wunderwerk der ingenieurtechnischen Fähigkeiten, ohne das der vierte Teil der Ausstellung – Schliemann meinte die vierte Weltausstellung in Paris – keinen Reiz hätte. Trotz der Euphorie, die ihn als gelungene nationale Selbstdarstellung und Demonstration des technischen Fortschritts rühmte, blieb auch unversöhnliche Kritik. Auf jeden Fall erregte er die Gemüter jener Zeit sehr stark und übte eine enorme Anziehungskraft auf die Menschen aus, so der französische Philosoph, Schriftsteller und Literaturkritiker Roland Barthes.
Für die breite Öffentlichkeit war der Turm erst seit dem Eröffnungstag der Weltausstellung, dem 15. Mai 1889, zugänglich. Das Eintrittsgeld betrug 1889 für die erste Etage zwei, für die zweite drei und für die dritte fünf Francs. Der Eintritt zur Weltausstellung kostete einen Franc. Insgesamt bestiegen während der Weltausstellung 1889 1.896.987 Menschen den Eiffelturm. Damit amortisierten sich seine Baukosten bereits zu drei Vierteln. Zahlreiche prominente Persönlichkeiten der Zeitgeschichte statteten dem höchsten Bauwerk der Welt ebenfalls einen Besuch ab. Am Eröffnungstag erschien eine Sonderausgabe der Tageszeitung Le Figaro direkt aus dem Eiffelturm. Die Redaktion hatte ihre Arbeitsräume aus diesem Anlass in der zweiten Aussichtsplattform eingerichtet. Besucher, welche die Zeitung an diesem Tag direkt bei der Redaktion kauften, erhielten eine signierte Ausgabe als „Zertifikat“ für ihre Turmbesteigung. Zum Zeitpunkt der Eröffnung und Schließung jedes Messetages wurde jeweils ein Schuss einer Salutkanone von der Spitze des Turms abgefeuert.

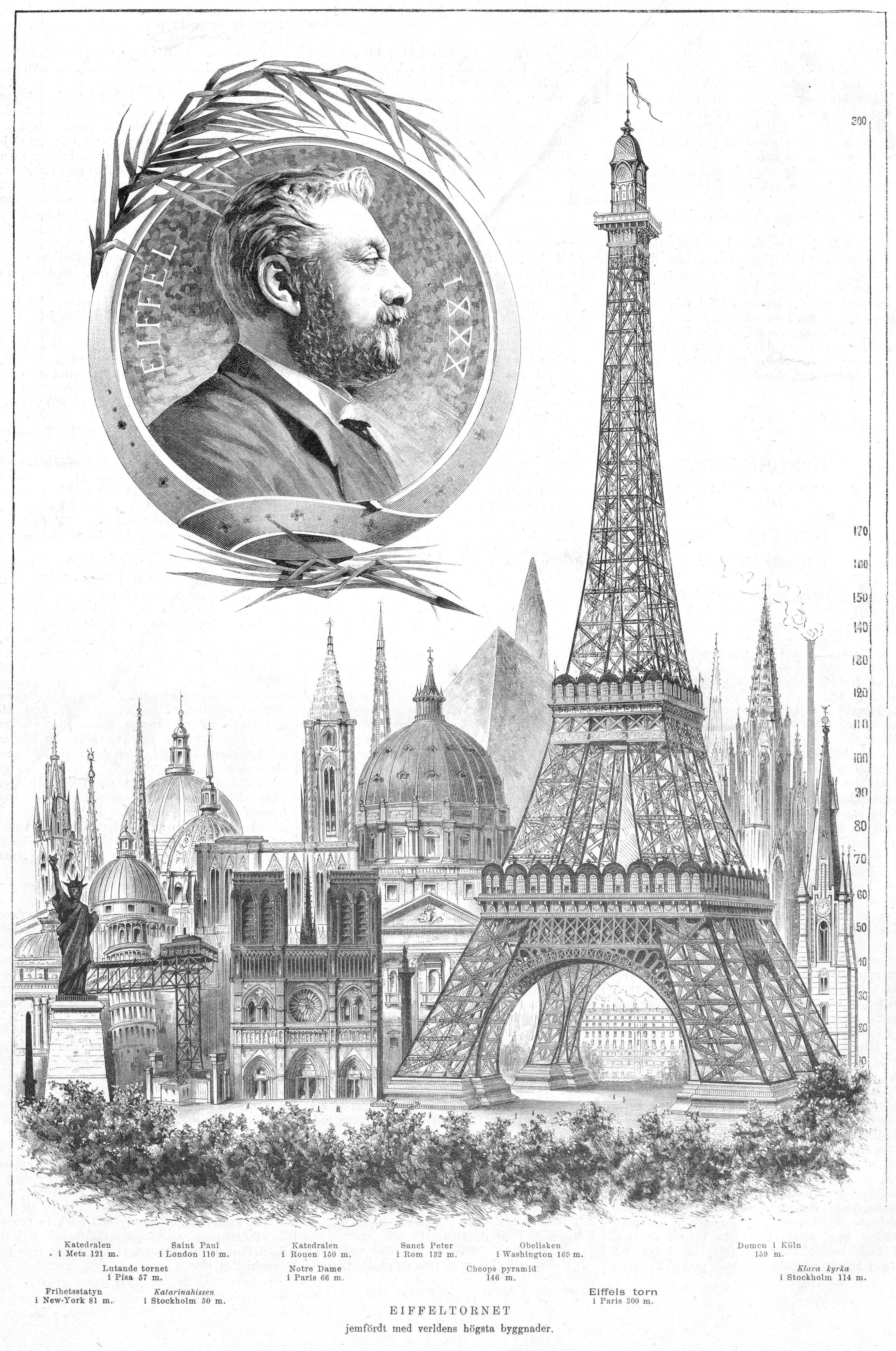
Die höchsten Bauwerke der Welt 1889

Der erste Eintrag im Gästebuch des Eiffelturms war der des britischen Kronprinzen, des späteren Königs Eduard VII., der am 10. Juni 1889 den Turm zusammen mit fünf Familienmitgliedern bestieg und den Eiffel persönlich führte. Am 1. August 1889 besuchte der damalige Schah von Persien Nāser ad-Din Schāh das neue Bauwerk. Außerdem finden sich dort die Unterschriften des Prinzen Georg von Griechenland, des späteren Königs von Belgien Albert I., des russischen Zaren Nikolaus II., Sarah Bernhardts und des japanischen Kaisersohnes Yoshihito. Der Erfinder Thomas Edison überreichte Gustave Eiffel am 10. September 1889 eine Widmung für die „Errichtung des gigantischen und originellen Musterstücks moderner Baukunst“ und nahm bei seinem Besuch die Stimme Eiffels auf. In der dritten Plattform unterhalb der Turmspitze ist dieses Ereignis im ehemaligen Büro Eiffels mit Wachsfiguren nachgebildet. Auch Mahatma Gandhi, der damals in London studierte, bestieg während der Weltausstellung den Eiffelturm.
Als der Eiffelturm eröffnet wurde, war er mit einer Gesamthöhe von damals 312 Metern das höchste Bauwerk der Welt und löste damit das 169,3 Meter hohe Washington Monument, einen Obelisken aus weißem Marmor in den Vereinigten Staaten, als Rekordhalter ab. Das höchste begehbare Gebäude jener Zeit war die 167,5 Meter hohe Synagoge Mole Antonelliana in Turin, die 1888 fertiggestellt wurde.

### Die ersten 20 Jahre

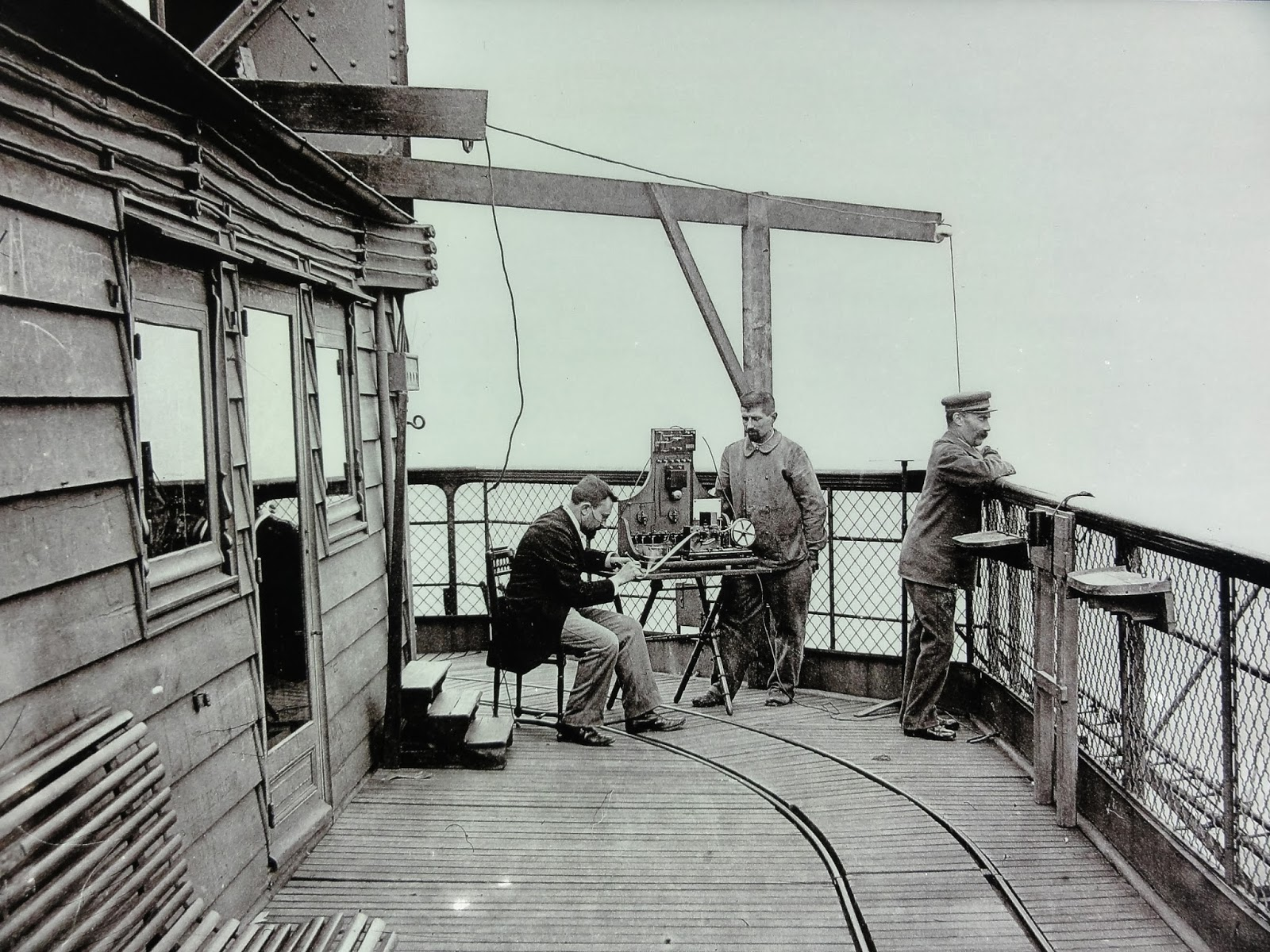
Erstes Funkverkehr-Experiment am 5. November 1898 durch Ducret

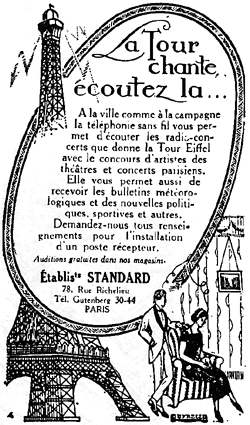
Werbung für die Rundfunkstation des Eiffelturms. Dies ist die erste Anzeige Frankreichs, die für einen Sender wirbt; sie wurde für einen Hersteller von Radiogeräten in der Wochenzeitung La Rampe geschaltet.

Der Erfolg und das Fortbestehen des Eiffelturms über die zwanzigjährige Konzession hinaus war ungewiss. Eiffel versuchte immer wieder durch die Einbindung von Gelehrten und eigene Forschungen den Nutzen des Bauwerkes darzulegen.
Am 5. November 1898 konnten Eugène Ducretet und Ernest Roger eine drahtlose Telegraphenverbindung zwischen dem Eiffelturm und dem vier Kilometer entfernten Panthéon herstellen. Die elektromagnetische Informationsübermittlung blieb zunächst rein militärischen Zwecken vorbehalten. Im selben Jahr wurde auf dem Eiffelturm eine Wetterwarte eingerichtet. Durch den enormen Höhenunterschied von 300 Metern war es möglich, vielfältige physikalische Experimente durchzuführen. So wurden zur Justage von Luftdruckmessern ein übergroßes Manometer installiert, spektroskopische Messungen durchgeführt, ein Foucaultsches Pendel eingerichtet und Windgeschwindigkeit und Atmosphärentemperatur gemessen. Sogar Experimente zur Heilwirkung von Höhenluft führte man durch. Für seine astronomischen und physiologischen Beobachtungen richtete Eiffel ein eigenes Büro in der dritten Plattform ein. Besondere Bekanntheit erlangten Eiffels Messungen zur Aerodynamik. Eine erste Versuchsreihe begann er 1903: Er spannte zwischen der zweiten Plattform und dem Erdboden ein Kabel, an dem er verschiedene Profile nach unten gleiten ließ. 1904 konnten Zeitsignale auf der Wellenlänge 2000 Meter mit unterschiedlichen Apparaten empfangen werden. 1909 erweiterte er seine Studien durch Eröffnung eines Windkanals am Fuße des Turms und einer größeren Anlage an der Rue Boileau im Jahre 1912.
Für die Weltausstellung 1900, die zum fünften Mal in Paris stattfinden sollte, erwog Eiffel verschiedene Umbaupläne. Die allgemeine Empfindung der Ästhetik des Turmes hatte sich in den wenigen Jahren seines Bestehens derart gewandelt, dass seine Optik wegen ihrer Modernität und Radikalität überholt wirkte. Gefragt waren üppigere Formen, wie in der Belle Époque üblich. Die Ausstellung zeichnete sich insgesamt durch eine retrospektive Ausrichtung aus und war damit eher eine Schlussfeier des 19. als eine Eröffnungsfeier des 20. Jahrhunderts.
Aus diesem Grund versuchten Veranstalter und Architekten den Eiffelturm hinter einer Stilhülle zu verbergen. Die Vorschläge dazu reichten von relativ moderaten Veränderungen wie dem Anbringen von Schnörkeln, Wimpeln, Balkonen und Girlanden bis hin zu massiven Umbauplänen, die eine völlige Neukonzeption des Turms vorsahen. Der Entwurf von Guillemonats sah beispielsweise vor, den Turm bis zur ersten Plattform abzutragen und einen riesigen Globus darauf zu errichten. Zum massivsten Umbauvorschlag mit der Projektbezeichnung „la Tour Eifel (sic!) dans le mont Samson“ zählt der eines gewissen Samson, der den Turm als Stützgerüst für einen künstlichen Berg vorsah und den Eiffelturm damit komplett hinter einer Bergkulisse mit Dörfern, Straßen und Vegetation hätte verschwinden lassen. Abgesehen von der Tatsache, dass Samson nicht wusste, wie man den Eiffelturm korrekt buchstabierte, zeugte auch die wenig professionell ausgeführte Planskizze von mangelnder Seriosität. Der Umbauvorschlag von Gautier wollte den Eiffelturm als Stützkonstruktion für ein riesenhaftes pagodenähnliches Tor verwenden. Sowohl ein Abriss als auch die angestrebten Umbauvorschläge scheiterten am Eigentumsrecht Eiffels.

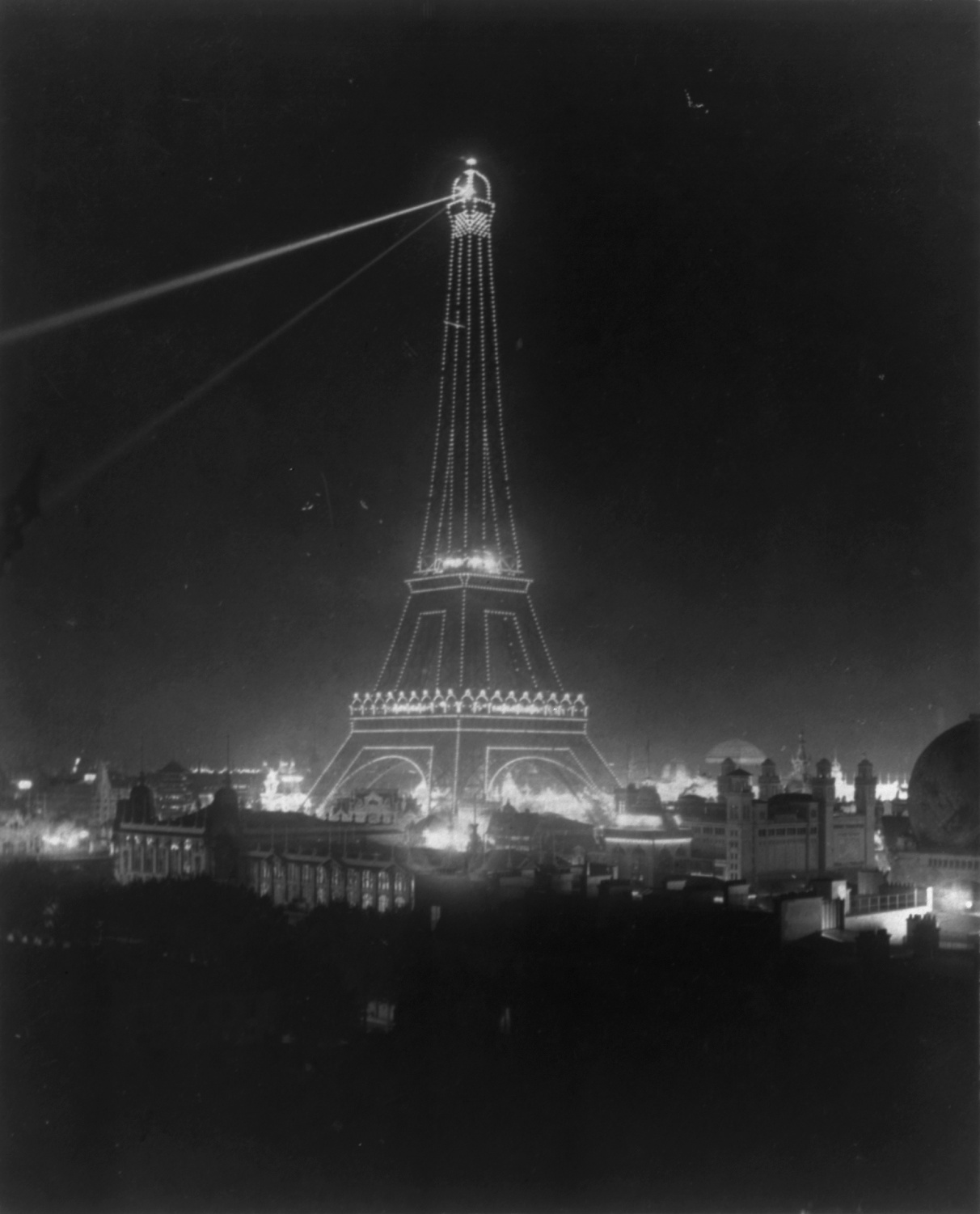
Beleuchtung des Eiffelturms während der Weltausstellung 1900

Am 28. Dezember 1897 einigte man sich schließlich, den Eiffelturm weitgehend unverändert in die Weltausstellung zu integrieren. Sein technisches Aussehen wurde lediglich durch eine neue Lichtinstallation, welche die Konturen des Bauwerks hervorhob, zu überspielen versucht. Eiffel beließ es dabei, das Bauwerk nach oben hin in abgetönter orangeroter Farbe neu zu streichen und den Plattformen ein neues äußeres Aussehen zu geben. Neben einer neuen Aufzuganlage stellte er auch seinen Salon in der dritten Plattform der Öffentlichkeit zur Verfügung. Doch zur Weltausstellung zog der Turm mit etwa einer Million nur noch halb so viele Besucher an; die Zahl sank in den Folgejahren weiter ab und pendelte sich bis zu Beginn des Ersten Weltkriegs auf jährlich rund 180.000 ein. Rein wirtschaftlich gesehen spielte es eine untergeordnete Rolle, denn die Baukosten des Eiffelturms waren bereits nach eineinhalb Jahren amortisiert. Eiffel war durch sein alleiniges Vermarktungsrecht und sein prosperierendes Unternehmen bereits mehrfacher Millionär geworden und konnte sich neben einem Stadtpalais in Paris weitere Häuser in Sèvres, Beaulieu-sur-Mer an der Côte d’Azur und in Vevey am Genfersee leisten.
Neben der wissenschaftlichen Nutzung wuchs vor allem auch der militärische Wert des Turmes. Am 15. Dezember 1893 erlaubte Eiffel dem Kriegsminister Auguste Mercier, auf dem Turm Antennen zu befestigen, und übernahm sogar deren Kosten. Am 21. Januar 1904 unterstützte er Hauptmann Gustave-Auguste Ferrié, einen Offizier der Pioniertruppen, die drahtlose Telegrafie für die militärische Nutzung voranzutreiben. Ferrié richtete das militärische Netzwerk ein und wurde zum zweitwichtigsten Mann neben Eiffel. Nachdem bereits 1898 eine drahtlose Verbindung hergestellt worden war, wurden 1903 zwischen dem Eiffelturm und einigen Militäranlagen in Paris weitere Funkverbindungen geschaffen und ein Jahr später wurde die Verbindung in den Osten Frankreichs erweitert. 1906 wurde ein Radiosender auf dem Turm eingerichtet. Die nach 20 Jahren ausgelaufene Konzession wurde am 1. Januar 1910 um weitere 70 Jahre verlängert. Mit der gestiegenen strategischen Bedeutung war auch der Fortbestand des Eiffelturms gesichert; sie war sogar ausschlaggebend für die Fortsetzung der Konzession, denn der wissenschaftliche Nutzen blieb real betrachtet eher bescheiden.

### Wissenschaftliche, fernmeldetechnische und militärische Nutzung

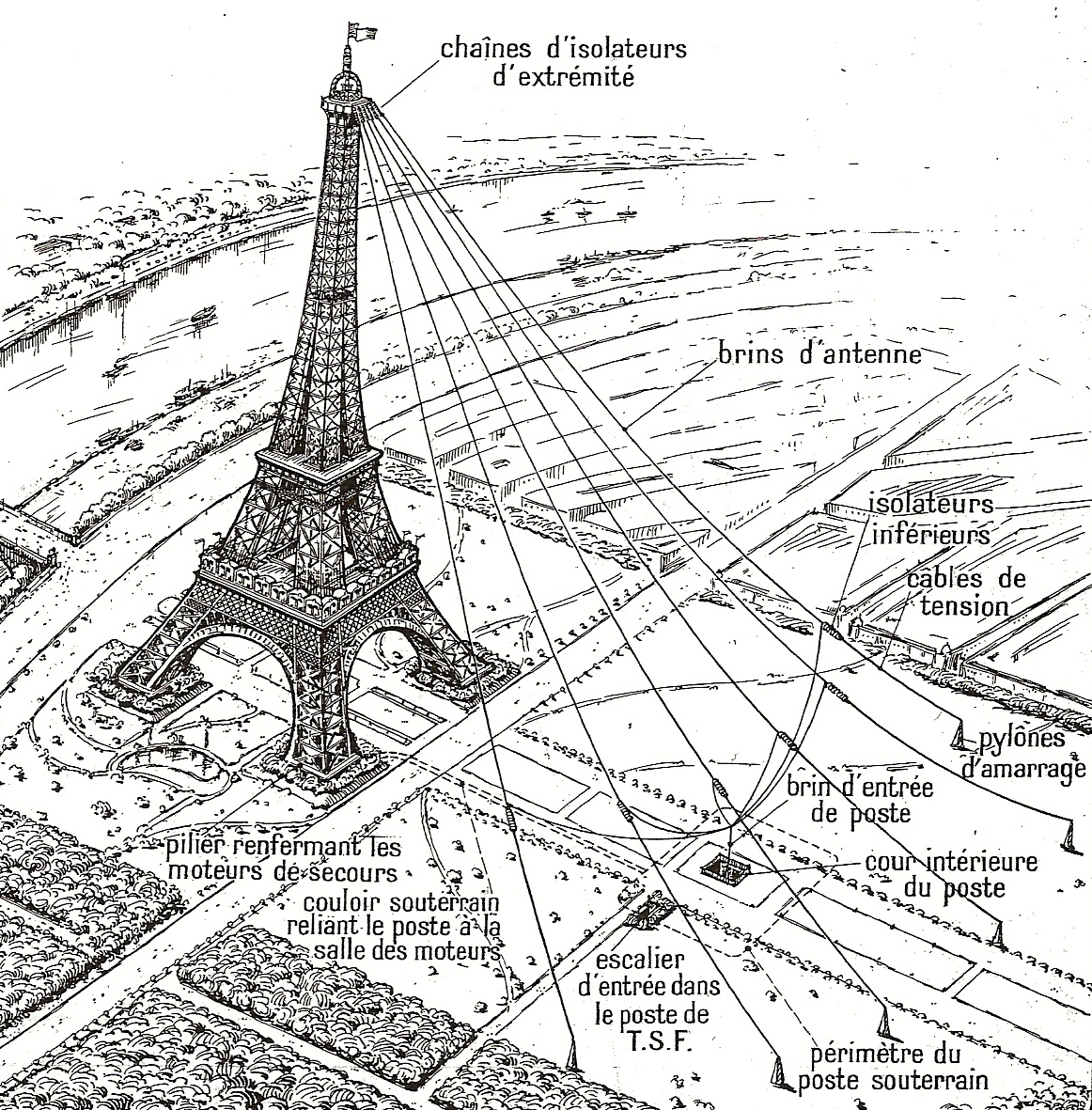
Nutzung des Turms für die drahtlose Telegrafie (franz.: télégraphie sans fil T.S.F.) 1914

#### Sender und wissenschaftliche Nutzung
Ab dem 23. Mai 1910 diente der Eiffelturm der französischen Marine als Zeitzeichensender. Ein Sender auf dem Eiffelturm strahlte in regelmäßigen Abständen Signale aus, mit denen man die Uhren exakt synchronisieren konnte.
Das Signal konnte nachts bis zu einer Entfernung von 5200 Kilometern und tagsüber bis etwa zur Hälfte dieser Strecke empfangen werden. Gustave-Auguste Ferrié, ein Offizier des Genie-Korps der französischen Streitkräfte, forschte viele Jahre zum Funkverkehr und war an dem Projekt beteiligt.
Ebenfalls 1910 gelang es, erste Funkverbindungen mit Luftschiffen und ein Jahr später mit Flugzeugen herzustellen.
Messungen und wissenschaftliche Experimente am Eiffelturm gingen weit über die Sende- und Übertragungstechnik hinaus. Der Physiker Theodor Wulf (1868–1946) maß 1910 vier Tage lang an der Spitze und am Fuße des Turms die Strahlungsenergie und stellte einen signifikanten Unterschied fest. Mit diesem gelang es ihm, die kosmische Strahlung nachzuweisen. Während des Ersten Weltkrieges musste der französische Physiker und spätere Nobelpreisträger Louis de Broglie sein Studium unterbrechen und leistete seinen Militärdienst bis 1919 auf der funktelegraphischen Station des Eiffelturms ab.

#### Erster Weltkrieg
Mit Beginn des Ersten Weltkriegs wurde der Eiffelturm für die Öffentlichkeit gesperrt. Er hatte sich als Telekommunikationszentrum für das Militär etabliert, das dort verschlüsselte feindliche Funksprüche abfing, deren Nachrichteninhalt entziffert werden konnte. Zu den bedeutendsten Fällen gehört ein als Radioprogramm getarnter Funkspruch, der zur Verhaftung der Spionin Mata Hari führte, sowie das Radiogramme de la Victoire (deutsch „Funkspruch des Sieges“).

#### Hörfunksender und -studio

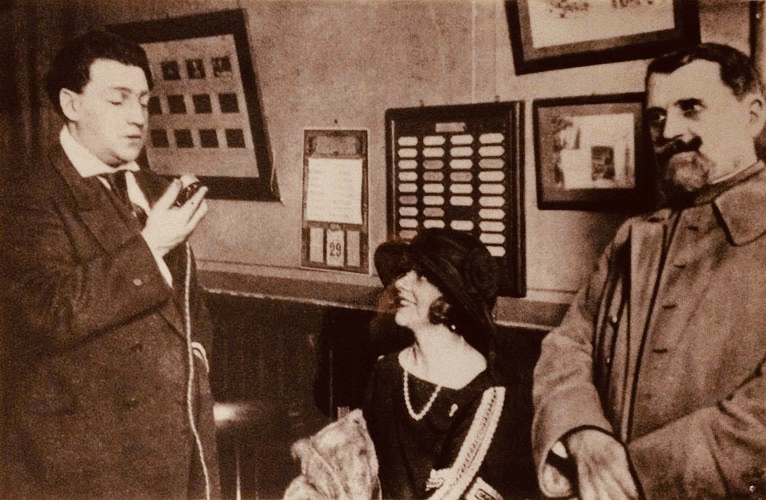
Einweihung der Radiostation durch Sacha Guitry (links), Yvonne Printemps und General Gustave-Auguste Ferrié

Bereits vor dem Ersten Weltkrieg fanden erfolgreiche Tests zur drahtlosen Übertragung von Telegrafie-Signalen statt. Am 24. Dezember 1921 begann nun auch das Senden von Tonsignalen. Lucien und Sacha Guitry strahlten erstmals vom Eiffelturm ihr Radioprogramm (Radio Tour Eiffel) aus. Damit schrieben sie Rundfunkgeschichte, denn die ausgestrahlte Sendung war in Europa die erste öffentliche Radiosendung. Ein Jahr später, am 6. Februar 1922, wurde im Nordpfeiler ein temporäres Studio eingerichtet, aus dem Guitry, Yvonne Printemps und Direktor Ferrié sendeten.
Die Radiosendungen erfolgten von 1922 bis 1928 auf Wellenlängen zwischen 2600 m und 3200 m, also Frequenzen von 93,7 kHz und 115,3 kHz mit Sendeleistungen von bis zu 12 kW, von 1929 bis 1933 auf der Wellenlänge 1445,8 m (207,4 kHz) mit bis zu 15 kW Sendeleistung und von 1933 bis 1940 auf der Wellenlänge 206 m (1455,3 kHz) mit bis zu 80 kW Sendeleistung.
Im Mai 1925 gab sich der Betrüger Victor Lustig als stellvertretender Generaldirektor des Postministeriums aus und fälschte eine Ausschreibung, die den Eiffelturm zum Verkauf anbot. Lustig schaffte es, ihn an André Poisson zu veräußern, der sich damit den Aufstieg in die Pariser Geschäftswelt erhoffte. Um Poissons anfängliche Zweifel zu zerstreuen, mimte Lustig ein Geständnis, er sei ein korrupter Beamter, der für seinen teuren Lebensstil etwas dazuverdienen wolle. Lustig tauchte nach Abschluss des Handels unter und setzte sich nach Wien ab. Als der Schwindel aufflog, zog Poisson es aus Scham vor, den Betrug nicht der Polizei anzuzeigen. Nach einem Monat versuchte Lustig den Betrug zu wiederholen. Der Käufer schöpfte jedoch Verdacht und ging zur Polizei, worauf Lustig floh.

#### Wetter- und Fernsehsender
1925 ließ Édouard Belin das erste Fernsehsignal vom Turm ausstrahlen. Damit wurde der Eiffelturm zum ersten Fernmelde- sowie Fernsehturm und blieb bis 1953 weltweit, wie weiter unten erwähnt, auch der höchste Turm dieser Art.
Im Jahr 1929 strahlte der Eiffelturm die Daten von 350 Wetterstationen aus und ermöglichte damit einen Austausch zwischen Europa, Nordafrika und den Inseln im Atlantischen Ozean einschließlich Islands und der Kapverdischen Inseln.
Mit der Einweihung des 319 Meter hohen Chrysler Building in New York City 1930 verlor das Pariser Wahrzeichen den Titel des höchsten Bauwerks der Welt, den es fast 41 Jahre innegehabt hatte. Bis zur Fertigstellung des Tokyo Tower im Jahr 1953 blieb es noch der höchste Fernsehturm.
Die erste offizielle Fernsehübertragung vom Eiffelturm am 26. April 1935 um 20:15 Uhr war die Geburtsstunde des Fernsehens in Frankreich. Genutzt wurde wie schon bei den Sendungen von Édouard Belin die Technik des sogenannten „mechanischen“ und teilweise des „elektronischen“ Fernsehens. Dazu strahlte ein 500-Watt-Sender auf der Wellenlänge 175 Meter, der allerdings bald danach durch einen 10 Kilowatt starken Sender ersetzt wurde. Das Programm strahlte man in einer halbelektronischen 60-Zeilen-Norm mit 25 Bildern pro Sekunde aus, die im Dezember von einer 180-Zeilen-Norm ersetzt wurde.

### Entwicklung zur bedeutenden Sehenswürdigkeit

#### 1937 bis 1979
Während der Weltfachausstellung 1937, die bereits im Zeichen der konkurrierenden Weltmächte und des drohenden Konfliktes mit dem „Dritten Reich“ stand, wurde unterhalb der ersten Plattform des Eiffelturms ein riesiger, von dem Architekten André Grasset gestalteter Kronleuchter aufgehängt. Darüber hinaus tauchte man den Turm mit 30 Projektoren in ein weißes Licht mit blauen und roten Blitzen. Die Veranstaltung war die letzte der sechs Weltausstellungen in Paris. Der Eiffelturm war seit 1889 fester Bestandteil der Ausstellungsarchitektur, zog aber mit jedem Mal weniger Besucher an.
Beim Staatsbesuch des britischen Königs Georg VI. im Jahr 1938 wurde ihm zu Ehren der Union Jack seitlich am Turm gehisst. Die 120 Kilogramm schwere Flagge war 30 Meter breit und 40 Meter lang.

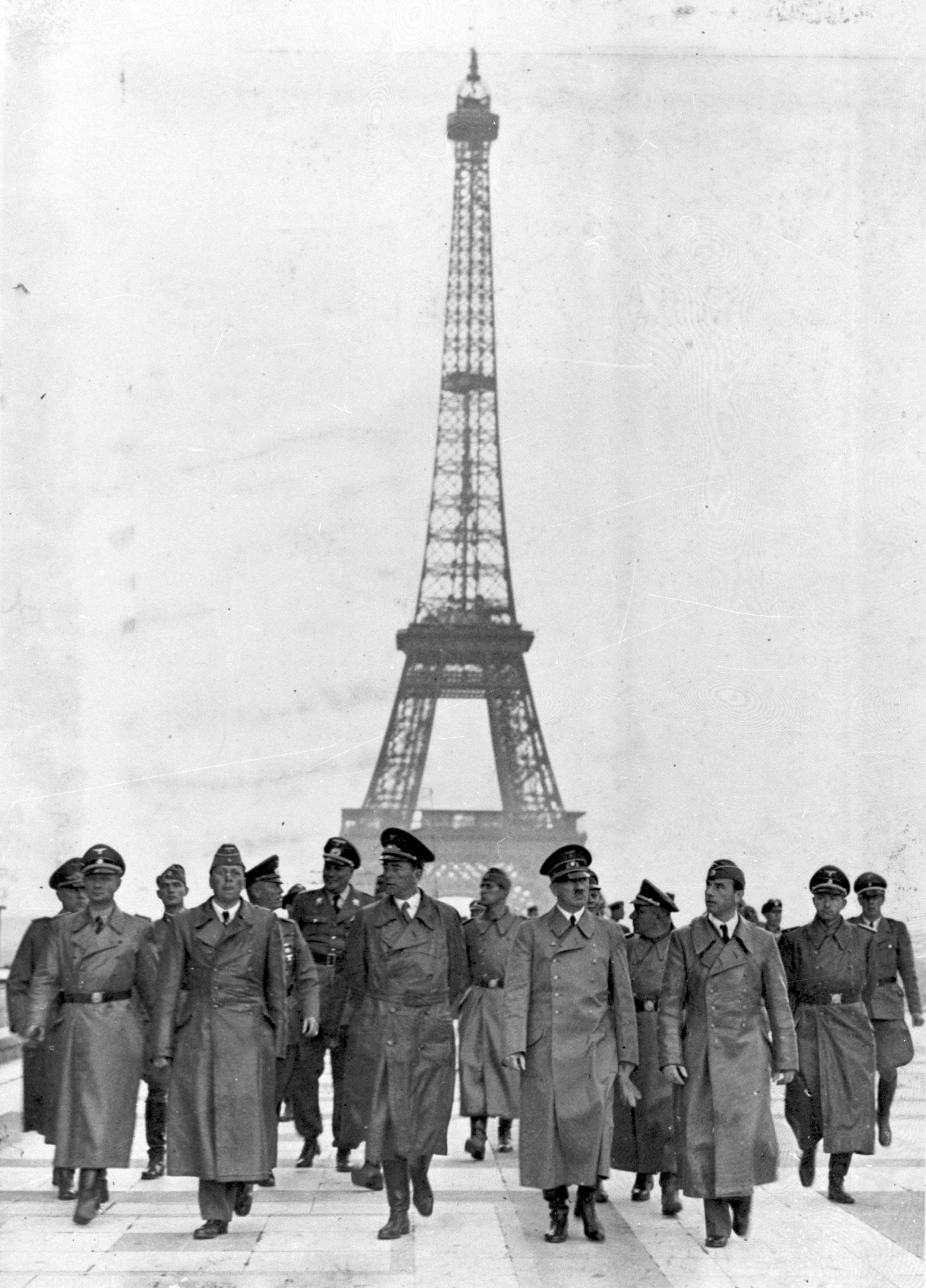
Juni 1940: Adolf Hitler nach der Besichtigung des Eiffelturms in Begleitung von Karl Wolff, Hermann Giesler, Albert Speer und Arno Breker (1. Reihe v. l. n. r.)

Mit der Besetzung von Paris 1940 wurden die Aufzugkabel abgetrennt. Eine Reparatur war aufgrund der mangelnden Güterversorgung während des Zweiten Weltkrieges praktisch unmöglich. Für die deutschen Truppen und Adolf Hitler bedeutete dies, dass sie den Eiffelturm nur über die Treppe besteigen konnten. Deutsche Soldaten erhielten den Auftrag, bis zur Spitze hochzusteigen, um eine Hakenkreuzflagge an der Spitze des Turms zu hissen. Da sie zu groß war, wurde sie bereits nach wenigen Stunden weggeweht und etwas später durch eine kleinere ersetzt. Auf der ersten Aussichtsplattform ließ die Wehrmacht zudem ein Transparent mit der Aufschrift „Deutschland siegt auf allen Fronten“ anbringen. Als Hitler Paris am 24. Juni 1940 selbst besuchte, zog er es vor, den Eiffelturm nicht zu besteigen. Darauf hieß es, dass Hitler zwar Frankreich, aber nicht den Eiffelturm erobert habe. Auch die Hakenkreuzflagge wurde während der Besatzungszeit von einem Franzosen in einer heimlichen Aktion durch die französische Trikolore ersetzt. Trotz der Widrigkeiten inszenierten die Deutschen den Eiffelturm zu propagandistischen Zwecken. Hitler ließ sich zusammen mit weiteren namhaften Größen seines Regimes wie beispielsweise Albert Speer und Arno Breker in verschiedenen Posen vor dem Eiffelturm fotografieren, um vor der heimischen Bevölkerung den Sieg über die Franzosen zu demonstrieren.
Wie schon während des Ersten Weltkrieges blieb der Turm auch während des Zweiten Weltkrieges für die Öffentlichkeit geschlossen. US-amerikanische Truppen befreiten Paris am 25. August 1944 und installierten auf der zweiten Etage des Eiffelturms ihre Sendestationen, um mit deren Hilfe mit den Streitkräften am Ärmelkanal kommunizieren zu können. Nach der Wiedereröffnung für den Publikumsverkehr im Juni 1946 bestiegen in dem folgenden halben Jahr über 600.000 Besucher den Turm. Mit dem stärker werdenden Tourismus stieg auch die Besucherzahl anhaltend auf jährlich über eine Million und steigerte sich in den folgenden Jahrzehnten kontinuierlich.
Die 1950er Jahre waren geprägt durch das sich durchsetzende Medium des Fernsehens. Im April 1952 wurde das erste Mal eine Livesendung von Paris nach London gesendet. Die technische Schwierigkeit bestand in der Überbrückung der unterschiedlichen Übertragungsstandards zwischen Frankreich und Großbritannien. Mit der Sendung schrieb der Eiffelturm ein weiteres Mal Fernsehgeschichte. Die Show moderierten Georges de Caunes und Jacqueline Joubert vom französischen Fernsehen und Miss Reeves von der BBC. Ein Jahr später folgte der nächste Meilenstein mit der Einrichtung des Eurovision-Verbundes. Damit konnte am 2. Juni die Krönung von Elisabeth II. an alle Teilnehmerstaaten der Eurovision übertragen werden; in Frankreich wurde die Zeremonie landesweit vom Eiffelturm aus ausgestrahlt. 1956 brach im Senderaum ein Feuer aus und zerstörte die Turmspitze sowie die Sendeeinrichtungen. Ein Jahr später errichtete man neue Antennenplattformen und installierte neue Antennen. Nach dem Umbau strahlte der Turm Radio- und drei Fernsehprogramme aus. Seine neue Antenne erhöhte das Wahrzeichen auf insgesamt 320,75 Meter.

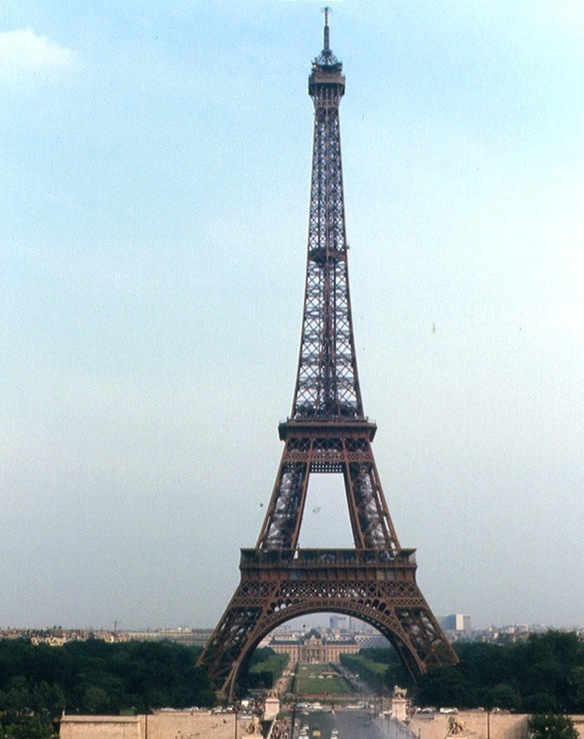
Blick auf den Eiffelturm, 1968

Zum 75-jährigen Jubiläum des Eiffelturms im Jahr 1964 lud die Betreibergesellschaft insgesamt 75 um das Jahr der Errichtung des Turms 1889 geborene Pariser Bürger zu einer festlichen Gala ein. Zu den berühmtesten Gästen zählte Maurice Chevalier.
Im Laufe der Jahre wurden nicht nur zu den Jubiläen besondere Ereignisse am Eiffelturm veranstaltet. Durch die vermehrte Vergabe von Dreherlaubnissen für Kinofilme stieg der Status des Bauwerks weiter. Neben immer wieder außergewöhnlichen, meist sportlichen Aktionen wurde der Eiffelturm auch zunehmend im Alltagsleben der Pariser verankert, beispielsweise durch die Eröffnung einer Schlittschuhbahn in der ersten Etage im Winter.
Aufgrund des traditionellen, an akademisch-klassizistischen Idealen orientierten Kunstverständnisses in Frankreich tat sich der Eiffelturm auch noch im fortgeschrittenen 20. Jahrhundert schwer mit seiner Anerkennung als Kulturdenkmal. Erst am 24. Juni 1964 wurde das Bauwerk in das Inventaire des monuments historiques eingetragen.

#### Seit 1980: Kulturerbe der UNESCO und Umbaumaßnahmen
Nachdem zum 1. Januar 1980 die an Eiffel vergebene und inzwischen auf seinen Erben übergegangene Konzession ausgelaufen war, übernahm die Société nouvelle d’exploitation de la tour Eiffel (SNTE), eine zu 100 % der Stadt Paris gehörende Tochtergesellschaft, den Betrieb des Wahrzeichens. Sie kümmert sich seither um die Erhaltung und Vermarktung des Bauwerks. Am 9. September 1983 wurde der hundertmillionste Besucher des Eiffelturms mit einem Geschenk begrüßt. Die Sängerin Mireille Mathieu überreichte der Frau die Schlüssel für einen Citroën BX.

Eiffelturm von Norden, 2010

Seit 1991 gehört das Seineufer mit seinen Bauwerken zwischen dem Pont de Sully und dem Pont d’Iéna am Eiffelturm in Paris zum Kulturerbe der UNESCO.
Im Jahr 2000 übernahm die Rundfunkgesellschaft TDF die Montage von UHF-Antennen und ließ seine Gesamthöhe von 318,7 Meter auf seine zwischenzeitliche Höhe von 324 Meter anwachsen. 2005 strahlte der Eiffelturm erstmals digitales Fernsehen aus. Die SNTE ging zum 1. Januar 2006 für zunächst zehn Jahre in die Société d’exploitation de la tour Eiffel (SETE) über. Von Februar 2012 bis 2013 wurden umfangreiche Renovierungen und Umgestaltungen in der ersten Plattform durchgeführt, die zu diesem Zeitpunkt von etwa der Hälfte der Besucher gemieden wurde. Unter anderem wurden in Anlehnung an die ursprünglichen Glassäle drei überdachte kastenförmige, dunkelrote Pavillons – teilweise mit Glasboden – aus Stahl und Glas konstruiert, die an den Seitenwänden zwischen den Pfeilern und parallel zu ihnen verlaufen. Während der 25 Millionen Euro teuren Umbaumaßnahmen wurde der Besucherbetrieb weiter aufrechterhalten. Darüber hinaus wurden Behindertenaufzüge und eine Konferenzhalle eingerichtet.

Im Herbst 2017 wurde mit dem Bau einer Einfriedung rund um den Eiffelturm begonnen. Zwei klare Glaswände – zur Seine und gegenüber zum Marsfeld hin – sind 3 m hoch und 6,5 cm dick und dienen als Schutz vor Beschuss. An den zwei anderen Seiten wurden 3,24 m hohe Metallzäune errichtet, deren Pfeiler schräg stehen und so die konische Form des Turms widerspiegeln. Die Errichtung – sie wurde am 14. Juni 2018 von der Betreibergesellschaft Sete präsentiert – hat 35 Mio. Euro gekostet und wurde im Dezember 2018 abgeschlossen.
Geplant wurde die Glaswand vom in Paris lebenden und aus Graz stammenden Architekten Dietmar Feichtinger mit der Absicht, „die Einzäunung so diskret wie möglich zu gestalten.“ Schon bisher mussten Besucher vor dem Besteigen des Turms durch Sicherheitsschleusen gehen.

#### Eiffelturm während der XXXIII. Olympischen Sommerspiele
Während der XXXIII. Olympischen Sommerspiele in Paris im Sommer 2024 rückte der Eiffelturm in den Fokus der Geschehnisse. Bereits bei den Eröffnungsfeierlichkeiten am 26. Juli 2024 war der Eiffelturm und der Place du Trocadéro et du 11 Novembre ein wesentlicher Teil der Zeremonie. In einer Bootsparade wurden die Athleten rund sechs Kilometer über die Seine bis zum Trocadéro gefahren, wo die zentrale Feierstätte aufgebaut war. Erstmals war kein klassisches Stadion Schauplatz einer Eröffnungsfeier der Olympischen Spiele. Im späteren Verlauf der Feier wurde nach Eintritt in die Dämmerung der Eiffelturm Teil einer aufwändigen Lichtshow. Einen musikalischen Schlusspunkt setzte die Sängerin Céline Dion, die von der 1. Etage des Turms L‘Hymne à l‘amour von Édith Piaf sang.

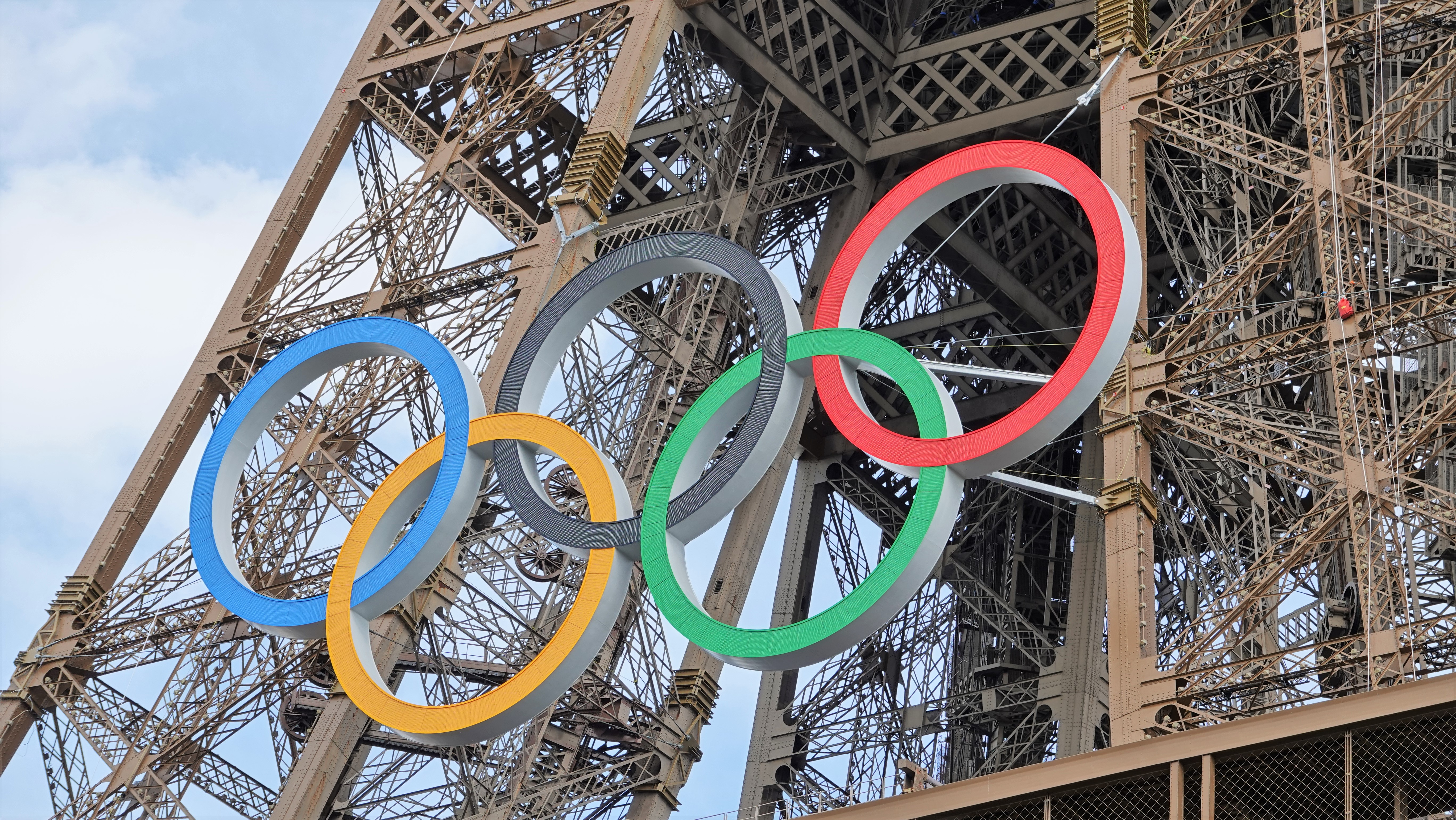
Die olympischen Ringe am Eiffelturm (Juni bis September 2024)

Während der gesamten Olympischen Spiele waren zwischen der 1. und 2. Etage des Eiffelturms die olympischen Ringe auf etwa 60 Meter Höhe angebracht. Die beleuchtbare Installation war rund 29 Meter breit, 15 Meter hoch und wurde vom Stahlkonzern ArcelorMittal gefertigt. Jeder der Ringe wies einen Durchmesser von 9 Metern auf. Zwei Spezialkräne hievten die Konstruktion am 6. und 7. Juni 2024 auf die entsprechende Höhe an der nordwestlichen Seite des Turmes. Am 27. September wurden die Olympischen Ringe wieder entfernt. 
Die Pariser Bürgermeisterin Anne Hidalgo kündigte an, dass die olympischen Ringe im Anschluss an die Olympischen Spiele auf dem Eiffelturm perspektivisch wieder angebracht werden sollen, nachdem das Internationale Olympische Komitee dies zuvor genehmigte. Da die bisherigen Ringe hinsichtlich einer dauerhaften Instandhaltung, vor allem aufgrund von Winterwinden, zu schwer waren, sollen diese durch eine neue, leichtere Nachbildung ersetzt werden. Sowohl die Größe der Ringe als auch die Stelle, an denen diese montiert werden, soll sich hingegen nicht von dem „Original“ unterscheiden. Bereits 2019 erhielt der Eiffelturm einen angepassten goldgelben Anstrich als Assoziation an die olympische Goldmedaille.
Während der Spiele selbst fungierte das benachbart zum Eiffelturm, temporär errichtete Stade Tour Eiffel mit rund 13.000 Sitzplätzen auf dem Marsfeld als Spielstätte für die Austragung der Beachvolleyballspiele.
Die Medaillen der Sommerolympiade 2024 enthielten mittig in Form eines Sechsecks ein Eisenplättchen, das aus ausgemusterten Stücken des Eiffelturms stammt. Ursprünglich hätte der Eiffelturm als stilisiertes grafisches Element auch Teil des offiziellen Logos sein sollen und war es noch während der Bewerbungsphase.

## Beschreibung

### Lage und Umgebung

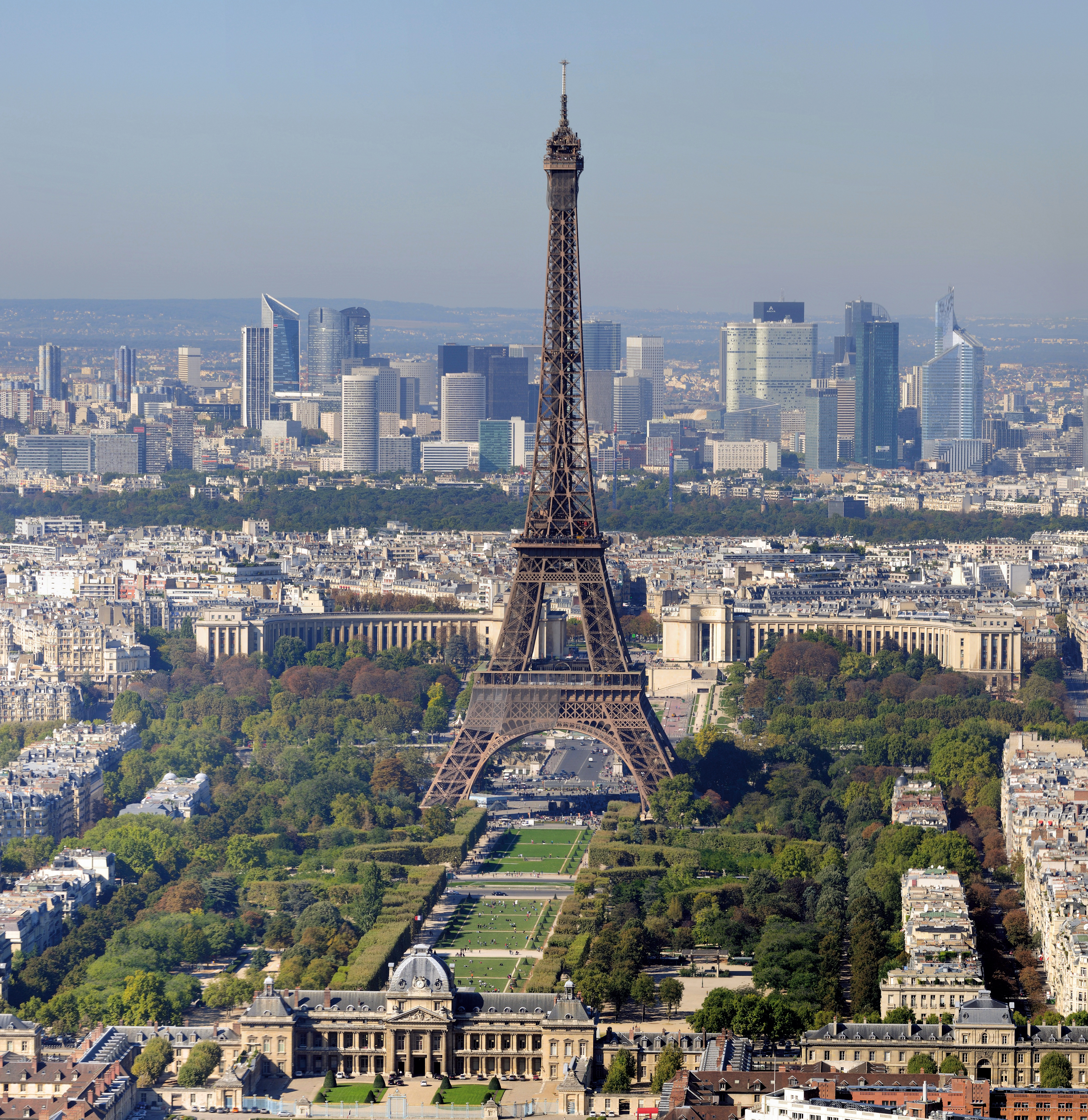
Eiffelturm vom Tour Montparnasse aus gesehen mit dem südöstlich gelegenen Champ de Mars und der École Militaire

Der Eiffelturm befindet sich im Westen des 7. Arrondissements der Pariser Innenstadt am nordwestlichen Ende des Champ de Mars. Er steht auf 33 Meter Höhe über Meer nicht weit vom Ufer der Seine entfernt, wo sich auch Anlegestellen von Ausflugsbooten befinden. Unweit davon liegt südwestlich des Eiffelturms die langgestreckte Île aux Cygnes (Schwaneninsel) in der Seine. In der unmittelbaren Sichtachse des Bauwerks steht südöstlich die École Militaire und nordwestlich auf dem gegenüberliegenden Flussufer über der 1937 auf 35 Meter verbreiterten Pont d’Iéna das Palais de Chaillot. Südöstlich der École Militaire befindet sich der Sitz der UNESCO in einem 1958 erbauten Gebäude mit Y-förmigem Grundriss. Rund drei Kilometer Luftlinie in südöstlicher Richtung entfernt steht etwas nördlich der exakten Sichtachse das 210 Meter hohe Bürohochhaus Tour Montparnasse. Nordöstlich befindet sich in der Nähe des Eiffelturms das Völkerkundemuseum Musée du quai Branly.
Folgende für den Fahrzeugverkehr freigegebene Straßen tangieren das Turmareal: südwestlich die Avenue Gustave Eiffel, im Nordosten die Avenue de la Bourdonnais, im Nordwesten der stark befahrene Quai Branly, von dem der Pont d’Iéna über die Seine abzweigt, und im Südosten die Avenue de Suffren. Die vier Straßen begrenzen ein bewaldetes, parkähnliches rechteckiges Grundstück, auf dem mittig der Eiffelturm steht. Die Durchfahrt ist für den motorisierten Verkehr nicht gestattet.
Die dem Eiffelturm nächsten Haltestellen der Métro Paris sind Bir-Hakeim (Tour Eiffel) der Linie 6 und École Militaire der Linie 8. Die Linie C der Pariser S-Bahn RER hält südwestlich des Turms am Bahnhof Champ de Mars - Tour Eiffel. In unmittelbarer Nähe des Eiffelturms halten verschiedene Buslinien.

### Architektur
Wie Gustave Eiffel in einem Vortrag vor der Société des Ingénieurs civils am 30. März 1885 erklärte, ging es in der Architektur des Turms darum,

„auf die großen Gitterstäbe der vertikalen Flächen, die dem Wind Widerstand leisten sollten, zu verzichten. Deshalb ist dem Pfeiler eine Form zu geben, die so angelegt ist, dass sich alle Kräfte, für die der Wind verantwortlich ist, auf das Innere der Stützständer konzentrierten. […] Die in Punkten gleicher Höhe an diese Stützen gelegenen Tangenten haben sich stets im Durchgangspunkt der Resultante der Belastung zu treffen, die der Wind auf den Teil des Pfeilers oberhalb der betreffenden Punkte ausübt. […] Bevor sich die Stützen an dieser hohen Spitze vereinen, scheinen sie aus dem Boden emporzuschießen und durch die Einwirkung des Windes gleichsam ihre Form zu erhalten.“

So ausgeklügelt die Architektur zur Optimierung der Windlast ist, so vergleichsweise schlicht ist die grundsätzliche Konzeption des Eiffelturms, der die großen Eisenbahnbrücken aus Eisenfachwerk zum baulichen Vorbild hat. Sechzehn vertikal versetzte und in Vierergruppen zusammengefasste Hauptstreben ragen bogenförmig in die Höhe und werden über die drei horizontalen Besucherplattformen verbunden. Oberhalb der zweiten Plattform werden die Streben zu einem Pylon vereint.

### Turmbasis und Fundament

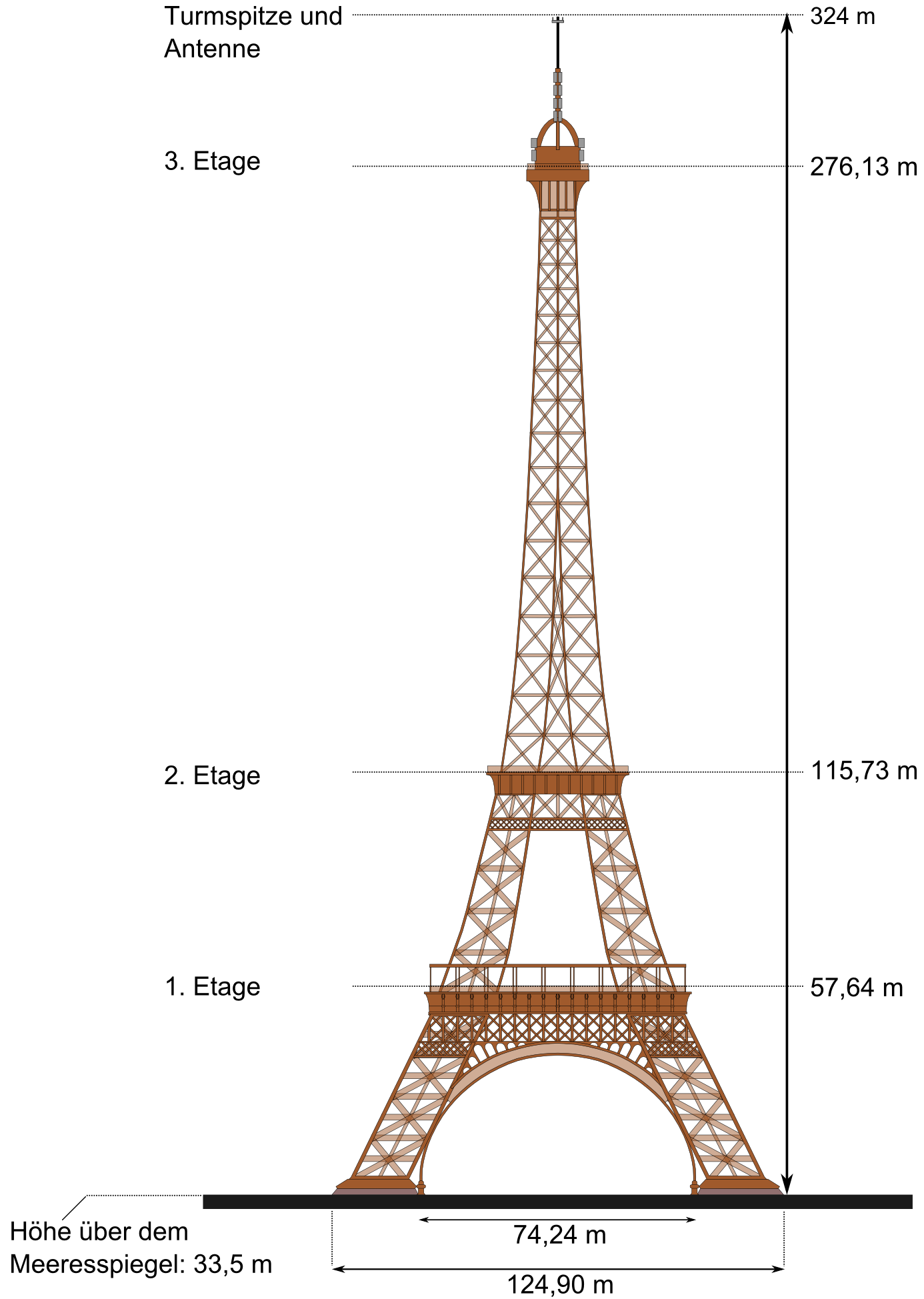
Schematische Zeichnung des Eiffelturms mit technischen Daten (Gesamthöhe vor dem Antennenwechsel im März 2022)

Der Eiffelturm steht auf einer Höhe von 30,5 Metern über dem Meeresspiegel am nordwestlichen Ende des Champ de Mars (→ Lage). Das Bauwerk steht auf vier mächtigen Stützpfeilern aus Eisenfachwerk mit einer Breite von jeweils 26,08 Metern; sie leiten das gesamte Gewicht in das bis in 15 Meter Tiefe reichende Fundament weiter. Die Pfeiler ruhen auf massivem Mauerwerk und sind mit 16 Sparren im 54-Grad-Winkel im Boden verankert. Schrauben von 7,80 Metern Länge verbinden dabei den Gusseisen-Schuh mit dem Unterbau.
Die Turmkonstruktion ist durch den Unterbau so gelagert, dass sie je nach Windlast einen Druck von etwa 5 kg/cm² an den Erdboden abgibt. Das entspricht etwa dem Bodendruck, den ein auf einem Stuhl sitzender Erwachsener auf den Boden ausübt – ein Vergleich, den Eiffel selbst errechnete und in seiner Publikation La Tour de 300 mètres angab.
Die Pfeiler haben im unteren Bereich zueinander einen Abstand von 74,24 Metern, was einer Spreizung des Turms an der Basis von insgesamt 124,90 Metern entspricht. Der Grundriss der Standfläche ist quadratisch. Der Eiffelturm wurde so konstruiert, dass jeder seiner Pfeiler exakt auf eine Himmelsrichtung ausgerichtet ist. Die Nord- und Westpfeiler zeigen in Richtung der Seine, die Ost- und Südpfeiler in Richtung des Champ de Mars. In jedem der Pfeiler befinden sich Eingänge mit Kartenverkaufsständen, Treppenhäuser und Aufzüge, die je nach Besucherandrang und Anlass unterschiedlich geöffnet sein können. Der Abstand der Pfeiler, die über mächtige Bögen miteinander verbunden sind, verringert sich mit zunehmender Höhe. Die ebenfalls aus filigran wirkendem Eisenfachwerk gefertigten Bögen 39 Meter über dem Boden und mit einem Durchmesser von 74 Metern haben rein dekorativen Charakter und keine tragende Funktion. Zwischen den Pfeilerfüßen ist der Durchgang ausschließlich Fußgängern vorbehalten. Am Nordpfeiler steht zu Ehren des Erbauers Gustave Eiffel eine goldfarbene Büste auf einem länglichen Sockel.
Südwestlich des Westpfeilers ragt ein von Sträuchern überwucherter roter Backstein-Schornstein an einer künstlichen Grotte hervor. Er stammt aus dem Jahr 1887 und wurde während der Bauphase für die Errichtung des Südpfeilers verwendet. Im Zuge der neu gestalteten Einfriedung des Eiffelturms 2018 wurde der gesamte Bereich unterhalb der Pfeiler und teilweise darüber hinaus in einen neuen Garten gestaltet. Auf dem Areal befinden sich Pflanzen und Bäume, die teilweise bereits vor Errichtung des Eiffelturms standen. Zu den ältesten Bäumen gehört eine 20 Meter hohe Platane, die im Jahr 1814 gepflanzt wurde. Die etwa 2000 Hektar große Grünfläche mit etwa 2000 Sträuchern und 20.000 mehrjährigen Pflanzen, wie Farne, Maiglöckchen oder Hortensien wurden neu gepflanzt, um dem Besucher einen Eindruck von der Wendezeit zum 20. Jahrhundert zu vermitteln, welche viele Pariser Gärten zur Zeit der Belle Époque hatte.

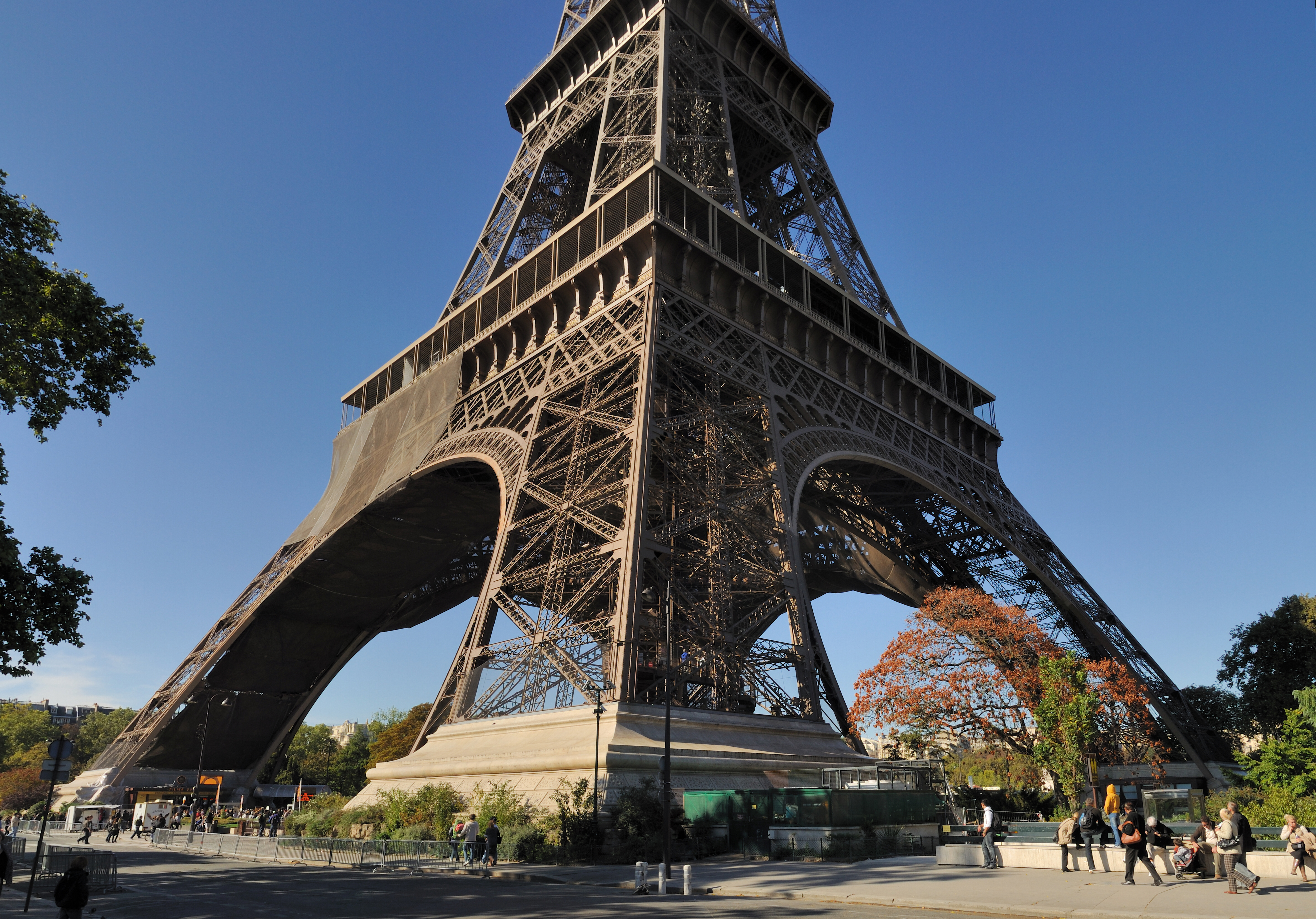
Turmbasis
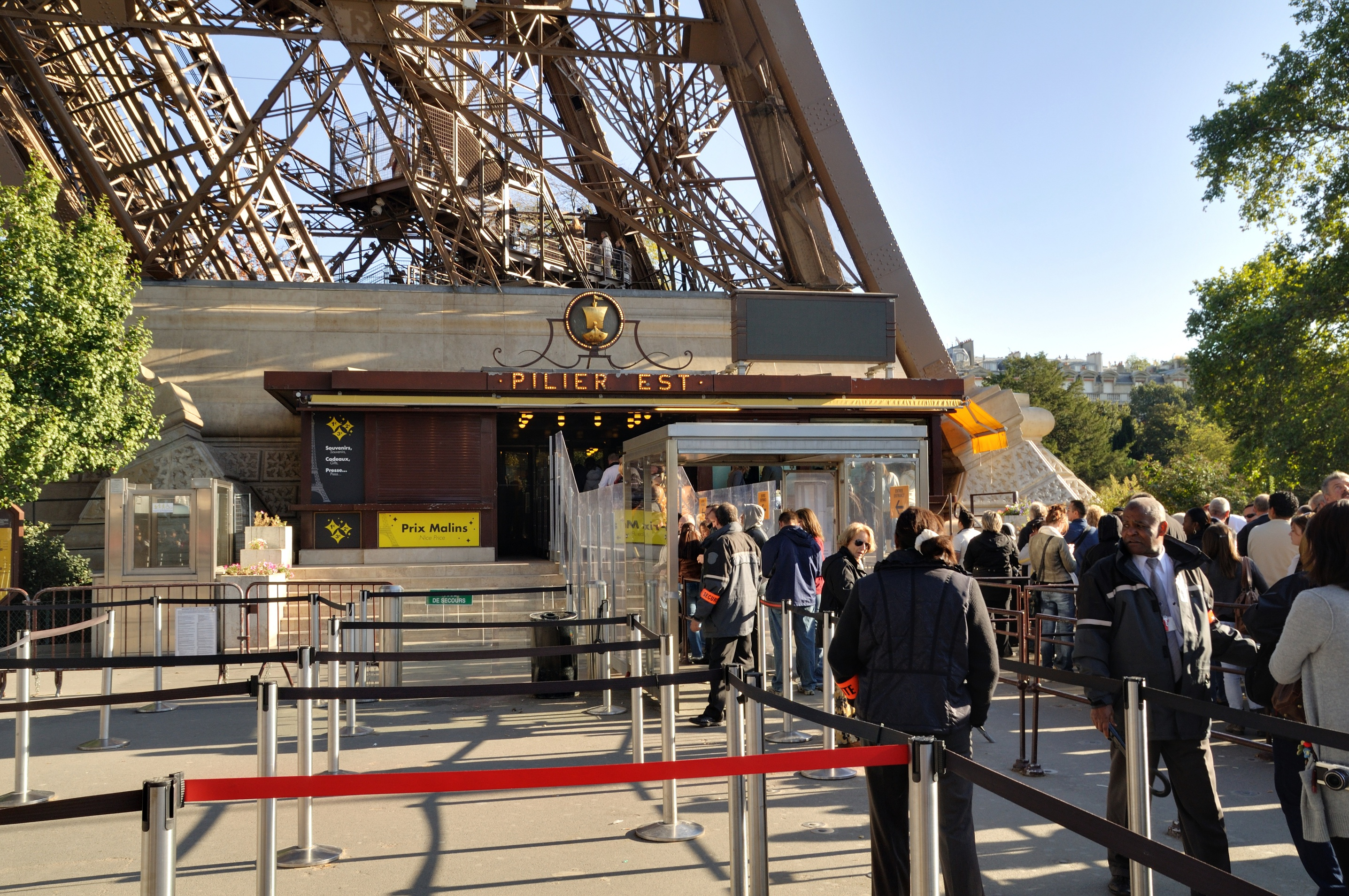
Eingang am Ostpfeiler
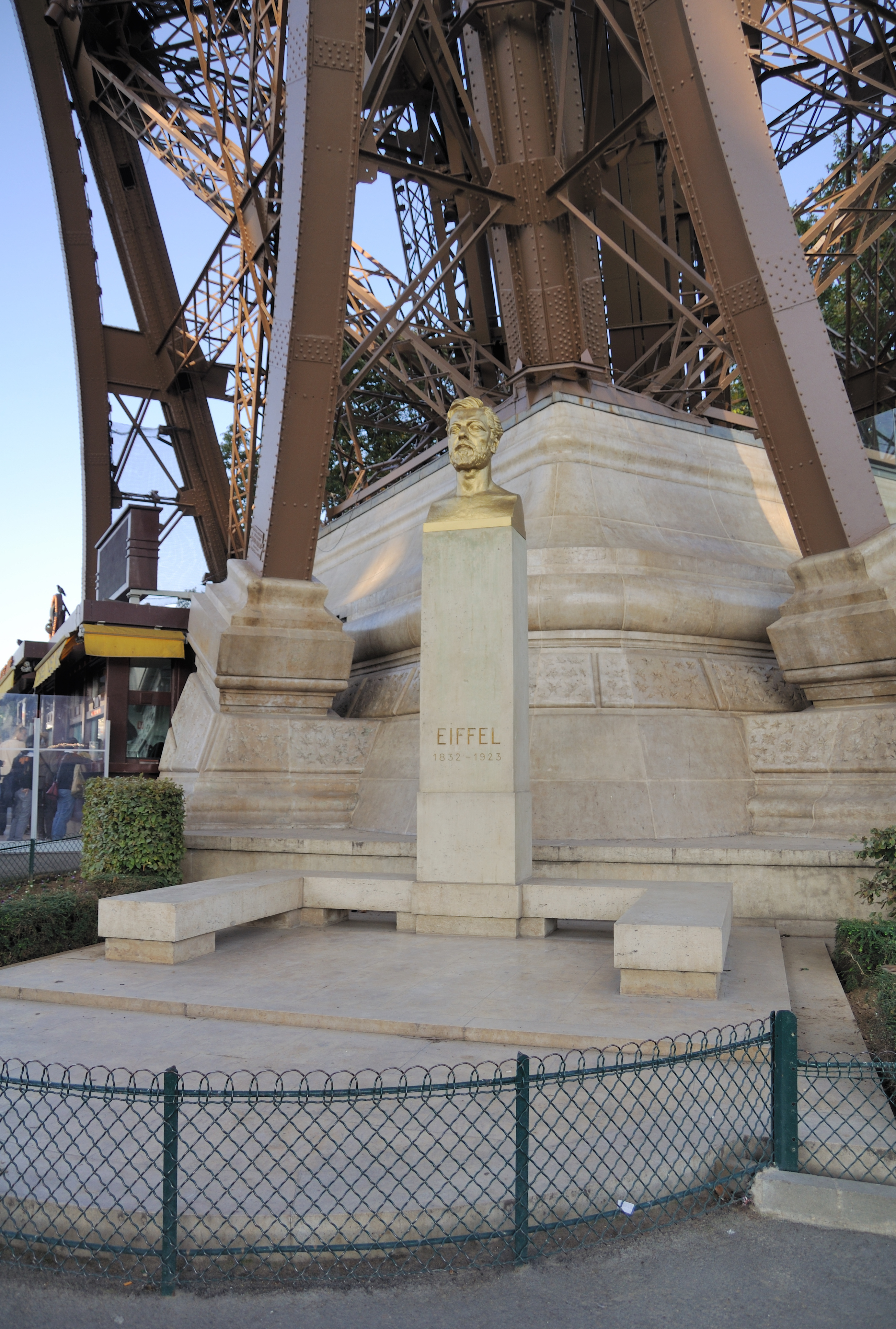
Eiffels Büste am Nordpfeiler

### Erste Etage

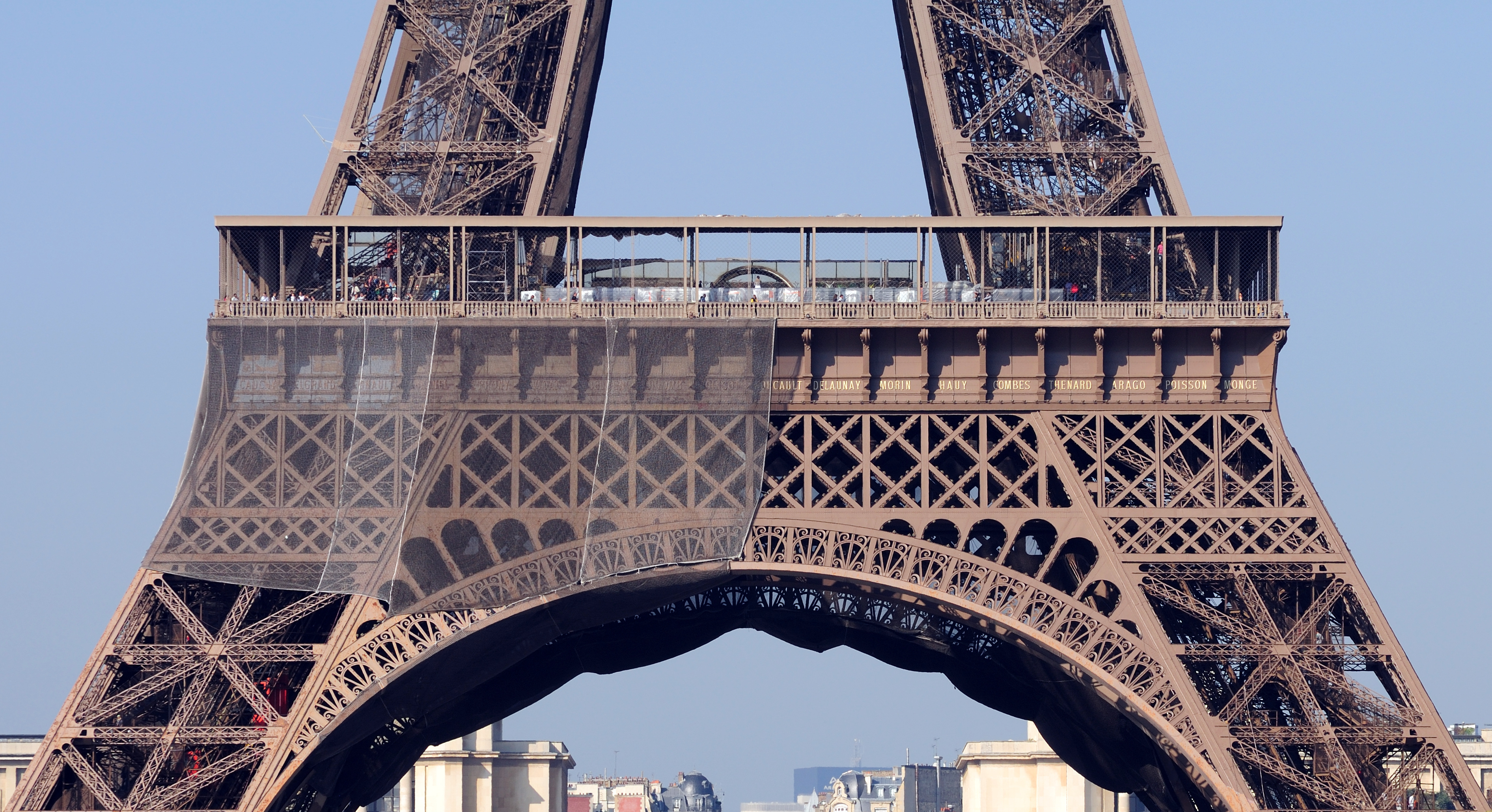
Erste Etage

Die erste Etage oberhalb der Bögen auf 57,6 Metern Höhe bietet auf einer Nutzfläche von 4415 Quadratmetern Platz für gleichzeitig rund 3000 Besucher. Auf dieser Ebene befinden sich das Restaurant 58 Tour Eiffel, ein Selbstbedienungslokal und der Kinosaal Cineiffel, der auch als Ausstellungsraum genutzt werden kann. Der Rundumbalkon auf dieser Ebene ist an der Brüstung mit Panoramatafeln ausgestattet, damit die von dort sichtbaren Pariser Sehenswürdigkeiten besser lokalisiert werden können. Es gibt einen Andenkenladen und im Südpfeiler eine kleine, täglich geöffnete Postannahmestelle (Bureau de Poste Tour Eiffel), die einen eigenen Poststempel als Erinnerungsbeleg führt. Im ersten Stock bietet sich der 300 Quadratmeter große mietbare Gustave-Eiffel-Saal für Tagungen, Konferenzen, Konzerte oder Empfänge an.
Zu Beginn hatte der Eiffelturm auf seiner ersten Etage aufwändig verglaste Säle, die von außen durch bogenförmige Dachkonstruktionen auffielen. Darin befanden sich unter anderem vier Restaurationsbetriebe, die thematisch verschieden ausgestaltet waren. Zwischen dem Nord- und Ostpfeiler war das russische Restaurant angesiedelt, das heute Gustave-Eiffel-Raum heißt. Zwischen dem Süd- und dem Westpfeiler war die angloamerikanische Bar, zwischen dem Ost- und Südpfeiler befand sich das französische Restaurant und zwischen dem Nord- und Westpfeiler war das flämische Restaurant angesiedelt. Letzteres wurde nach der Ausstellung 1889 in ein niederländisches Restaurant umgebaut und nach 1900 als Theatersaal genutzt. Sämtliche dieser Bauten und die historischen Ornamente wurden im Zuge der Weltausstellung 1937 abgebrochen und durch von außen weniger auffällige ersetzt, um sie dem geänderten Geschmack anzupassen.
Entlang eines Frieses auf der ersten Etage sind 72 Namen bedeutender Wissenschaftler und Techniker angebracht, auf jeder Seite 18. Durch einen Neuanstrich des Turms Anfang des 20. Jahrhunderts verschwanden die Namen; in den Jahren 1986 und 1987 wurden sie wieder sichtbar gemacht. Es handelt sich vornehmlich um Ingenieure und Mathematiker, die während der Französischen Revolution und der ersten Hälfte des 19. Jahrhunderts gewirkt haben. Die Auswahl der Namen traf Eiffel selbst; für einige Namen wurde er kritisiert. Er überging bewusst Wissenschaftler mit langen Familiennamen und auch Frauen, die sich in der Wissenschaft verdient gemacht haben, beispielsweise auch die bedeutende französische Mathematikerin Sophie Germain.

### Zweite Etage

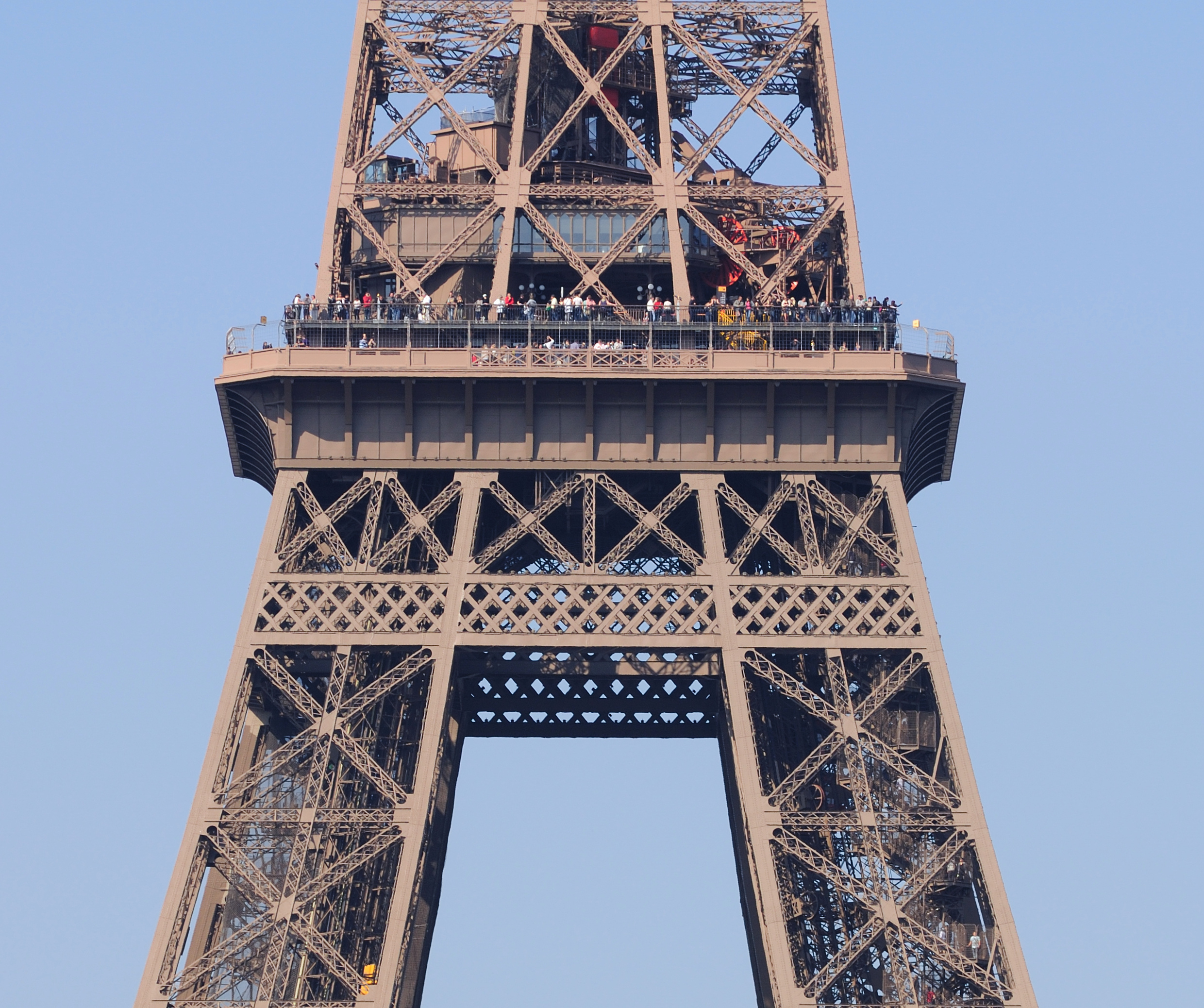
Zweite Etage

Auf 115,7 Metern Höhe befindet sich die zweite Etage mit einer Fläche von 1430 Quadratmetern, die Platz für rund 1600 Besucher gleichzeitig bietet. Bis zur zweiten Etage gelangt man wahlweise über den Fahrstuhl oder eines der in den Pfeilern befindlichen Treppenhäuser; von der Basis bis zur zweiten Etage führen 704 Treppenstufen hinauf. Auf dieser Ebene findet der Umstieg zu den Aufzügen statt, die bis zur Spitze weiter führen.
Hier befindet sich das Restaurant Le Jules Verne mit 95 Sitzplätzen. Es bietet eine gehobene Gastronomie, wurde vom Guide Michelin mit einem Stern ausgezeichnet und erhielt vom Gault-Millau 16 von 20 möglichen Punkten. Das Restaurant mit einer Grundfläche von 500 Quadratmetern liegt leicht erhöht auf dem Südpfeiler auf einer Höhe von 123 Metern und ist über einen separaten Aufzug erreichbar. Seit 2007 steht es unter der Leitung des Kochs Alain Ducasse.
Außerdem gibt es auf dieser Ebene einen Schnellimbiss und einen Andenkenladen. In eigens für die Besucher eingerichteten Schaukästen wird die Geschichte zum Eiffelturm in Wort und Bild nacherzählt.

### Dritte Etage und Turmspitze

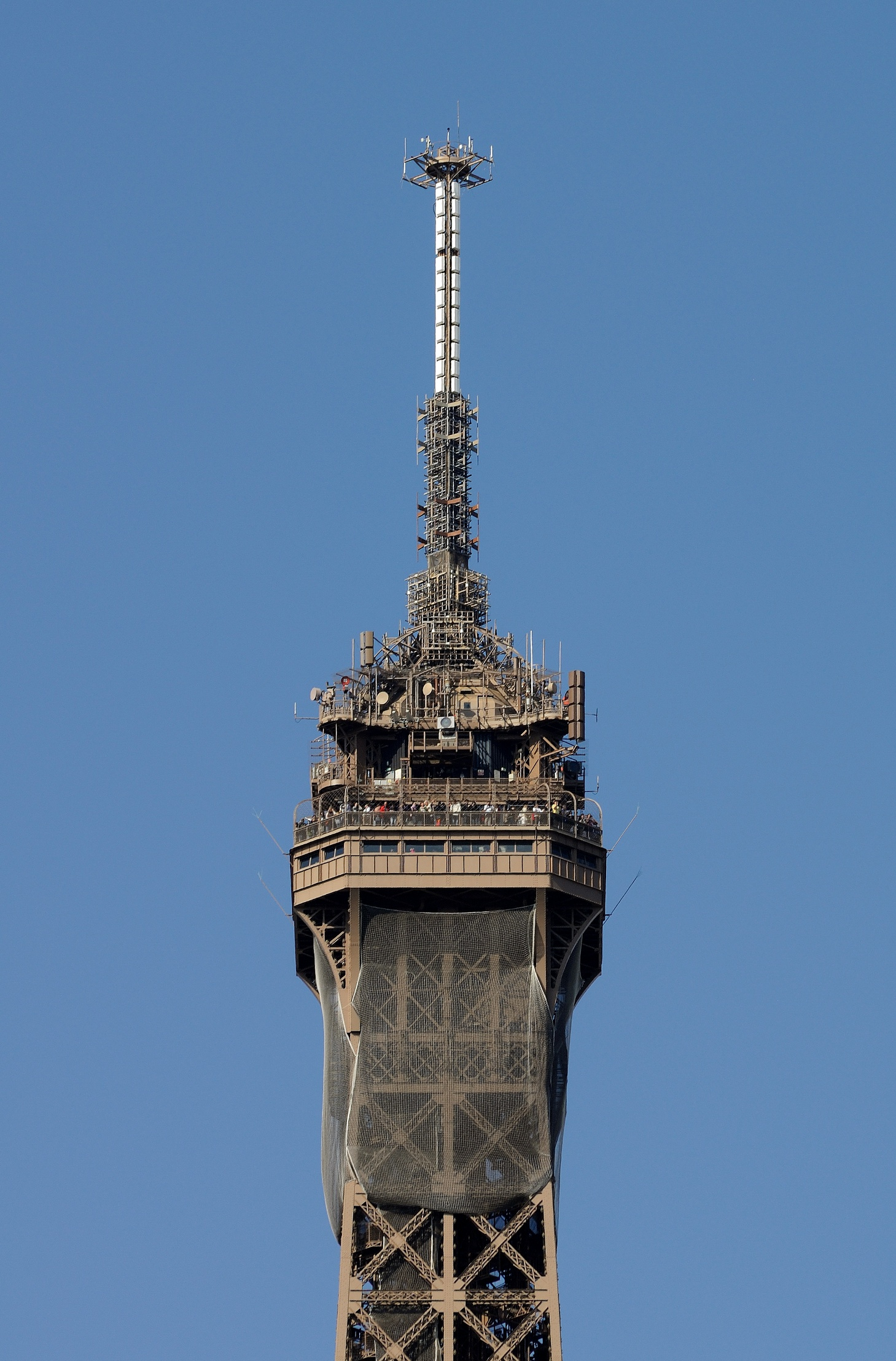
Dritte Etage und Turmspitze

Die dritte und oberste Plattform befindet sich auf 276,1 Metern Höhe und hat eine Fläche von 250 Quadratmetern. Diese Etage ist für die Öffentlichkeit ausschließlich über die Aufzüge erreichbar. Es besteht jedoch eine durchgehende Treppe, die beginnend im Ostpfeiler bis zur Spitze 1665 Stufen hat. Sie ersetzte 1983 die ursprüngliche Treppe mit 1710 Stufen und ist leichter und weniger gefährlich. Bis heute (2020) ist die oberste Aussichtsplattform die vierthöchste öffentlich zugängliche Europas; die höchste Aussichtsplattform hat derzeit der Oko Tower 1 in Moskau.
Oberhalb der überdachten Plattform gelangt man über Treppen auf die durch Stahlgitter gesicherte, rund 100 Quadratmeter große Freiluftplattform. Der gesamte Bereich der dritten Etage kann bis zu 400 Personen gleichzeitig aufnehmen. Bei gutem Wetter kann man von hier aus bis 80 Kilometer weit sehen. Tafeln weisen in der entsprechenden Himmelsrichtung auf große Städte in der Welt hin und geben die Luftlinie vom Eiffelturm aus an. Neben einer Champagner-Bar wurde das Arbeitszimmer Eiffels originalgetreu restauriert und mit Wachsfiguren ausstaffiert, welche Eiffel, seine Tochter Claire und den amerikanischen Erfinder Thomas Edison zeigen, wie sie den Phonographen ausprobieren, den Edison für Eiffel als Präsent zur Turmeröffnung mitgebracht hatte.

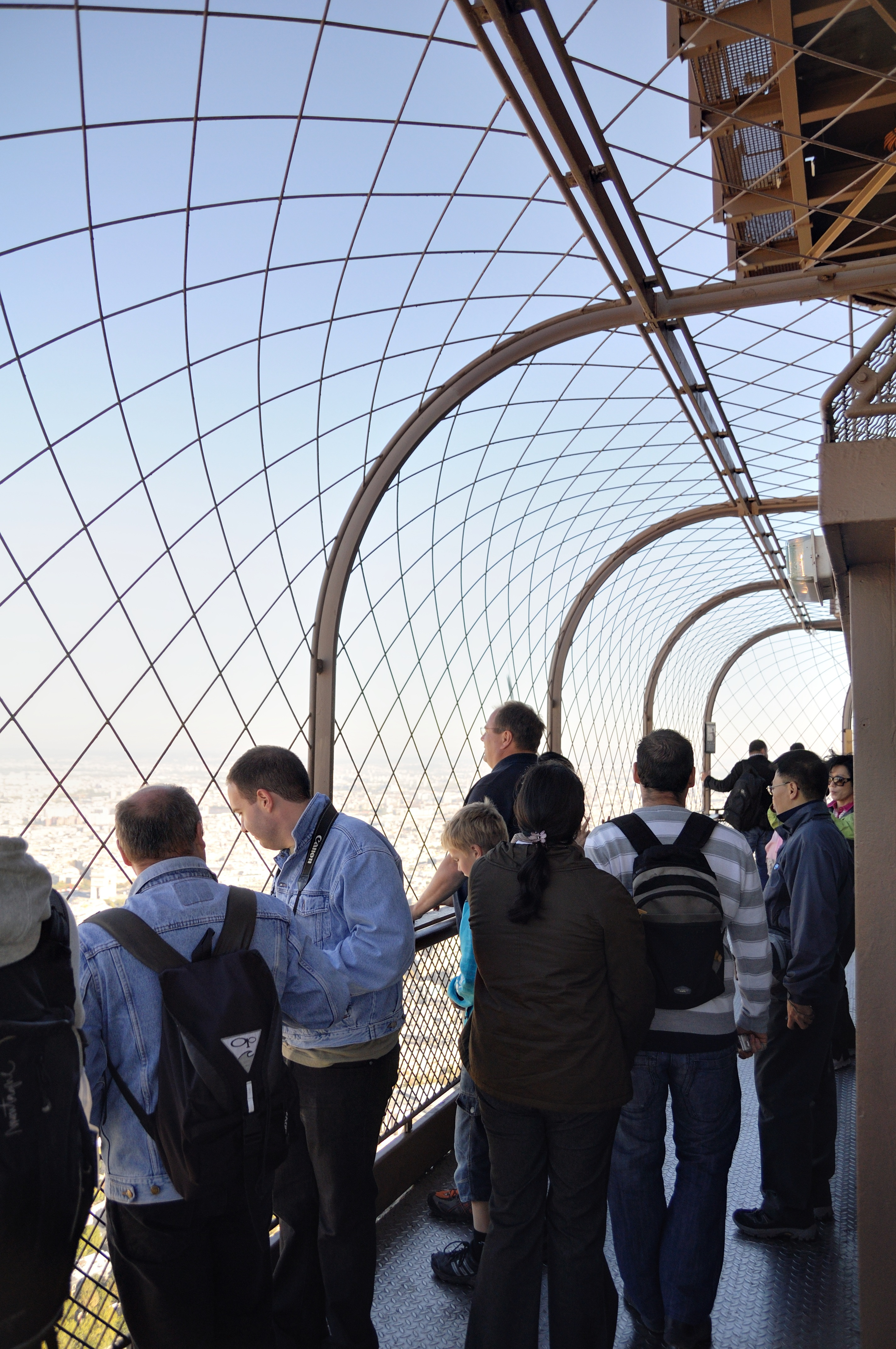
Die oberste Aussichtsplattform

Oberhalb der Besucherplattform auf einer Höhe von 295 Metern befindet sich für jede Himmelsrichtung je ein Leuchtfeuer. Die Bewegung wird durch eine Software gesteuert und ist so synchronisierbar, dass mit den Leuchtfeuern ein durchgängig drehbares Kreuz simuliert wird. Auf dieser Höhe befinden sich auch mehrere Richtantennen. Darüber sind die Dipolantennen für die Radiofrequenzen angebracht; diese befinden sich auf 291 Meter und 294 Meter. Im unteren Bereich des eigentlichen Antennenmastes, der sich von der ehemaligen Laterne erhebt, sind auf mehreren Etagen in alle Himmelsrichtungen weitere Doppel-Dipolantennen angebracht, die sich auf 299 Meter und 304 Meter befinden. Darüber befinden sich die UHF-Antennen – erkennbar durch die abschirmenden, auffällig weißen Wetterschutzkästen. Die Turmspitze wird bekrönt von weiteren in die vier Himmelsrichtungen weisenden Dipolantennen, meteorologischen Messinstrumenten und einer Wartungsplattform.
An der Spitze des Turms befinden sich über 120 Antennen zur Übertragung von dutzenden Radio- und Fernsehprogrammen (→ Nutzung als Sendeturm). Die Antennenhöhe variierte dabei im Laufe der Jahrzehnte. Seit seiner Eröffnung ist die eigentliche bauliche Struktur 300,51 Meter hoch und erreichte mit der Laterne und dem Fahnenmast an seiner Spitze eine Gesamthöhe von 312,27 Metern. Die Laterne ist durch die zusätzliche Montage von Antennenplattformen nur noch im oberen Drittel durch die gebogenen, zum Antennenmast zusammenlaufenden Fachwerkträger zu erkennen. Mit einer neuen Antenne veränderte sich 1991 die Gesamthöhe auf 317,96 Meter und der Umbau von 1994 an der Turmspitze machte ihn insgesamt 318,70 Meter hoch. Im Jahr 2000 wuchs der Turm auf 324 Metern an. Eine weitere Antennenanpassung im März 2022 erhöhte den Eiffelturm um weitere 6 Meter auf 330 Meter.
Aufgrund von Windeinwirkungen schwankte die Turmspitze während eines Sturms 1999 bis zu ca. 13 Zentimeter aus ihrer Ruhelage. Die Ausdehnung des Turms infolge starker Sonneneinstrahlung kann in der Höhe mehrere Zentimeter ausmachen, der bisherige Spitzenwert von 18 Zentimetern wurde im Sommer 1976 erreicht. Eiffels Berechnungen entsprechend könnte sich der Turm sogar um bis zu 70 Zentimeter ausdehnen. Zudem neigt er sich geringfügig zur sonnenabgewandten Seite, da sich die der Sonne zugewandte Seite stärker als die drei anderen ausdehnt. An der Spitze kann sich dieser Effekt zu mehreren Zentimetern summieren.

360°-Panoramablick auf Paris von der obersten Aussichtsplattform

## Technik

### Aufzüge

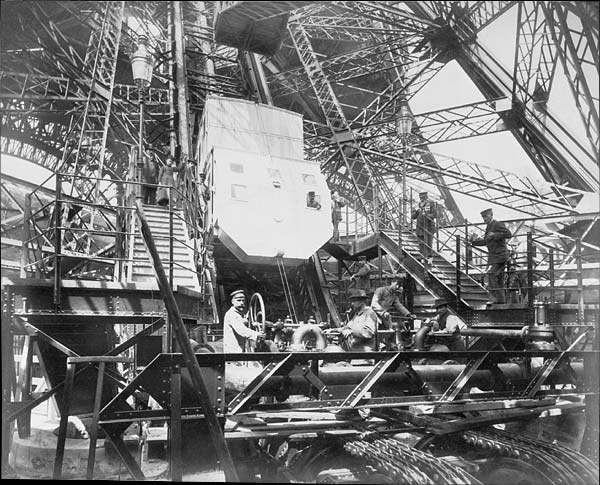
Die Aufzüge im Jahr 1889

Die Auffahrt im Eiffelturm wird von insgesamt neun verschiedenen Aufzügen ermöglicht – fünf in den Turmpfeilern, die zwischen dem Eingang und der zweiten Etage verkehren, und zwei Paar Aufzüge mit Doppelkabinen zwischen der zweiten und dritten Etage.
Zwischen dem Erdgeschoss und der zweiten Etage verkehren teilweise doppelstöckige Schrägaufzüge, die sich dem variablen Neigungswinkel von 54° bis 76° der Turmpfeiler anpassen. Der weitere Aufstieg erfolgt nach einem Umstieg im zweiten Stockwerk über einen Vertikalaufzug. Spezielle Fahrstühle für den Eiffelturm, für den die enorme Höhe wie auch die Neigung der Turmpfeiler charakteristisch sind, stellten für die damalige Zeit eine technische Herausforderung an die Industrie dar, die zu jener Zeit selbst erst seit einigen Jahren bestand, denn der erste Hydraulikaufzug wurde bei der Weltausstellung 1867 präsentiert. Trotz vieler Erneuerungen und Modernisierungen arbeiten die Aufzüge vom Grundprinzip so, wie sie Eiffel zur Erbauung des Turms konzipiert hatte. Der Maschinenraum mit dem Hydraulikantrieb der Aufzüge ist im Rahmen von Sonderführungen im Untergeschoss des Bauwerks zu besichtigen.

#### Schrägaufzüge in den Turmpfeilern

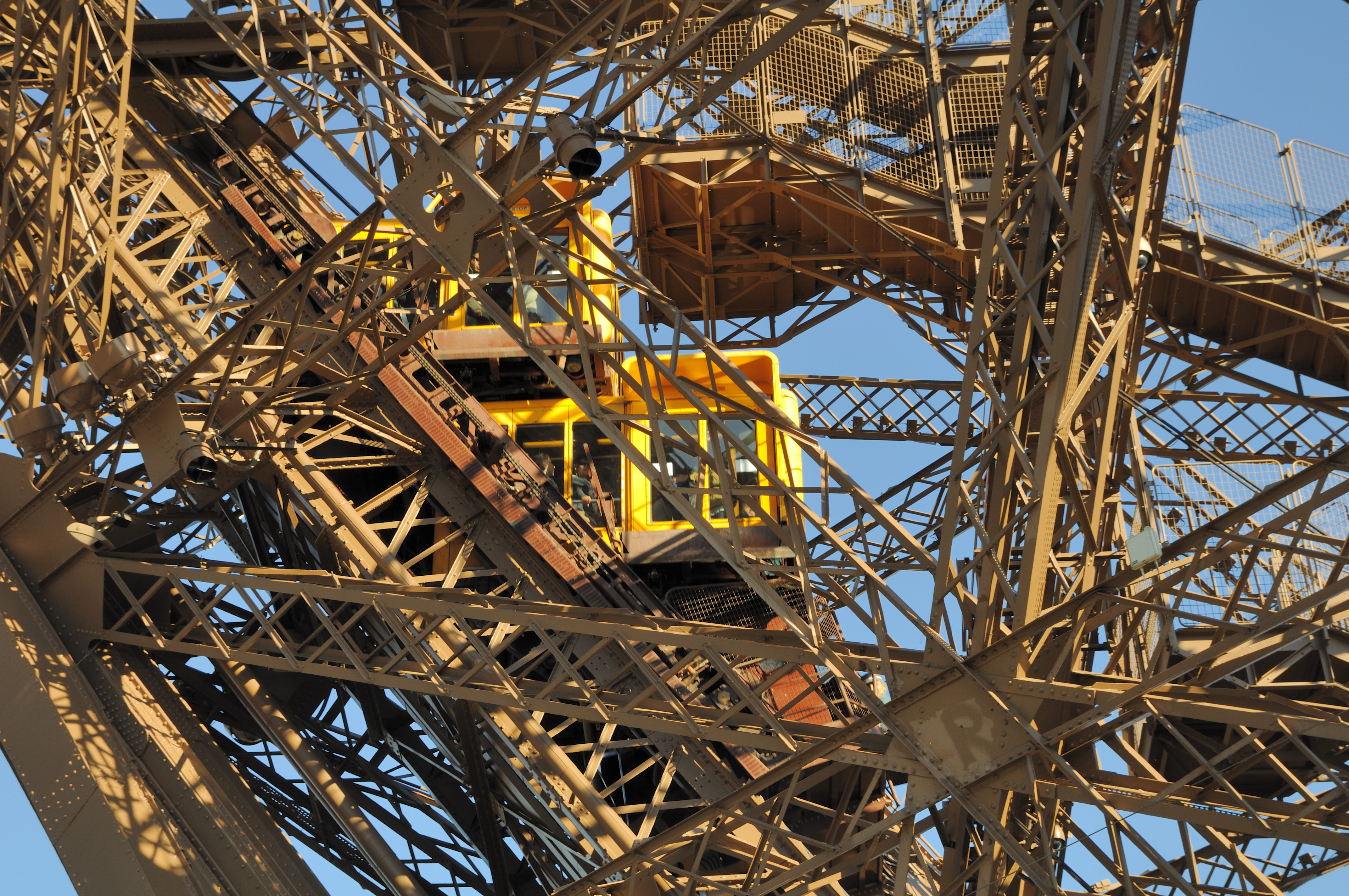
Doppelstöckiger Schrägaufzug

Eiffel setzte beim Bau des Turms bewusst auf unterschiedliche Techniken und Hersteller, um bei einem Fehler unabhängig zu bleiben. Im Nord- und Südpfeiler arbeiteten bis 1910 Otis-Aufzüge. Die zweigeschossigen Kabinen wurden mittels Kabelzug emporgezogen. Bis 1897 befanden sich im Ost- und im Westpfeiler Aufzüge von Roux, Combaluzie und Lepape; sie konnten mit Hilfe einer endlosen Doppelkette bis zu 200 Personen befördern. Beide Systeme wurden durch eine hydraulische Förderanlage betrieben. Anlässlich der Weltausstellung 1900 ersetzte Eiffel die Fahrstühle und auch die Dampfmaschinen, welche die Hydraulik antrieben, durch Elektromotoren. Zwei historische Anlagen, 1899 von Fives-Lilles im Ost- und Westpfeiler installiert, sind heute noch bei einer Sonderführung zu besichtigen. Die Aufzüge wurden in den Jahren 1986 und 1987 modernisiert und seit den 1990er Jahren mehrfach generalüberholt. Im Jahr 2010 baute man moderne und klimatisierte zweigeschossige Fahrkabinen ein, die jeweils 56 Besucher transportieren können.
Im Südpfeiler befindet sich ein Schrägaufzug von Otis, der seit 1983 ausschließlich für Besucher des Jules-Verne-Restaurants verwendet wird. 1989 wurde dieser Aufzug durch einen vier Tonnen tragenden Lastenaufzug ergänzt. Im Nordpfeiler wurde 1965 ein Schrägaufzug von Jeumont-Schneider eingebaut; er wurde in den 1990er Jahren grundlegend überholt. Die Kapazität des Aufzugs im Nordpfeiler beträgt 920 Personen pro Stunde, der im Ost- und Westpfeiler schafft 650 Personen in der Stunde. Der kleine Aufzug zum Restaurant kann maximal zehn Personen pro Fahrt befördern. Der Warenaufzug im Südpfeiler kann wahlweise 30 Personen oder vier Tonnen Güter pro Fahrt transportieren.

#### Vertikalaufzüge ab der zweiten Etage

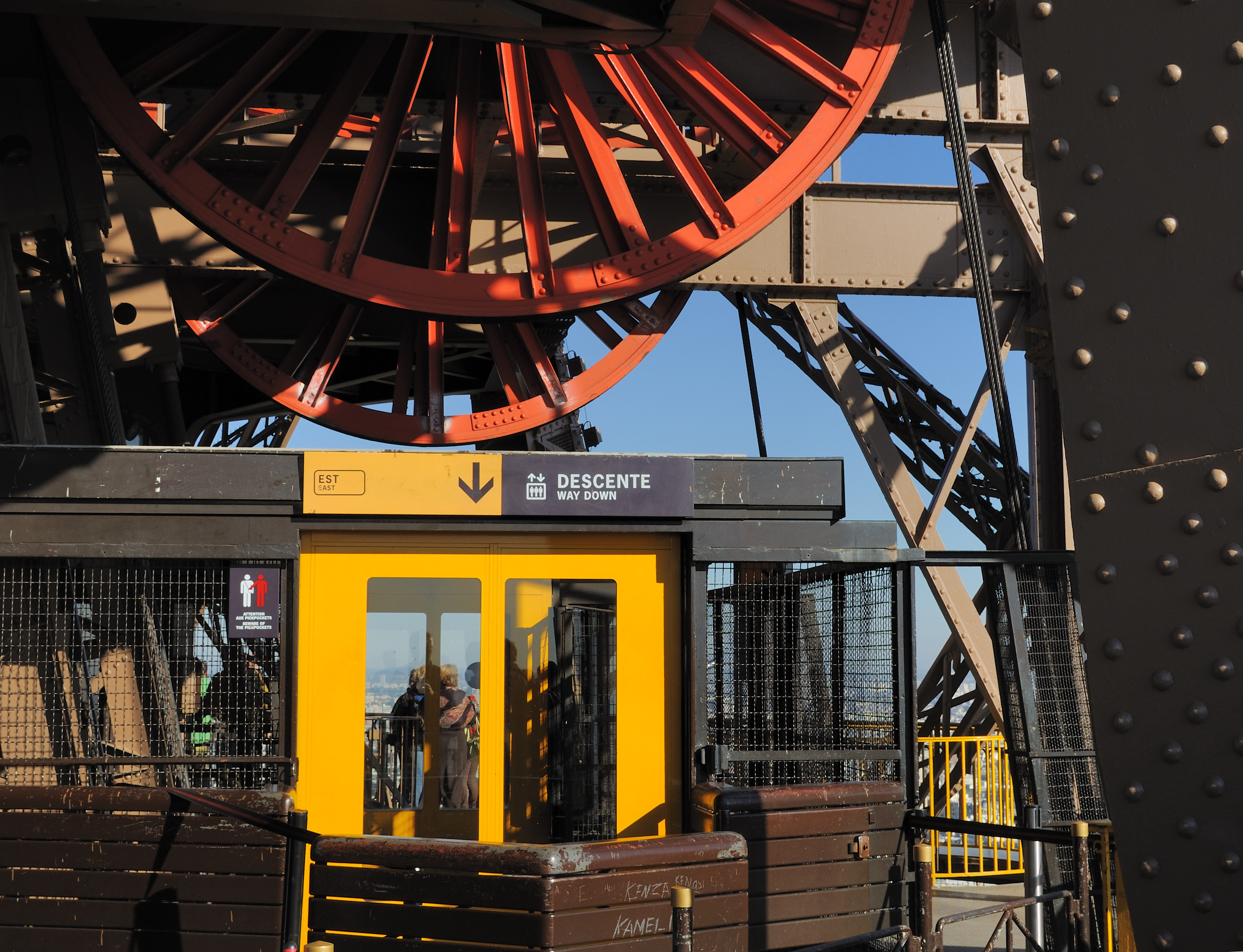
Vertikalaufzug

Die ursprünglichen Vertikalaufzüge für die Passage von der zweiten zur dritten Etage wurden von Léon Edoux, einem Klassenkameraden von Eiffel, gebaut. Die ebenfalls hydraulisch betriebenen Fahrstühle benutzten anstelle eines Gegengewichts zwei gegenläufige Fahrkörbe, die sich gegenseitig im Gleichgewicht hielten. Das Prinzip erforderte, dass die Besucher auf halber Höhe – etwa auf 228 Meter – die Kabinen wechseln mussten. Die eigens dafür als Steg genutzte Zwischenplattform ist heute noch am Turmschaft erkennbar. Da der hydraulische Druck zum Antrieb der Fahrstühle mit Wasser aufgebaut wurde, das in Tanks in den Aussichtsplattformen untergebracht war, konnten in den Wintermonaten die Aufzüge nicht benutzt werden. Diese Aufzüge verkehrten fast 100 Jahre und wurden erst 1983 durch elektrische Fahrstühle der Firma Otis ersetzt. Die insgesamt vier Fahrkörbe verbinden die zweite und dritte Aussichtsplattform direkt miteinander. Diese Anlage kann bis zu 1140 Personen pro Stunde befördern.

### Anstrich

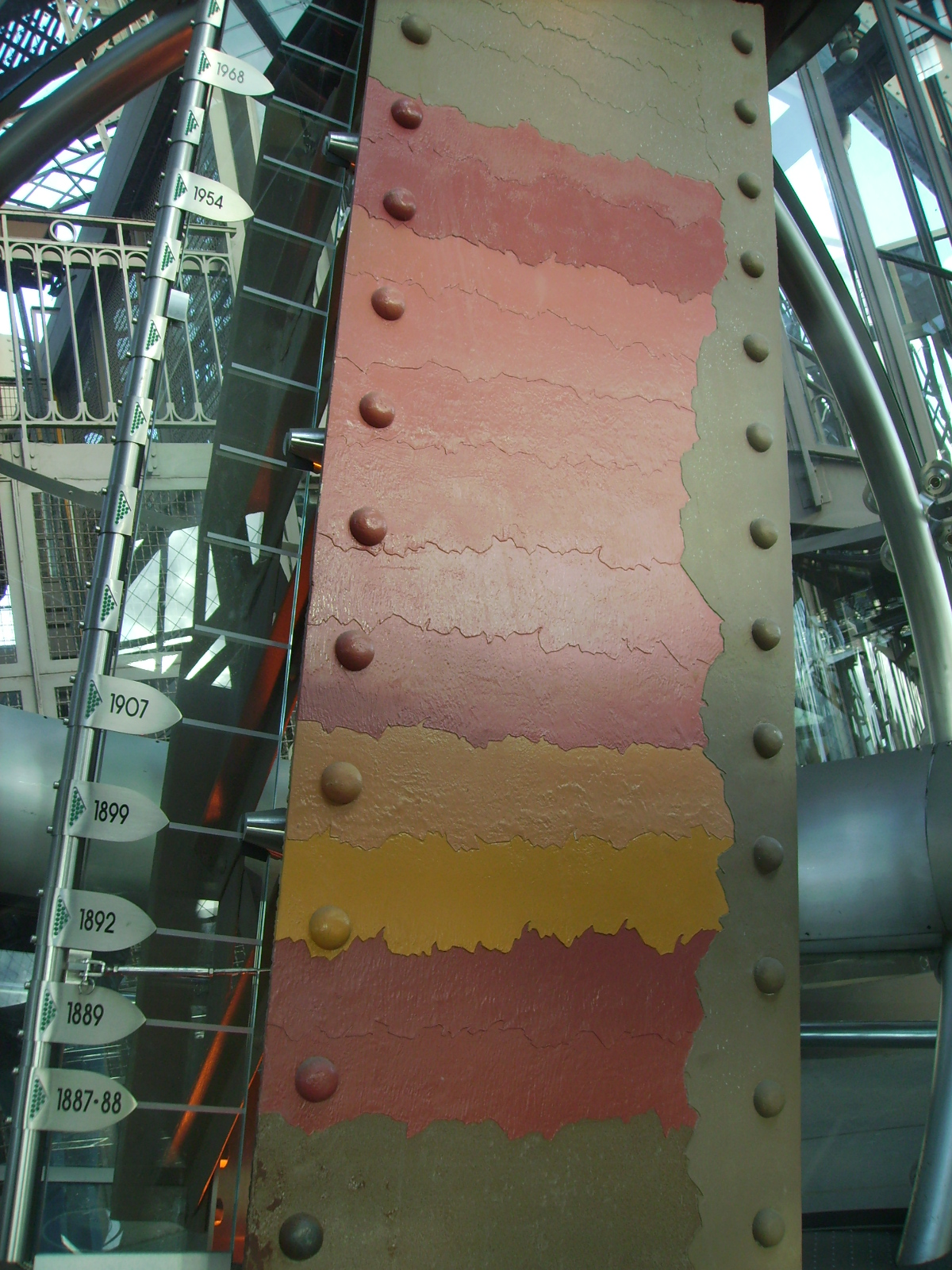
Farbhistorie des Eiffelturms

Die Eisenfachwerkkonstruktion des Eiffelturms aus Puddeleisen wird mit mehreren Farbschichten vor Rost und Verwitterung geschützt. Bereits Gustave Eiffel betonte, dass der Anstrich für die Haltbarkeit von großer Bedeutung sei. Die erste Streichung erhielt der Turm bereits zwei Jahre nach seiner Eröffnung und er wurde bisher 20-mal neu angestrichen, von März 2009 bis Oktober 2010 aufgrund seines 120-jährigen Bestehen. Damit wird der Eiffelturm im Durchschnitt alle sieben Jahre komplett neu lackiert. Die Anstricharbeiten werden von 25 Malern von Hand erledigt und kosten jeweils rund drei Millionen Euro.
Für die Fläche von 250.000 Quadratmetern werden etwa 60 Tonnen Lack – inklusive 10 Tonnen Primer – benötigt, wovon sich rund 45 Tonnen durch Erosion abschmirgeln. Die speziell ausgebildeten Maler werden während der Arbeiten mit rund 60 Kilometern Sicherheitsseilen gesichert. Von der Turmbasis bis zu seiner Spitze wird der verwendete Lack leicht abgetönt, um den Turm vor dem Hintergrund einheitlich gleichfarbig aussehen zu lassen.
Der Eiffelturm wurde farblich mehrfach neu gestaltet. Während zu Beginn der Errichtung des Turms noch ein venezianisches Rot vorherrschte, schwenkte man zur Eröffnung 1889 auf Rotbraun um. Dies wurde bereits 1892 durch Ockerbraun ersetzt. 1899 verwendete man ein in fünf Töne abgestuftes Gelborange und 1907 lackierte man das Wahrzeichen in Gelbbraun. Es folgten Orangengelb und 1954 Kastanienbraun. Mit dem Wechsel im Jahr 1968 auf einen Bronzebraunton schuf man mit dem Farbton „Eiffelturmbraun“ sogar eine spezielle Mischung eigens für den Turm. Sie enthielt die Farbpigmente Rot, Schwarz und Gelb. Diese wurden vom deutschen Spezialchemie-Konzern Lanxess hergestellt und vom norwegischen Lackhersteller Jotun eigens für den Eiffelturm gemischt. Der urheberrechtlich geschützte Speziallack zeichnete sich durch ein hohes Maß an Haltbarkeit und Flexibilität aus und hält das Abplatzen unter Wind und Temperaturschwankungen so gering wie möglich. Im Frühjahr 2019 wechselte man infolge der Olympischen Sommerspiele 2024 auf einen gelbbraunen Farbton, um mit dem stärkeren Goldton an die Olympischen Spiele zu erinnern. Einen ähnlichen Farbton hatte der Eiffelturm bereits in den Jahren 1907 bis 1947.

### Beleuchtung und Lichtkunst

#### Generelle Beleuchtung

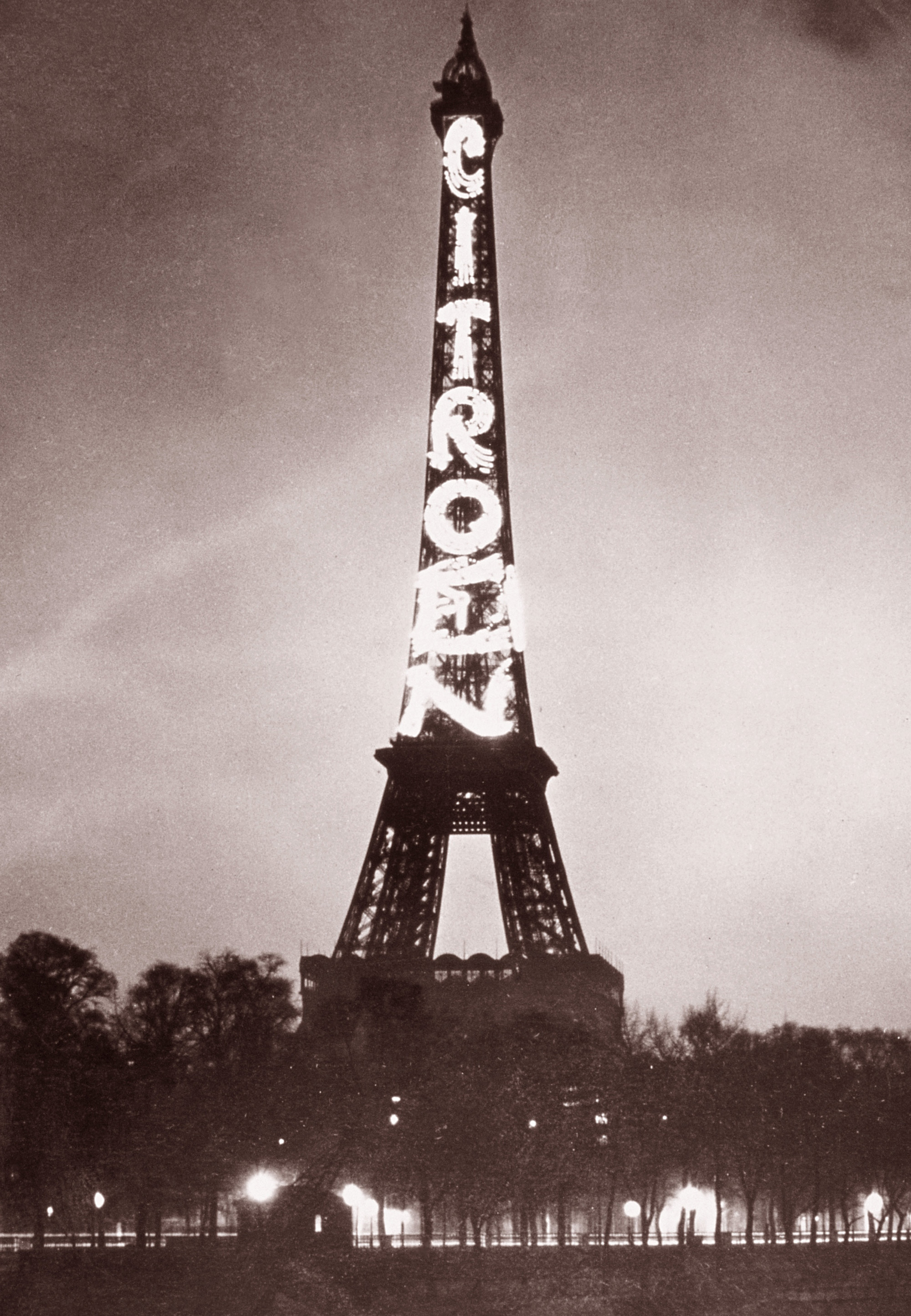
Citroën-Leuchtreklame von 1925 bis 1936

Bereits zur Zeit seiner Fertigstellung war der Eiffelturm mit Gaslaternen beleuchtet. An der Turmspitze befanden sich zudem zwei auf Schienen verschiebbare Leuchtprojektoren, die mit einem hellen Leuchtfeuer den Pariser Nachthimmel in die Farben der französischen Trikolore eintauchten. Im Jahr 1900 wich die Gasbeleuchtung einer moderneren elektrischen Lichterkette aus 5000 Glühbirnen, welche die Konturen des Turms nachzeichnete. 1907 brachte man auf der ersten Aussichtsplattform eine sechs Meter hohe Uhr mit leuchtenden Ziffern an. Davor signalisierte man um 12 Uhr mit einem abgefeuerten Kanonenschuss die Mittagszeit.
Vom 4. Juli 1925 an leuchtete am Eiffelturm eine aus 250.000 Glühbirnen bestehende Reklame mit den auf drei Seiten des Eiffelturms vertikal angebrachten Lettern CITROËN. Die von André Citroën entworfene Werbung war damals die größte Leuchtreklame der Welt. 1933 ergänzte Citroën die Reklame um eine Uhr mit 15 Metern Durchmesser und farbigen Zeigern. Die Leuchtschrift des kostspieligen Lichtspektakels konnte bis zu einer Entfernung von 40 Kilometern entziffert werden und wurde 1936 wieder eingestellt.
Zur Weltfachausstellung Paris 1937 hüllte der Architekt André Granet den Eiffelturm in Lichtstrahlen. 1985 installierte der Lichtingenieur Pierre Bideau eine neue Leuchteinheit am Eiffelturm, die zum Jahreswechsel 1986 eingeweiht wurde. Sie besteht aus 352 Natrium-Hochdruckscheinwerfern von je 600 Watt Stärke in Gruppen von vier bis sieben Leuchteinheiten und weist insgesamt eine Leistung von 320 kW auf. Die Anlage strahlt von unten bis zur Spitze und beleuchtet das Bauwerk vom Turminnern, wodurch sie die Struktur besser sichtbar macht. Der jährliche Stromverbrauch beträgt rund 680.000 kWh und sank mit der Neuinstallation um rund 40 %. Eine Glühbirne hat bei dieser Dauerbelastung eine mittlere Lebenserwartung von gut 6000 Stunden. 20.000 Lampen bringen seit dem 21. Juni 2003 von der Dämmerung bis 1 Uhr morgens – in den Sommermonaten bis 2 Uhr morgens – den Turm zu Beginn jeder Stunde für fünf Minuten wie einen Diamanten zum Glitzern.
2015 erfolgte im Rahmen einer energetischen Sanierung des Turmes eine erneute Änderung der Beleuchtung. Die zuvor installierten Lampen wurden durch energiesparende LED-Beleuchtung ausgetauscht. Zudem wurde eine Wärmepumpenheizung, eine Photovoltaikanlage sowie zwei Kleinwindenergieanlagen mit Horizontalrotor eingebaut, um einen Teil des Energiebedarfs des Turms mittels erneuerbarer Energien zu decken.
Am 5. April 1997 – genau 1000 Tage vor Beginn des Jahres 2000 – eröffnete Jean Tiberi als Pariser Bürgermeister einen Countdown auf 100 Metern Höhe am Schaft des Eiffelturms. Auf der Nordwestseite zum Trocadéro leuchteten Tag und Nacht 33 Meter hohe, 12 Meter breite, 50 Tonnen schwere und aus 1342 Projektoren zusammengesetzte Leuchtziffern, welche die verbleibenden Tage bis zum Jahr 2000 anzeigten. Die Neujahrsnacht am 1. Januar 2000 wurde mit einem Feuerwerk am Eiffelturm eingeläutet. Die Countdown-Anzeige wechselte den Schriftzug zu 2000 und leuchtete das ganze Jahr hindurch.

#### Anlassbezogene Sonderbeleuchtung

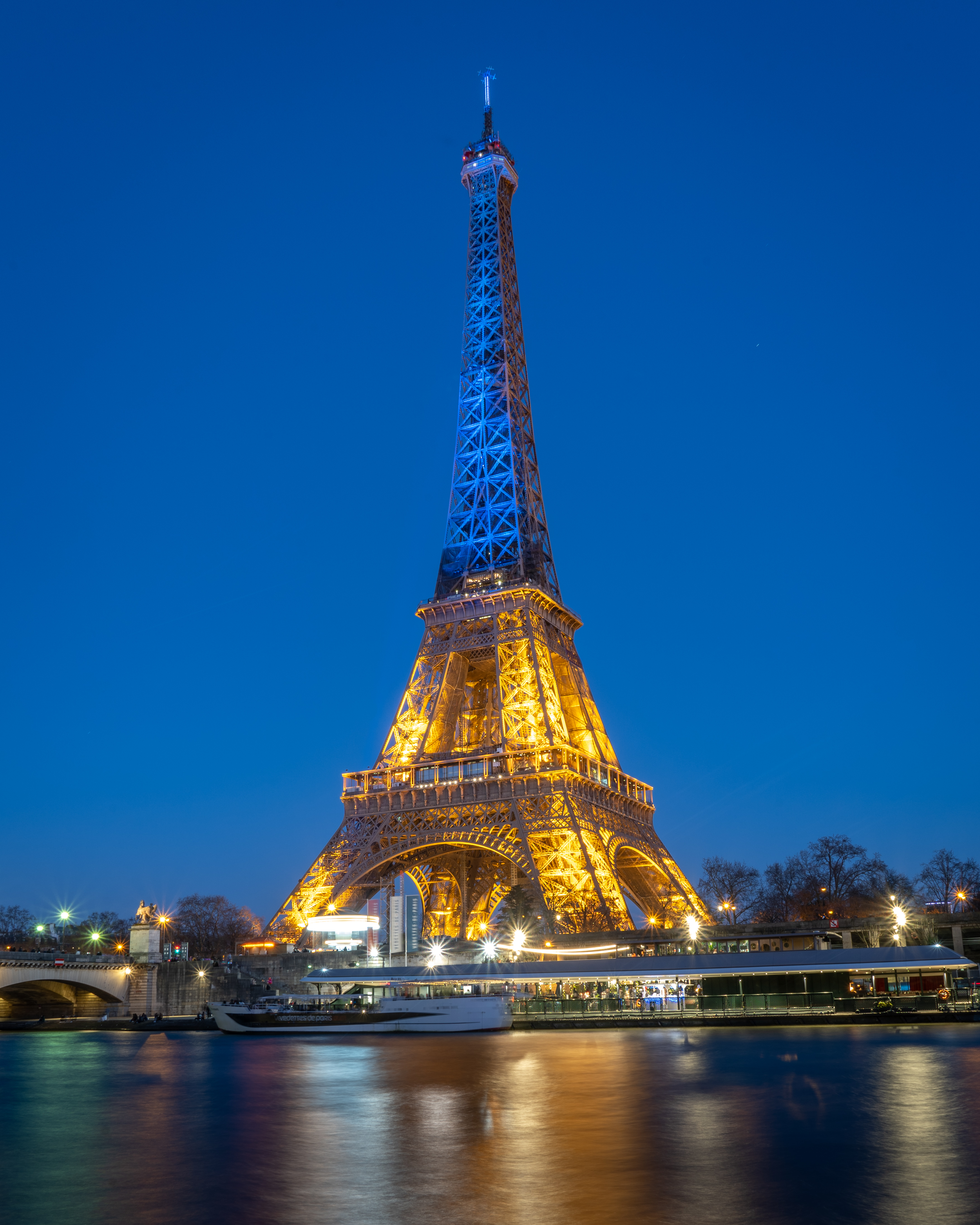
Eiffelturm 2022 in den Farben der ukrainischen Flagge

Der Eiffelturm erhält zu bestimmten Anlässen entsprechende Sonderbeleuchtungen. So strahlten im Jahr seines hundertjährigen Bestehens 1989 die Lettern 100 ans (100 Jahre) vom Turmschaft. Im Zuge des französisch-chinesischen Kulturaustauschprogramms wurde der Turm zwischen dem 24. und 29. Januar 2004 – der Zeit, in der die Chinesen Neujahr feiern – in rotes Licht getaucht. Der Einweihung der Lichtzeremonie wohnten der französische und der chinesische Kulturminister bei sowie die Bürgermeister von Paris und Peking. Das 20-jährige Jubiläum des Europatages am 9. Mai 2006 wurde am Eiffelturm mit blauem Licht gewürdigt. Am 1. Februar 2007 beteiligte sich der Eiffelturm an der Umweltschutzaktion Earth Hour und schaltete an diesem Tag von 19:55 Uhr bis 20:00 Uhr die Beleuchtung vollständig aus, um für das Energiesparen zu werben. Diese Aktion wurde im selben Jahr am 22. Oktober wiederholt. Zur Rugby-Union-Weltmeisterschaft 2007 vom 7. bis zum 20. Oktober wurde der untere Teil des Turms bis zur zweiten Aussichtsplattform in grünem Licht bestrahlt, was die Spielfläche symbolisierte. Zusätzlich wurde der Eiffelturm mit einem überdimensionalen Tor und einem Rugbyball bestrahlt. 2008 wurde von Juli bis Dezember anlässlich der Ratspräsidentschaft Frankreichs der Turm blau beleuchtet und zeigte die zwölf gelben Sterne der Europaflagge.
Nach den Anschlägen vom 13. November 2015 in Paris wie auch dem Anschlag in Nizza am 14. Juli 2016 erstrahlte der Eiffelturm drei Tage lang in den französischen Landesfarben; aufgeteilt jeweils durch die drei Plattformen. Nach dem rechtsradikalen Anschlag in München 2016 leuchtete der Eiffelturm am Folgetag in den deutschen Nationalfarben Schwarz, Rot und Gold, nach den Terroranschlägen in Brüssel am 22. März 2016 in den Farben Belgiens, und von Freitag, dem 25. Februar 2022 bis zum darauf folgenden Sonntag als Zeichen der Solidarität mit der von Russland überfallenen Ukraine in den ukrainischen Farben Blau und Gelb. Nach dem Terrorangriff der Hamas auf Israel 2023 wurde er am 9. Oktober 2023 in den Nationalfarben Israels angestrahlt.

#### Urheberrecht des bestrahlten Eiffelturms

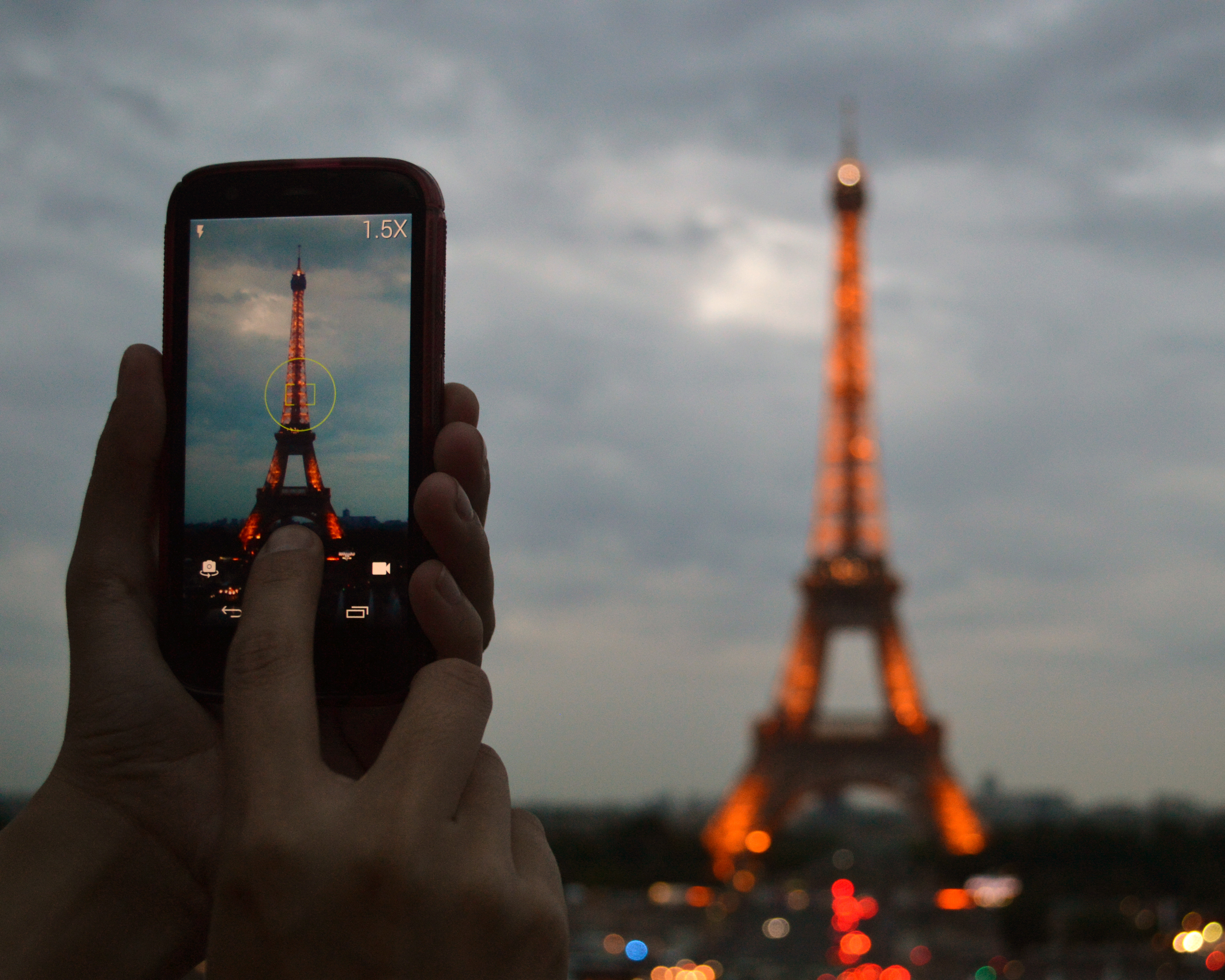
Eiffelturm 2015

Da in Frankreich keine Panoramafreiheit gilt, beansprucht die Betreibergesellschaft SETE das Urheberrecht für nächtliche Aufnahmen, in denen der bestrahlte Eiffelturm als Hauptobjekt zu sehen ist, obwohl am Bauwerk selbst keine Urheberrechte mehr bestehen. Sie sieht die Illumination als Kunstwerk für sich an, wobei diese Auffassung umstritten ist und gerichtlich nie bestätigt wurde. Das Gerichtsurteil von 1992, das dafür herangezogen wird, bezieht sich ausschließlich auf eine Lichtshow aus dem Jahr 1989 und nicht auf die allnächtliche Beleuchtung des Turmes.
Private Bilder ohne kommerzielle Nutzung stellen unabhängig davon generell keinen Verstoß dar. Lediglich bei Bildern mit einer kommerziellen Nutzung ist eine Genehmigung erforderlich, wenn das Bauwerk urheberrechtlich geschützt ist. Detailaufnahmen oder Panoramaaufnahmen, bei denen der Eiffelturm nur als Beiwerk sichtbar ist, können unabhängig vom Zweck genehmigungsfrei veröffentlicht werden. Dies gilt aufgrund des Schutzlandprinzips nicht für die Verbreitung z. B. in Deutschland.

## Tourismus

### Einrichtungen für den Publikumsverkehr

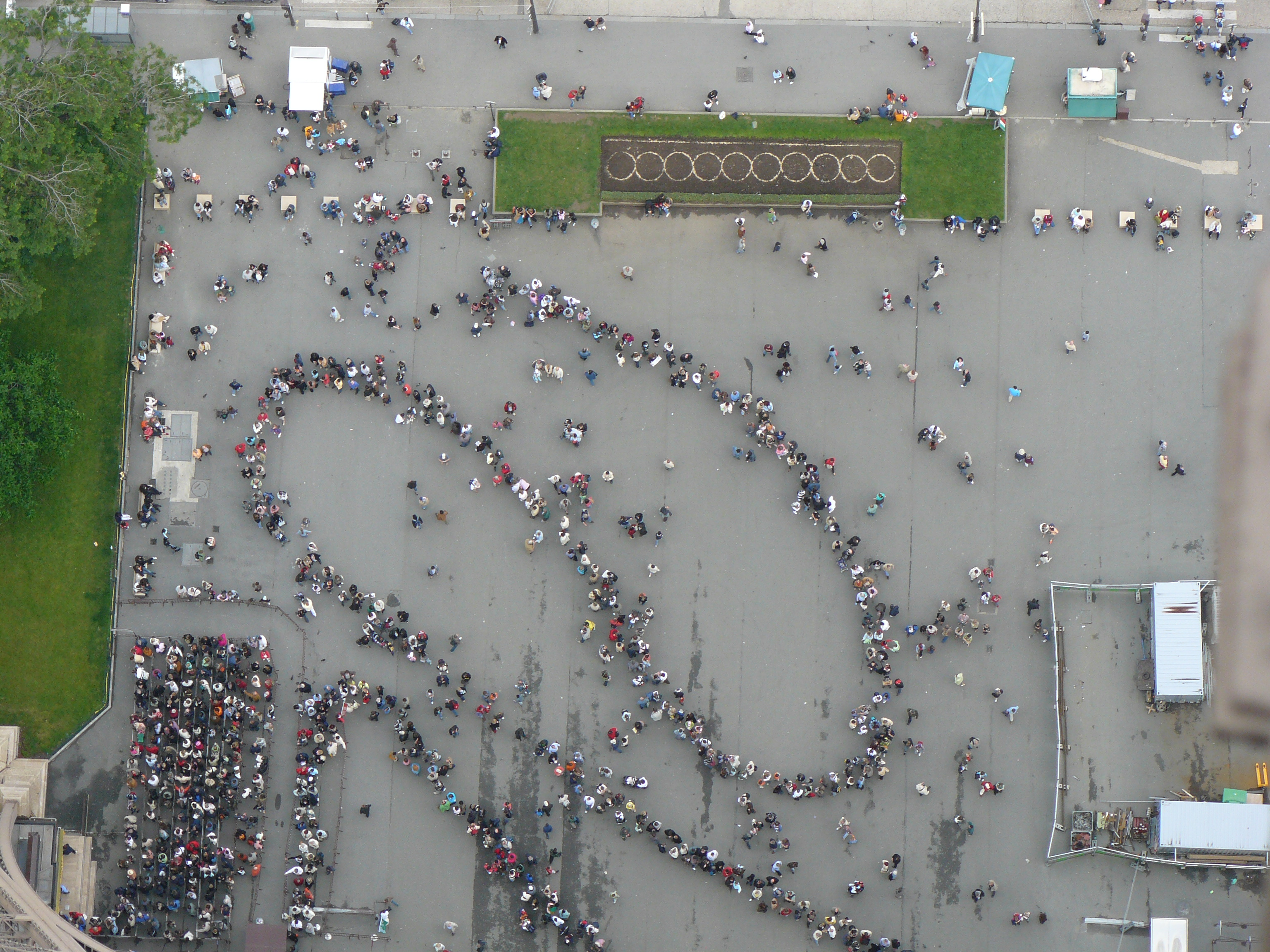
Warteschlange am Eiffelturm

Der Eiffelturm ist grundsätzlich an 365 Tagen im Jahr ohne Ruhetag für die Öffentlichkeit zugänglich. Lediglich bei starken Stürmen kann es zur Schließung oder zu Einschränkungen kommen. Insgesamt sind am oder für das Wahrzeichen mehr als 600 Menschen beschäftigt. Darunter sind 280 Verwaltungsangestellte, die für die SETE arbeiten. Etwa 240 sind in den Restaurationsbetrieben angestellt, 50 im Souvenirverkauf und 50 üben weitere, meist technische Tätigkeiten aus. Im Turm befindet sich eine Poststelle, und ein eigenes Einsatzkommando der Polizei bewacht das Monument. Durch die vergleichsweise hohen Einnahmen bedingt gehört der Eiffelturm zu den wenigen französischen Sehenswürdigkeiten, die ganz ohne staatliche Subventionen auskommen.

### Besucherzahlen und -statistik
Im Jahr seiner Eröffnung bestiegen im Rahmen der Weltausstellung 1889 knapp 1,9 Millionen der insgesamt 32,3 Millionen Ausstellungsbesucher den Eiffelturm. In den folgenden zehn Jahren ebbte die Besucherzahl auf ein Mittel von rund 250.000 ab. Während der Weltausstellung 1900 verbuchte der Eiffelturm trotz deutlich mehr Ausstellungsbesuchern (50,8 Millionen) lediglich eine Besucherzahl von knapp über 1 Million. In den Folgejahren sank die Zahl weiter unter das Niveau der ersten zehn Jahre, bis der Turm während des Ersten Weltkrieges in den Jahren 1915 bis 1918 für die Öffentlichkeit gesperrt wurde. Mit der Wiedereröffnung 1919 stieg die Zahl der jährlichen Besucher auf knapp 480.000. Zwei markante Ausreißer gab es 1931 und 1937 zur Pariser Kolonial- bzw. zur Weltfachausstellung mit jeweils über 800.000 Gästen. Wegen des Zweiten Weltkrieges wurde der Eiffelturm 1940 geschlossen; er eröffnete im Juni 1946 wieder. Bereits Anfang der 1950er Jahre kamen rund 1 Million Besucher; in den folgenden Jahrzehnten kamen immer mehr, darunter auch viele ausländische Touristen. Mitte der 2000er Jahre kamen über 6,5 Millionen Menschen; 2011 und 2014 waren es jeweils gut 7 Millionen. Der Umsatz 2011 erreichte 85,7 Millionen Euro. Mit der gestiegenen Besucherzahl, die an Spitzentagen rund 35.000 erreicht, steigen die Wartezeiten zeitweise auf mehrere Stunden an; eine Überfüllung wurde befürchtet. Einschließlich 2011 waren seit Eröffnung über 260 Millionen Menschen auf dem Eiffelturm. Am 28. September 2017 wurde der 300-millionste Besucher gezählt.
In den 2010er Jahren pendelte sich die jährliche Besucherzahl bei etwa sechs Millionen ein. Lediglich im Jahr 2020 fiel sie aufgrund der weltweiten COVID-19-Pandemie und der damit notwendigen Schließungen vieler öffentlicher Bauwerke auf gut eine Million.
Laut einer statistischen Befragung von 7.989 Besuchern ergab sich 2009 folgendes Profil: Der überwiegende Teil der Besucher kam aus Westeuropa (43 %), dem metropolitanen Frankreich (29 %) und Nordamerika (11 %). Abgesehen von Frankreich waren die stärksten Besucherländer Deutschland mit 8,5 %, das Vereinigte Königreich mit 8,1 %, gefolgt von den Vereinigten Staaten (7,6 %), Spanien (7,3 %), Italien (4,8 %) und Australien (4,1 %). Teilt man das Alter der Besucher in die Kategorien „unter 25“, von „26 bis 35“, von „36 bis 45“ und „darüber“ auf, so nehmen sie jeweils rund ein Viertel ein. Über 56 Jahre waren nur 6,4 %. Der größte Teil der Besucher kam mit ihrer Familie (63,8 %); rund 23 % besuchen den Eiffelturm mit Freunden und 7,8 % in organisierten Reisegruppen. Knapp die Hälfte (46,1 %) kam mit der Metro, 17,3 % kamen zu Fuß, 12 % mit dem eigenen Auto und 7,5 % per Bus. Etwa 46 % der Befragten waren vorher schon einmal auf dem Eiffelturm.

## Ereignisse

### Unfälle und Todesfälle
Die Allgegenwart des Eiffelturms im Pariser Stadtbild verleitete immer wieder Menschen zu wagemutigen Abenteuern oder sportiven Höchstleistungen. Am 13. Juli 1901 entging der brasilianische Flieger Alberto Santos Dumont mit seinem Luftschiff nur knapp einer Kollision, als er das Fluggerät zwischen Saint-Cloud und Champ de Mars manövrierte.
Der Turm inspirierte einige Menschen, mit selbstgebastelten fallschirmähnlichen Konstruktionen einen Sprung vom Eiffelturm zu wagen. Zu den tragischen Figuren gehört der Schneider Franz Reichelt, der sich einen Gehrock mit breitem Cape schneiderte und Sprungfedern daran montierte. Sein angekündigtes Vorhaben lockte zahlreiche Schaulustige an. Nach einigem Zaudern sprang der gebürtige Österreicher Reichelt am 4. Februar 1912 mit seiner flugunfähigen Ausstattung von der ersten Plattform vor den Augen der anwesenden Journalisten und Zuschauer und verunglückte dabei tödlich. Von diesem Ereignis existiert sogar ein historisches Filmdokument.
Der Franzose Marcel Gayet kam 1928 bei einem ähnlichen Versuch durch einen Sprung von der ersten Etage ums Leben. Weitere Versuche mit neuartigen Fallschirmen glückten, was die Macher der James-Bond-Filme zu einer entsprechenden Szene inspirierte. Der damals 23-jährige Flieger Léon Collot verunglückte im November 1926 – nach anderen Quellen am 24. Februar 1926 – bei dem Versuch, mit seinem Leichtflugzeug den Turmbogen an der Basis zu durchfliegen. Er wurde von der Sonne geblendet und verfing sich in einer Radioantenne, die damals noch zwischen Turmspitze und Boden gespannt war.
Das Pariser Wahrzeichen war auch Schauplatz vieler Suizide. Der erste Selbstmord wurde am 15. Juni 1898 gemeldet, als sich eine Frau erhängt hatte. Insgesamt haben sich etwa 400 Menschen am Eiffelturm das Leben genommen.

### Sportliche Leistungen und Rekorde

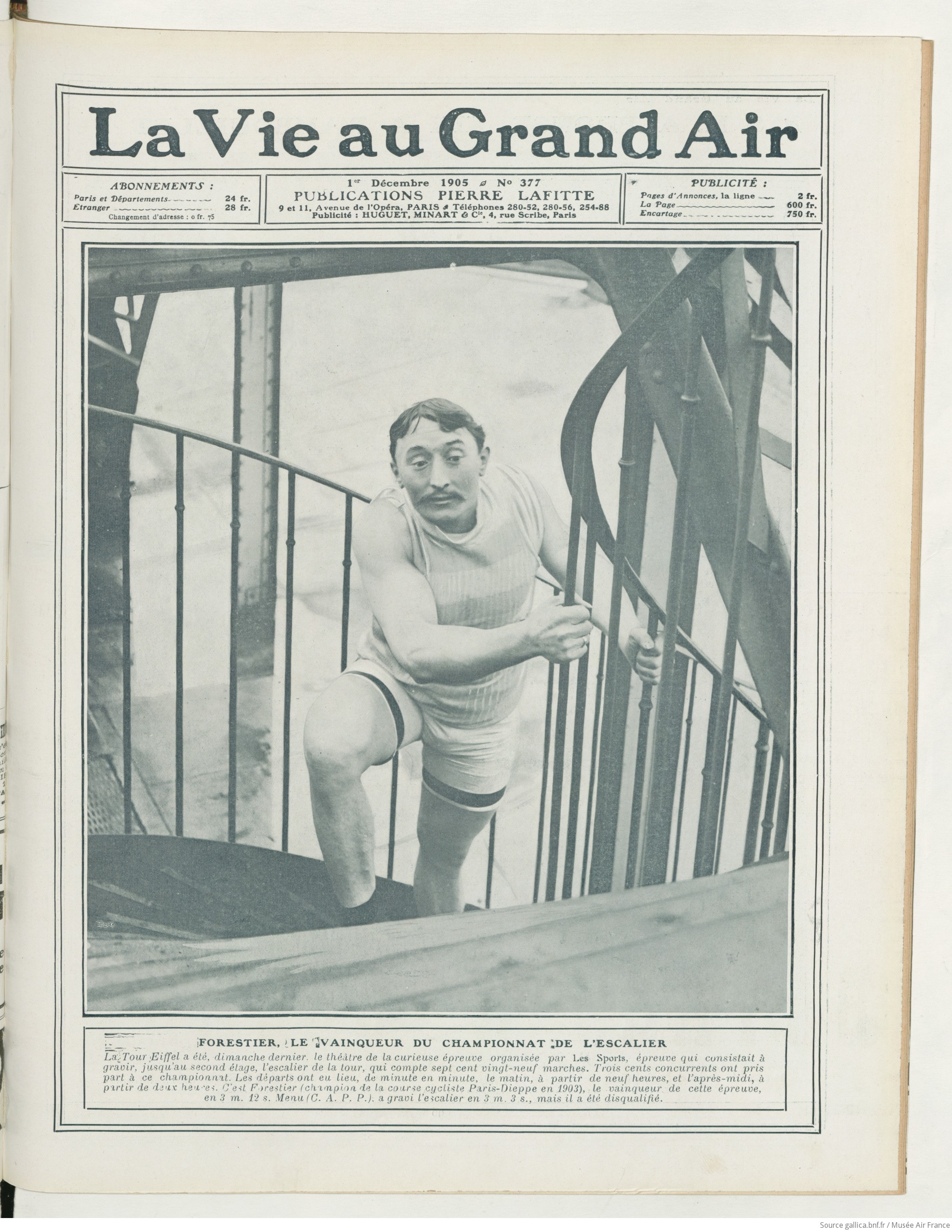
Titelseite der Le Sport zum Turmlauf am 26. November 1905

Der Eiffelturm regte die Menschen immer wieder zu artistischen oder sportlichen Herausforderungen an. Graf Lambert überflog am 18. Oktober 1909 den Turm erfolgreich mit seinem Flugzeug. Daneben war der Turm auch Schauplatz von nicht alltäglichen Leistungen, Spaßrekorden oder sonstigen medial beachteten Aktionen. Bereits 1905 lobte die Zeitung Le Sport einen Wettbewerb für die schnellste Besteigung bis zur zweiten Plattform aus. Am Treppenlauf-Wettbewerb am 26. November beteiligten sich 227 Läufer. Der Gewinner Forestier schaffte dies in 3 Minuten 12 Sekunden und erhielt für seine Leistung ein Peugeot-Fahrrad. Zum 75. Geburtstag des Eiffelturms kletterten im Mai 1964 die Bergsteiger Guido Magnone und René Desmaison offiziell genehmigt den Eiffelturm an seiner Außenseite hoch. Das Spektakel wurde über Eurovision gesendet.
Am 4. Juni 1948 stieg eine (angeblich) 85-jährige Elefantin aus dem Zirkus Bouglione die 347 Stufen bis zur ersten Plattform empor. 1983 fuhren Charles Coutard und Joël Descuns mit ihren Motocross-Motorrädern die Treppen im Eiffelturm hinauf und hinunter. Ein Jahr später gelang es Amanda Tucker und Mike MacCarthy, ohne offizielle Erlaubnis mit ihren Fallschirmen von der dritten Plattform abzuspringen. Der Neuseeländer A. J. Hackett wagte 1987 erstmals einen Bungee-Sprung von der zweiten Aussichtsplattform.
Dem Hochseilartisten Philippe Petit glückte 1989 die Überquerung der Seine auf einem rund 800 m weit vom Palais de Chaillot bis zur zweiten Etage des Eiffelturms gespannten Stahlseil. Petit bemühte sich etwa 15 Jahre um die Bewilligung dieses Vorhabens. Den etwa einstündigen Lauf verfolgten rund 250.000 Zuschauer.
1995 erzielte der Triathlet Yves Lossouarn die neue Rekordzeit von 8 Minuten und 51 Sekunden für die Turmbesteigung bis zur Spitze. In dem vom Fernsehsender arte initiierten Sportereignis ging er als Sieger eines Starterfelds von 75 Athleten hervor. Auch Base-Jumper sprangen mehrfach vom Eiffelturm, darunter auch der bekannte Schweizer Ueli Gegenschatz, der am 1. April 2008 von der höchsten Plattform herunter sprang.
Die französische Hindernisparcoursläuferin
Anouk Garnier (* 1989/1990) kletterte am 10. April 2024 – 3,5 Monate vor den Olympischen Sommerspielen 2024 in Paris – in 18 Minuten am frei hängenden Hanfseil vom Boden bis zur 2. Etage und brach den Höhenrekord für Seilklettern für beide Geschlechter. Sie trainierte lange dafür und sammelte für den Kampf gegen Krebs. Sie nutzte einen Sitzgurt und Seilsicherung.

### Großveranstaltungen und Konzerte
Neben den vier Weltausstellungen in den Jahren 1889, 1900, 1931 und 1937 wurde der Eiffelturm immer wieder für Konzerte oder andere Großveranstaltungen als Kulisse oder Veranstaltungsort verwendet.
Am 25. September 1962 sang Édith Piaf auf der ersten Etage des Eiffelturms vor 25.000 Zuhörern ihr letztes Konzert. Gleichzeitig wurde die Veranstaltung als Werbeplattform für den Film Der längste Tag genutzt. Die Chansonniers Charles Aznavour und Georges Brassens gaben 1966 ebenfalls am Eiffelturm ein Konzert. Am 14. Juli 1995 hielt Jean-Michel Jarre unter der Schirmherrschaft der UNESCO ein Konzert für mehr Toleranz am Fuße des Eiffelturms ab. Das weltweit übertragene Konzert hatte 1,2 Millionen Zuhörer.
Zum 12. Weltjugendtag 1997 versammelten sich am 21. August rund 300.000 Pilger auf dem Champ de Mars vor dem Eiffelturm, wo der damalige Papst Johannes Paul II. eine Ansprache hielt.
Das Orchestre de Paris und das Boston Symphony Orchestra hielten im Mai 2000 unter der Leitung von Seiji Ozawa ein freies Konzert vor dem Eiffelturm, der zu diesem Anlass extra beleuchtet wurde. Den Konzerten wohnten rund 800.000 Menschen bei. Im selben Jahr gab am 10. Juni Johnny Hallyday vor 600.000 Zuschauern ein Freiluftkonzert, das von einer licht- und pyrotechnischen Show begleitet wurde.

## Rezeption und Wirkung

### Rezeption in der Architektur

#### Die vom Eiffelturm ausgelöste Turmbauwelle

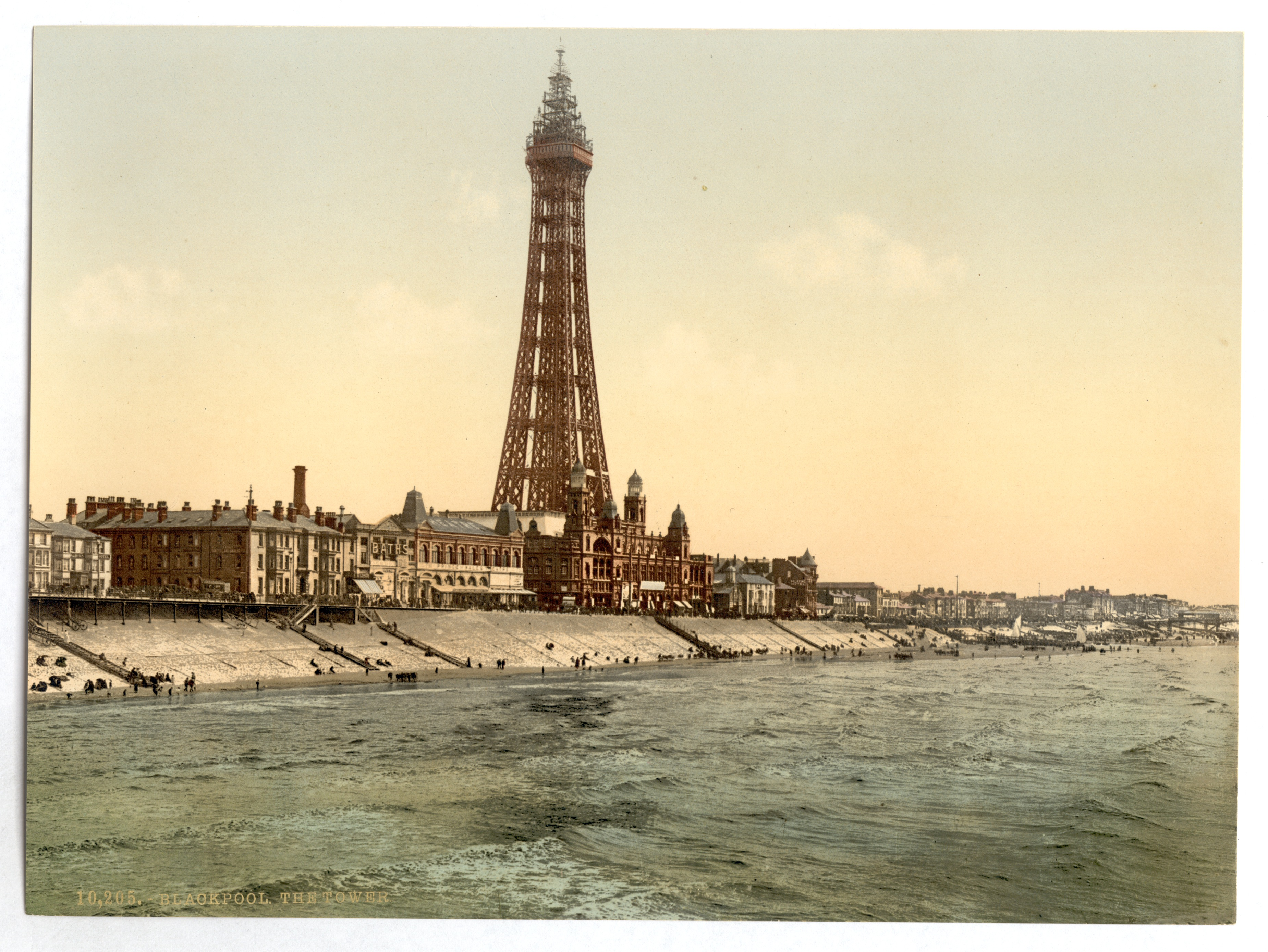
Zeitgenössische Darstellung des Blackpool Tower (1899)

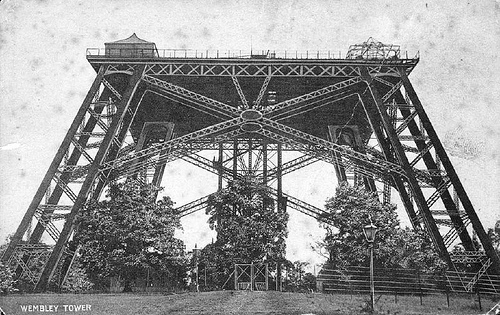
Der vom Eiffelturm inspirierte Londoner Watkin’s Tower sollte ihn überragen, wurde jedoch nie vollendet. Der 1907 abgebrochene Turmstumpf war nur 47 Meter hoch.

Der Bau des Eiffelturms brachte der Stadt einen beträchtlichen Prestigezuwachs und löste eine weltweite Turmbauwelle aus. Viele andere Städte, in der Anfangszeit besonders in der bedeutenden Kolonialmacht des Vereinigten Königreichs Großbritannien, versuchten dem Projekt nachzueifern. Zu den ersten Nachbauten zählt der in den Jahren 1891 bis 1894 erbaute 158,1 Meter hohe Blackpool Tower im englischen Badeort Blackpool. Dieser Turm gilt trotz seiner starken Anleihen beim Eiffelturm architektonisch als gelungen und wurde in den Denkmalschutz mit der höchsten Klassifizierungsstufe (Grade I) in England aufgenommen. Der Turm erwächst aus einem großen, mehrstöckigen Basishaus im viktorianischen Stil und beherbergt eine Reihe von Attraktionen, unter anderem einen renommierten Zirkus. Der Blackpool Tower wurde in den letzten Jahren aufwändig restauriert und gilt nach wie vor als Anziehungspunkt für Touristen in der Region von Nordwest-England. Weniger erfolgreich war der nach einem ähnlichen Konzept errichtete New Brighton Tower (Baubeginn 1896); er musste, weil die Stahlgitterkonstruktion marode geworden war, in den 1920er Jahren abgetragen werden. Auch dieser 172,8 Meter hohe Turm hatte ein Basishaus mit einem vielfältigen Freizeitangebot, unter anderem befand sich dort der größte Ballsaal Großbritanniens. Beide Türme waren nach ihrer Erbauung jeweils die höchsten Bauwerke des Landes.
Auch die britische Hauptstadt London schrieb 1890 ein ehrgeiziges Turmbauprojekt aus. Die Projektvorschläge sahen Türme aus Stahl zwischen 300 und 456 Meter Höhe vor. Ein Jahr später begann der Bau des Watkin’s Tower, der auf 358 Meter und damit rund 50 Meter höher als der Eiffelturm projektiert war. Der Initiator des Vorhabens, Sir Edward Watkin, versuchte ursprünglich Gustave Eiffel selbst als Konstrukteur anzuwerben; der Franzose lehnte jedoch aus patriotischen Gründen ab. Als dem Projekt die finanziellen Mittel ausgingen, so dass nur ein Turmstumpf von 47 Metern übrig blieb, wurde der Turm 1907 abgebrochen. Auch weitere Turmprojekte hatten mäßigen Erfolg. Der Turmbau in Douglas, dem Hauptort der Isle of Man, musste bereits kurz nach dem Einbau der Fundamente im Oktober 1890 wieder beendet werden. Der 70 Meter hohe pyramidenförmige Turm im Seebad in Morecambe, ein Bauwerk, das sich architektonisch allerdings deutlich vom Eiffelturm unterschied, wurde zu Beginn des Ersten Weltkrieges zugunsten der Munitionsproduktion abgerissen. Auch in Deutschland gab es teilweise abenteuerliche Projektvorschläge, den Eiffelturm zu übertrumpfen. So wurde 1913 ein fragwürdiger Entwurf zum Rheinturm – heutzutage trägt der Fernsehturm von Düsseldorf den Namen Rheinturm – vorgestellt, einem 500 Meter hoch messenden Stahlfachwerkturm mit stilistisch starker Anlehnung an den Eiffelturm. Das Vorhaben wurde nie umgesetzt.

#### Formgebender Vorbildcharakter

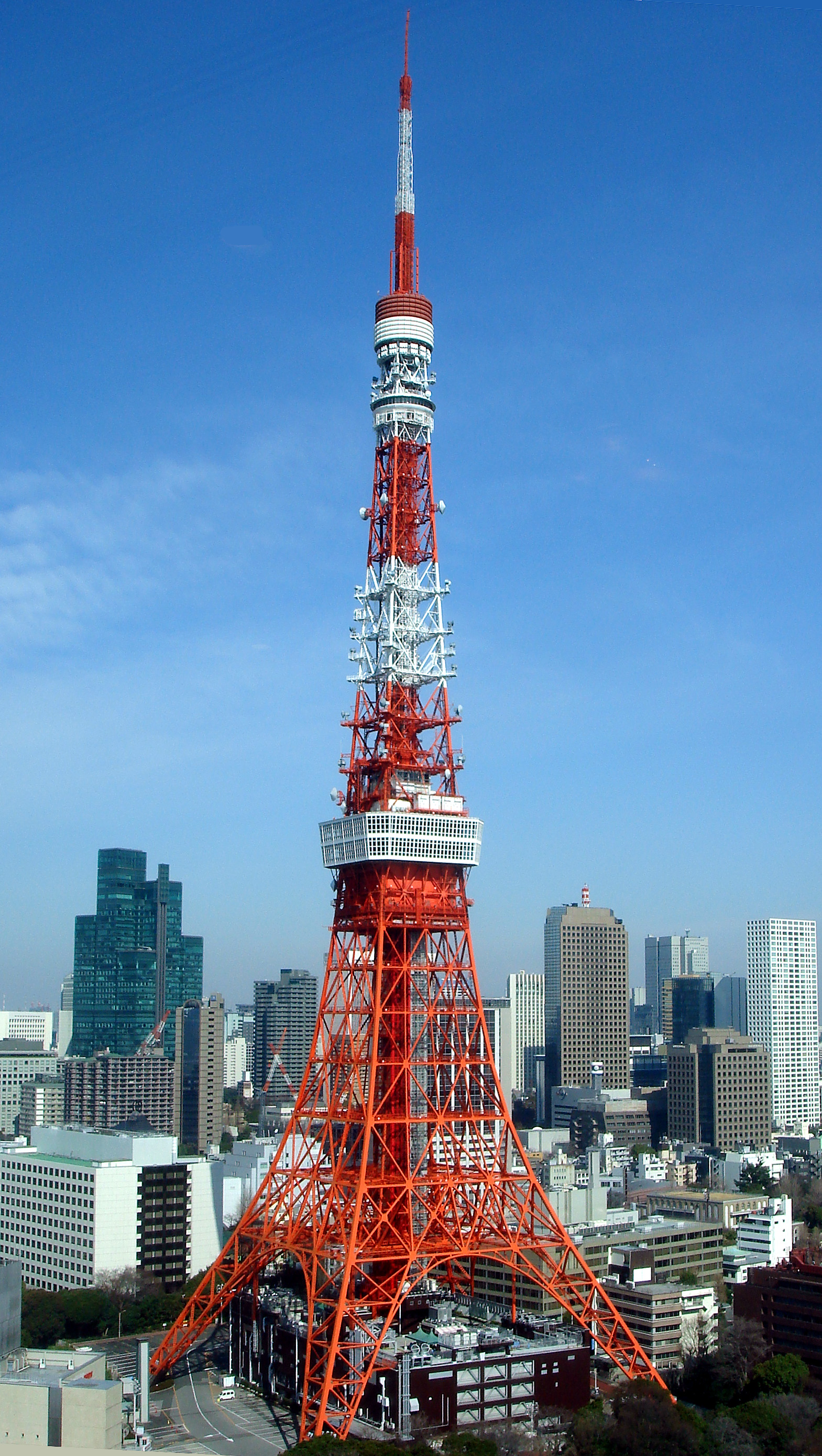
Tokyo Tower (erbaut 1958)

Im Januar 1890 war in St. Petersburg eine 60 Meter hohe vergängliche Nachbildung des Eiffelturms aus Eis zu sehen. 1891 errichtete man anlässlich der Industrieausstellung in Prag den 60 Meter hohen Aussichtsturm Petřín, der Formen des Eiffelturms aufgriff. Aber auch in Frankreich selbst eiferte man dem Pariser Vorbild nach. Der zwischen 1892 und 1894 errichtete, 85,9 Meter hohe Tour métallique de Fourvière in Lyon gibt die konstruktive Grundform des oberen Teils des Eiffelturms wieder. Der Turm war öffentlich zugänglich und beherbergte auch ein Restaurant. Seit 1953 dient er nur noch als Radio- und Fernsehturm. Mit der Ausbreitung von Funk- und Radiowellen wurden besonders ab den 1920er Jahren weitere Turmbauten notwendig. Auch wenn die Formgebung dieser Bauwerke teilweise wenig Ähnlichkeit mit dem Pariser Turm aufwies, genügte oft die Übereinstimmung von vier Turmfüßen und der konstruktionsbedingten Notwendigkeit einer Verjüngung zur Spitze hin, dass diese Bauwerke im Volksmund mit dem Eiffelturm in Verbindung gebracht wurden oder werden. Beispiele dafür sind der Sender Gleiwitz („Schlesischer Eiffelturm“), der ehemalige Sender Ismaning („Bayerischer Eiffelturm“) oder der Bismarckturm in Wiesbaden („Wiesbadener Eiffelturm“). Auch der Berliner Funkturm aus der Mitte der 1920er Jahre folgt diesem Konstruktionsprinzip.
In den 1950er Jahren wurden in Japan mehrere vom Architekten Naitō Tachū (1886–1970) entworfene Fernseh- und Aussichtstürme erbaut, die ästhetisch zwar technischer ausfallen, sich aber dennoch am Design des Eiffelturms orientieren. Im Jahr 1954 entstand der Fernsehturm Nagoya, 1956 der Fernsehturm Tsutenkaku, 1957 der Fernsehturm Sapporo und 1958 der Tokyo Tower. Besonders der Tokyo Tower, der mit seinen 333 Metern den Eiffelturm sogar um einige Meter überragt, wird häufig im Zusammenhang mit der Nachahmung der baulichen Struktur genannt. Architektonisch wird er wegen seiner Proportionen in der Verjüngung der Stahlgitterstruktur nach oben und den Turmkörben sowie der Wahl der Diagonalverbände als weniger gelungen angesehen.

#### Eiffelturm-Repliken

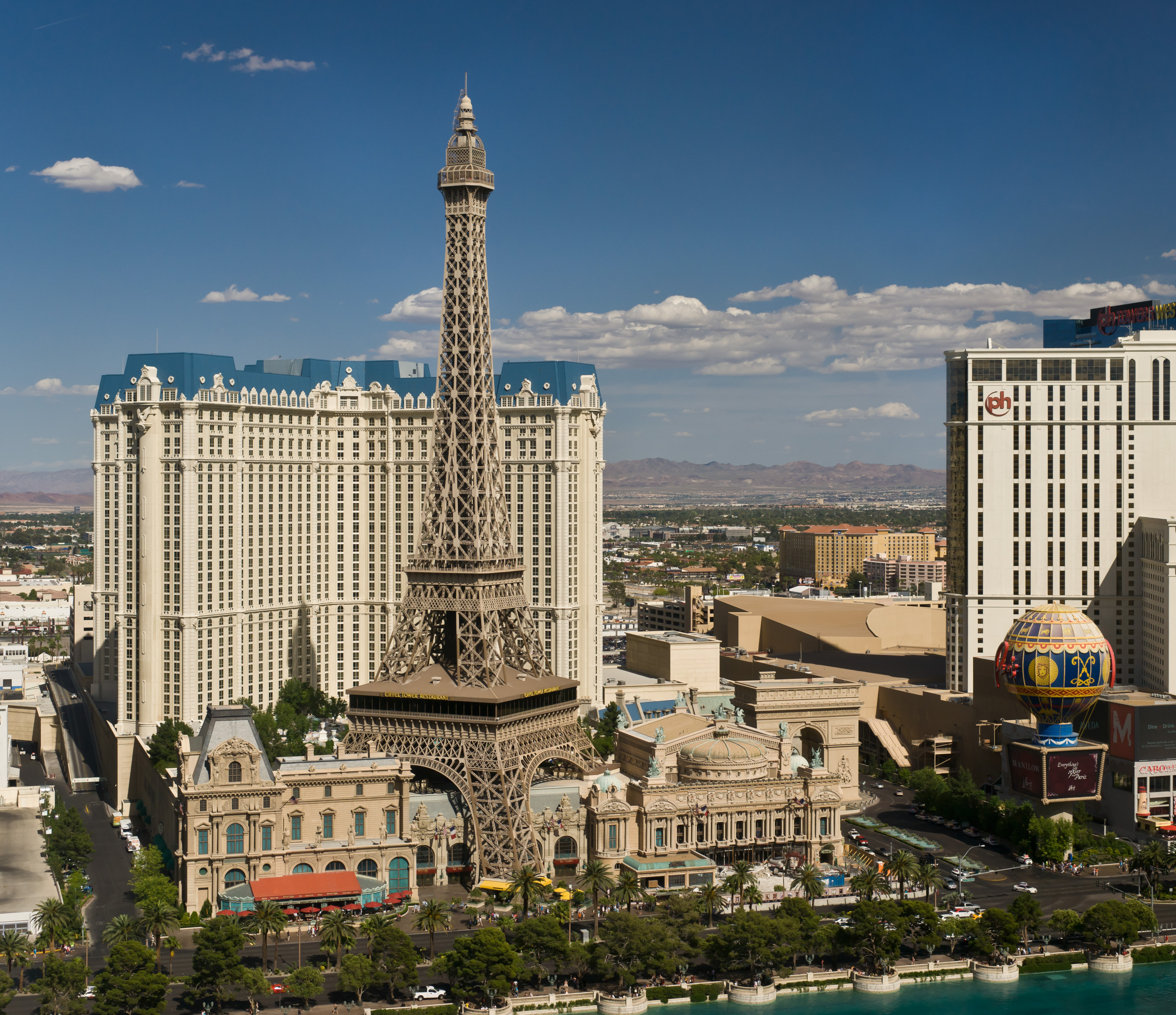
Die 165 Meter hohe Eiffelturm-Nachbildung am Paris Las Vegas (erbaut 1999)

Mit der Etablierung von Fernsehturmbauwerken aus Stahlbeton in vertikaler Kragarmbauweise, begonnen mit dem Stuttgarter Fernsehturm Mitte der 1950er Jahre, nahmen die gestalterischen Ähnlichkeiten der Türme zum Eiffelturm deutlich ab. Dennoch wurde der Eiffelturm in zahlreichen Repliken aufgrund seiner symbolhaften Ausstrahlung immer wieder aufgegriffen. Besonders in Frankreich und den Vereinigten Staaten sind teilweise nur wenige Meter hohe Nachbildungen in Kreisverkehren, als Werbeträger oder in Vorgärten anzutreffen. Vor allem die Freizeitindustrie hat die starke Werbekraft für sich entdeckt und versucht, durch Nachbauten immer wieder Aufmerksamkeit auf sich zu lenken. Zu den bekanntesten Repliken zählt eine 108 Meter hohe Nachbildung in dem Freizeitpark Window of the World im chinesischen Shenzhen. Eine weitere, 108 Meter hohe Nachbildung – im Maßstab 1:3 – steht 9275 km vom Original entfernt in Tianducheng, China. Der mit 165 Metern bisher höchste Nachbau steht in Las Vegas. Der Nachbau aus dem Jahr 1999 – über 100 Jahre nach Erbauung des Eiffelturms – am Hotelkomplex des Paris Las Vegas beherbergt auch ein Turmrestaurant und hat wie sein Vorbild besteigbare Aussichtsplattformen. Im ähnlichen Maßstab (etwa 1:2) wurde 2016 am Cotei Strip in Macau ein weiterer Nachbau des Eiffelturms verwirklicht.
Darüber hinaus wird der Pariser Eiffelturm in fast allen Miniaturenparks nachgebildet.

#### Architekturhistorische Bewertung
Der Eiffelturm wird dem Baustil des Historismus der Gründerzeit, den er selbst einleitete, zugeordnet, wodurch er sich von der klassischen Architektur des 19. Jahrhunderts unterscheidet. Er ist eine wichtige Wegmarke des Funktionalismus, der sich in Europa nur vereinzelt durch Ingenieurbauten wie beispielsweise den Kristallpalast in London manifestierte. Damit stellt der moderne Ingenieurbau die nach der Gotik verloren gegangene Einheit von Konstruktion und Baugestalt wieder her, was dem Eiffelturm eine vergleichbare Position einbringt wie einem historischen Sakralbau. Sein baulicher Ansatz des breit ausgreifenden Fundaments wegen der nach unten zunehmenden Beanspruchung durch Winddruck hat sein Naturvorbild bei den Bäumen, die im Boden mit einem weit verzweigten Wurzelwerk verhaftet sind und deren Stamm sich in der Höhe verjüngt. (→Architektur) Damit nimmt er nicht nur formal, sondern auch technologisch eine Vorreiterrolle ein, da bis zur Errichtung des Stuttgarter Fernsehturms praktisch alle freistehenden Sendetürme aus Stahl- oder Eisenfachwerk nach dem Vorbild Eiffels errichtet wurden. Die architektonisch herausragende Stellung und Bewertung des Eiffelturms beruht nicht nur auf seiner weitreichenden Wirkung, sondern auch darauf, dass er ohne jedes historische Vorbild entstanden ist.

### Politische und gesellschaftliche Rezeption
Viele traditionelle Künstler, denen die Antike Vorbild war, sahen im Eiffelturm eine Vermischung von Kunst und Alltag und lehnten ihn deshalb vehement ab. Insbesondere wandte sich die Kulturwelt des damaligen Frankreich gegen jeden staatlichen Druck, künstlerische und industrielle Arbeitskraft zur Produktverbesserung zusammenzuführen. Der Schriftsteller Charles Baudelaire, der den Eiffelturm jedoch nicht erlebte, drückte es wie folgt aus:

„L’Industrie, faisant irruption dans l’art, en devient la plus mortelle ennemie.“

„Wenn die Technik über die Kunst hereinbricht, ist das deren sicherer Tod.“

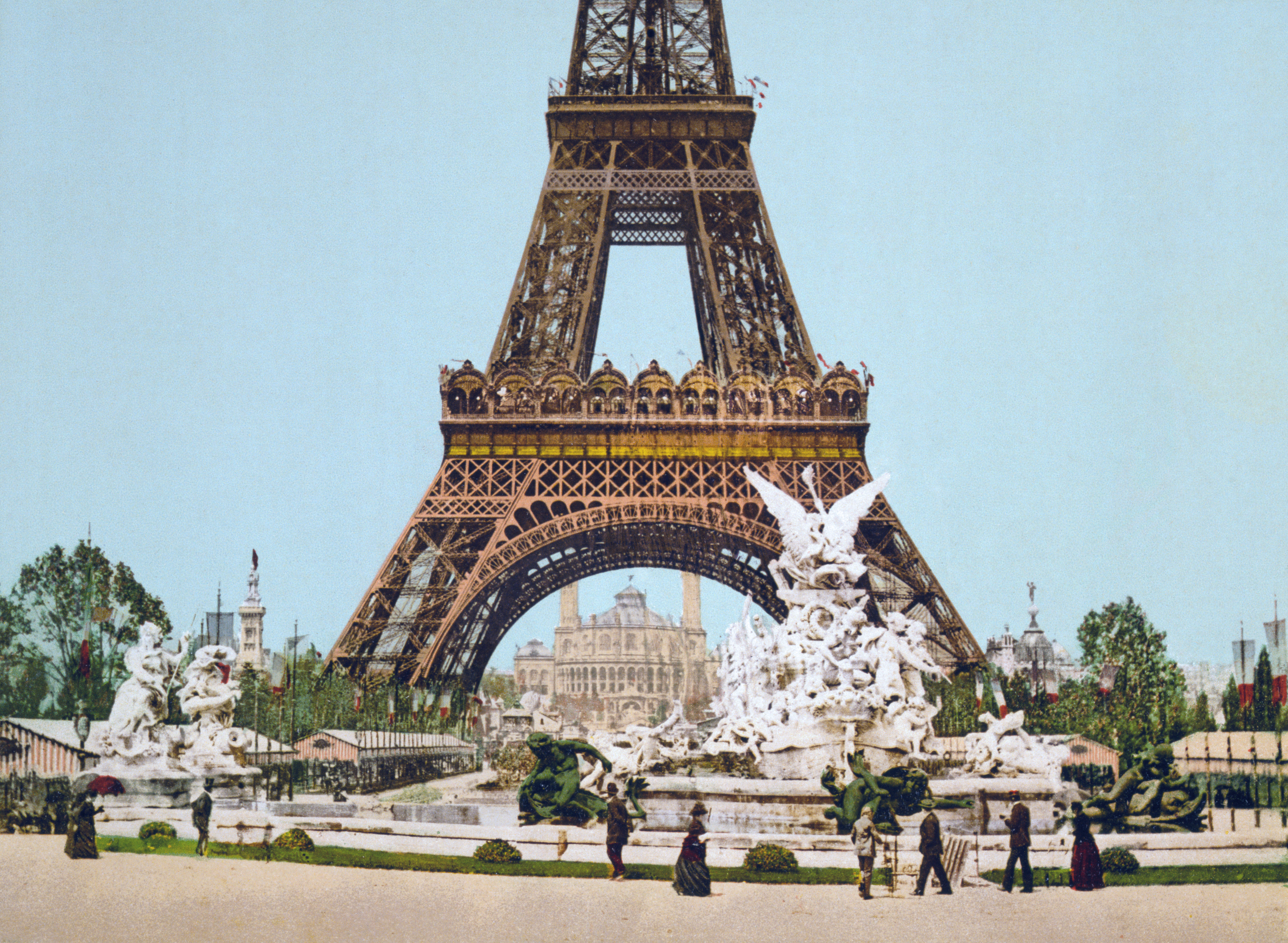
Ein Photochromdruck zeigt den Eiffelturm während der Weltausstellung 1889

Damit einher ging eine Diskussion über die Radikalisierung des Kunstbegriffs; sie wurde durch die Errichtung des Eiffelturms weiter angeheizt. Der prinzipiell idealisierte Charakter der Kunst war sozial vornehmlich auf die Oberklasse bezogen und nahm mit dem neuen Pariser Wahrzeichen plötzlich auch in der Lebensgestaltung der einfachen Leute eine Rolle ein. Es verband sich die Abneigung gegenüber dem Volksvergnügen mit der Angst vor aufständischem Potential des gemeinen Volkes gegenüber der Oberschicht. Die Pariser Oberklasse hielt sich zum großen Teil vom Turm wie auch von der Massenveranstaltung der Weltausstellung fern. Der Widerwille der Oberschicht gegenüber dem „kleinen Mann“ spiegelt sich auch in der Legende wider, nach der Guy de Maupassant eigens auf den Turm gestiegen sein soll, weil dies der einzige Ort sei, an dem er ihn nicht sehen müsse, obgleich er einer der stärksten Gegner des von Hitze, Staub, und Gestank geprägten Massenbetriebs war. Die republikanische Presse war dem Projekt insgesamt gewogener als die religiös-konservativen Kräfte mit häufig monarchistischen Tendenzen. Bereits die in der Festrede zur Fertigstellung des Eiffelturms unterstrichene kollektive Leistung von Baumeistern auf der einen und Bauausführenden auf der anderen Seite stieß an einigen Stellen auf Ablehnung. Die Nähe zur Arbeiterklasse thematisierte Eiffel sogar selbst, als er sich in einem Plakat mit Maßwerkzeug, aber auch mit Arbeiterkluft zeigte und damit die Verbindung von geistiger und körperlicher Anstrengung verkörperte. Für die alten Eliten war diese Zuwendung zu den Massen eine Bedrohung ihres Führungsanspruchs.
Auch außerhalb Frankreichs wurde die Erbauung des höchsten Turms der Welt rezipiert. Besonders Deutschland, das nach dem Deutsch-Französischen Krieg in einem gespannten Verhältnis zu Frankreich stand, kommentierte die Weltausstellung und den Eiffelturm implizit politisch gefärbt. Dabei wird die ambivalente Beurteilungen zwischen bewundernder Impression und einem gewissen Unwohlsein zum Tenor der Meinungen. Die Deutsche Rundschau charakterisiert den Eiffelturm emphatisch als Maschinenungeheuer. In der mythischen Parallele zum Babel-Turm schwingen neben der Begeisterung für die Bezwingung der Mächte immer auch die Bedenken mit, diese Mächte herausgefordert zu haben. Auch aus der Sicht des Journalisten Eugen von Jagow, der sogar den ätherischen Charakter der transparenten Architektur hervorhebt und sich einer gewissen Faszination nicht entziehen kann, geißelt ebendiese Form als unarchitektonisch, verwirrend und lässt sie letztlich an sich selbst scheitern. Die schiere Höhe, die den Kölner Dom fast um das Doppelte überrage, imponiere ihm, an künstlerischer Größe und Erhabenheit sei ihm das alte Kirchengebäude aber bei weitem überlegen. Seine Schlussfolgerung ist, dass es sich bei dem Turm mehr um einen Triumph der Wissenschaft als der Kunst handelt. In einer insgesamt kunstfeindlichen Zeit sei er das Symbol der Moderne. Gerade diese Gegenüberstellung von quantitativer und qualitativer Größe entspricht der vorherrschenden Argumentationsstrategie, den elitär verstandenen Kunstbegriff von der Massenkultur abzugrenzen. Die Interpretation als Sieg der Massen gegenüber dem Individuum wird zum Teil der Auseinandersetzung mit der Demokratie, die seit Alexis de Tocqueville als Amerikakritik topischen Charakter erhielt.

### Rezeption in der Kunst
Ungeachtet der Kontroverse warf der Eiffelturm bereits vor seiner Errichtung seinen Schatten und inspirierte Jules Verne in dem im August 1886 erschienenen Science-Fiction-Roman Robur der Sieger, seine Eindrücke von einem Turm am Champ de Mars zu verarbeiten:

„Dann glitt er in der Höhe der höchsten Bauwerke hin, als hätte er die Kugel vom Pantheon oder das Kreuz vom Invalidendom abstreifen wollen. Er steuerte zwischen den beiden Minarets des Trocadero hindurch nach dem eisernen Thurm des Marsfeldes, dessen ungeheurer Reflector die ganze Hauptstadt mit elektrischem Lichte überströmte.“

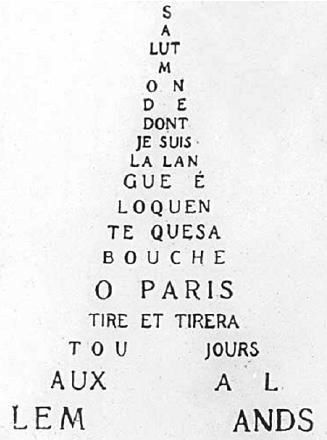
Apollinaires Calligramme, geformt wie der Eiffelturm

Nach seiner Eröffnung gehörten die Dichter zu den ersten, die den Eiffelturm beschrieben. Der Schriftsteller Blaise Cendrars besang den „Turm, Turm der Welt, Turm in Bewegung“. Der chilenische Lyriker Vicente Huidobro beschrieb ihn als „Himmelsgitarre“ („Guitarra del cielo“) und brachte 1918 einen Gedichtband mit dem Titel Tour Eiffel heraus. Der auch als Regisseur tätige Schriftsteller Jean Cocteau veröffentlichte das Libretto Les mariés de la tour Eiffel (deutsch: Hochzeit auf dem Eiffelturm), das am 18. Juni 1921 als Ballett im Théâtre des Champs-Élysées in Paris aufgeführt wurde. Die absurde, surrealistische Geschichte eines Hochzeitspaares spielt auf dem Eiffelturm, der inmitten der namibischen Wüste steht. Der Lyriker Guillaume Apollinaire verarbeitete seine Erlebnisse des Ersten Weltkrieges mit einem Gedicht in dem Buch Calligrammes in Form des Eiffelturms. Die mit einem Willkommensgruß an die Welt beginnende Poesie endet mit gigantischen, französischen Beschimpfungen der Deutschen.
Auch in der Musik wird der Eiffelturm immer wieder verarbeitet. Unter anderem besangen ihn Michel Emer in Paris, mais c’est la Tour Eiffel, Charles Trenet in Y’a d’la joie, la Tour Eiffel part en balade, Léo Ferré in Paris portait sa grande croix, Jacques Dutronc in La Tour Eiffel a froid aux pieds und Pascal Obispo in Je suis tombé pour elle. Der estnische Komponist Arvo Pärt schuf 2009 die ein Jahr später in Paris uraufgeführte symphonische Dichtung Silhouette – Hommage à Gustave Eiffel für Streichorchester und Schlagzeug, die die Architektur des Turms in der Struktur der Komposition nachbildet und zugleich durch die Gestaltung der Luftbewegungen, die durch das Gestänge fließen, poetisiert.

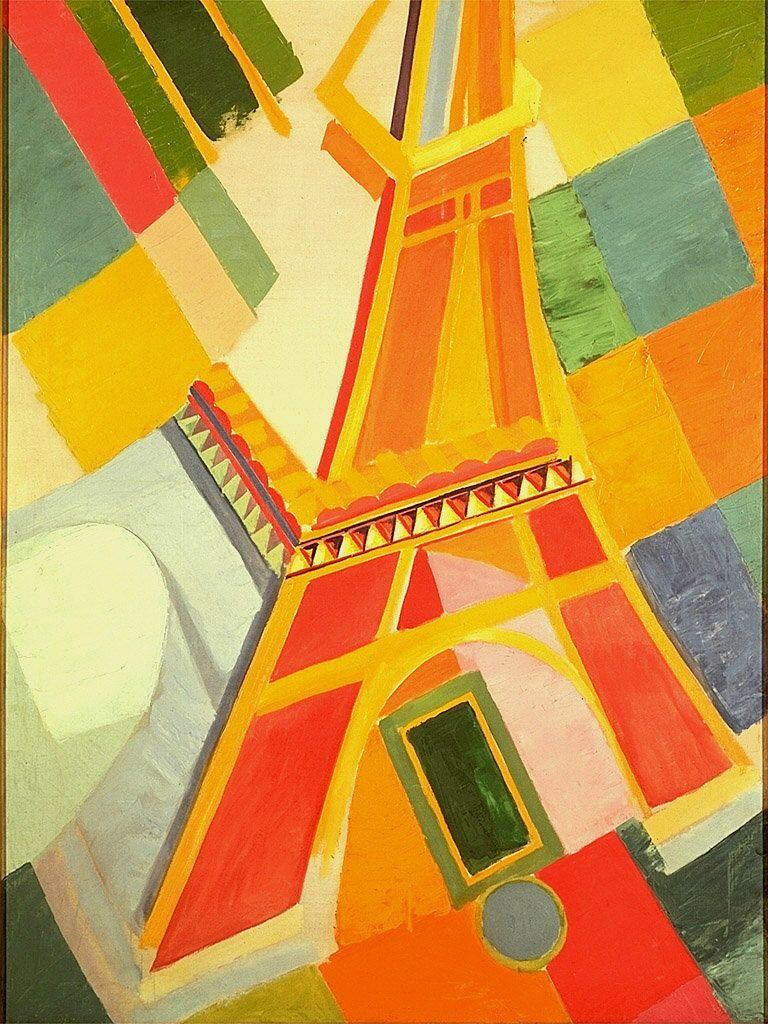
Delaunays La Tour Eiffel aus den 1920er Jahren

Mit dem Eiffelturm setzte sich auch die Malerei intensiv auseinander. Er wurde in fast allen Stilen seit Ende des 19. Jahrhunderts von einer Vielzahl von international bedeutenden bildenden Künstlern gemalt. Das höchste Pariser Wahrzeichen trug gerade durch seinen technischen Charakter zu einer Debatte in der Kunst bei, welche ganz neue Ansätze für architektonische und räumliche Ausdrucksformen fand.
Bereits 1888 – also noch vor seiner Fertigstellung – malte Georges Seurat ein Bild mit dem Werktitel La Tour Eiffel, das heute in den Fine Arts Museums of San Francisco ausgestellt ist. Zu den berühmtesten Malern, die den Eiffelturm malten, zählen unter anderem Henri Rousseau, Paul Signac, Pierre Bonnard, Maurice Utrillo, Marcel Gromaire, Édouard Vuillard. Raoul Dufy malte 1890 Seine Grenell, das Bild befindet sich im Privatbesitz. Marc Chagall malte 1913 Paris Through the Window, wo er das Pariser Stadtbild mit dem beherrschenden Eiffelturm und daneben einen Fallschirmspringer darstellte. Chagall griff 1954 das Motiv des Turmes ein weiteres Mal in Champ-de-Mars auf.
Robert Delaunay erstellte von 1909 bis in die späten 1920er Jahre sogar eine ganze Bilderserie, in der er den Turm aus vielen Perspektiven kubistisch darstellte. Zu den bekanntesten der über ein Dutzend gemalten Bilder zählt The Red Tower aus dem Jahr 1911, das sich im Solomon R. Guggenheim Museum befindet, und La ville de Paris von 1910/12, das im Centre Georges-Pompidou hängt. Delaunay nutzte die Architektur und Lichtwirkung des Bauwerks, um den Zusammenklang und das Wechselspiel der Farben zu untersuchen.
Auch zeitgenössische Maler greifen den Eiffelturm als Motiv immer wieder auf.

### Rezeption im Film
Aufgrund seiner Bedeutung und Bekanntheit zieht der Eiffelturm immer wieder in Filme ein. In fast allen Filmen mit dem Handlungsort Paris ist er Erkennungsmerkmal der städtischen Skyline. Darüber hinaus war er auch oft selbst Schauplatz von filmischen Handlungen. Die Filmgenres, in denen er thematisiert wurde, reichen vom reinen Dokumentarfilm bis hin zu Kriminalfilmen, romantischen Liebeskomödien und zu Action-, Science-Fiction- und Katastrophenfilmen. Die vielfältige Einbeziehung des Eiffelturms erklärt sich zum einen aus seinem starken Symbolcharakter, zum anderen deswegen, weil Turm und Kino im selben zeitlichen Abschnitt (→ Filmgeschichte) entstanden.
Zu den ersten Filmen überhaupt gehört das dokumentarisch ausgeführte Panorama pendant l’ascension de la tour Eiffel der Brüder Lumière aus dem Jahr 1897, in dem die Turmauffahrt gezeigt wird, sowie Images de l’exposition 1900 von Georges Méliès. Der erste Science-Fiction-Stummfilm, bei dem der Eiffelturm als Objekt einbezogen wurde, war Paris schläft von Regisseur René Clair aus dem Jahr 1925. Er wird aufgrund seiner irrealen Atmosphäre den Avantgardefilmen zugeordnet. Dabei erwacht ein Mann auf dem Eiffelturm nach dem Experiment eines verrückten Wissenschaftlers, findet Paris als Geisterstadt vor und sucht mit wenigen ebenfalls verschont gebliebenen Menschen nach einem Ausweg. 1928 thematisierte Clair in La Tour die Architektur und Strenge der Konstruktion des Eiffelturms.
In der Liebeskomödie Ninotschka von 1939 verfolgt Graf Leon, gespielt von Melvyn Douglas, die ihm noch unbekannte Ninotschka, dargestellt von Greta Garbo, auf einem Spaziergang zum Eiffelturm, den sie besichtigen will. Dort treffen sich die beiden, und Leon erklärt Ninotschka detailreich die Vorzüge der Eisenkonstruktion. Im Thriller Der Mann vom Eiffelturm aus dem Jahr 1949 ist der Turm zentraler Handlungsort und erscheint im Filmtitel und im Plakat. Der Regisseur Burgess Meredith spielt in seinem Film selbst mit. Gegen Ende des Films kommt es zu einer spektakulären Kletterpartie auf den Eisenstreben des Wahrzeichens.
Kurze Einblendungen des Eiffelturms – meist um auf die Stadt Paris hinzuweisen – gab es beispielsweise in den Filmen Casablanca, Die Brücke am Kwai, Das Glück kam über Nacht oder in Sie küßten und sie schlugen ihn. Im Truffaut-Krimi Auf Liebe und Tod schlägt Fanny Ardant als Barbara Becker mit einer eisernen Eiffelturm-Nachbildung einen Priester nieder. Die Szene wird auch im ursprünglichen Filmplakat thematisiert. In der Agentenfilmparodie Der große Blonde mit dem schwarzen Schuh wird die Spitze des Eiffelturms als Agentenhauptquartier benutzt. Im Agentenfilm James Bond 007 – Im Angesicht des Todes von 1985 findet eine spektakuläre Verfolgung statt, die mit einem Fallschirmsprung vom Bauwerk endet. Zu Beginn der Horrorkomödie American Werewolf in Paris von 1997 springt eine junge Frau, verkörpert von Schauspielerin Julie Delpy, mit der Absicht, sich das Leben zu nehmen, nachts vom Eiffelturm in die Tiefe, wird jedoch von einem jungen Mann, dargestellt von Schauspieler Tom Everett Scott, mithilfe eines Bungeejumpingseils aufgefangen.
In Endzeitfilmen wurde der Eiffelturm häufig zur Steigerung der emotionalen Wirkung zerstört oder als Ruine dargestellt. Dies geschieht beispielsweise in der H.-G.-Wells-Literaturverfilmung Kampf der Welten von 1953, im US-amerikanischen Film Independence Day von 1996, in der Science-Fiction-Persiflage Mars Attacks! von 1996 und im Katastrophenfilm Armageddon – Das jüngste Gericht von 1998. Im Actionfilm G.I. Joe – Geheimauftrag Cobra wird der Eiffelturm zum Angriffsziel eines kriminellen Sprengkommandos. Im Science-Fiction-Film A World Beyond mit Schauspieler George Clooney von 2015 teilt sich der Eiffelturm in zwei Hälften und fährt unter sich aus dem sich öffnenden Fundament eine Rakete nach oben, um diese mit einem Wissenschaftler, einem Roboter-Mädchen und einer jungen Frau an Bord ins Weltall zu schießen.
In der Science-Fiction-Komödie Men in Black: International von 2019 spielt der Eiffelturm eine prominente Rolle im Kampf gegen eine Invasion einer Alien-Spezies. In diesem Kinofilm wurde dem Erbauer Gustave Eiffel die fiktive Rolle des Agent E zuteil, in der er ein in den Eiffelturm integrierter Wurmlochportalgenerator außerirdischen die Flucht auf die Erde ermöglicht hat. Für die filmische Umsetzung wurde der Eiffelturm und seine Umgebung komplett computergeneriert.
Der Eiffelturm und seine Geschichte waren auch mehrmals Gegenstand von Dokufiktion-Verfilmungen (→ Filme über den Eiffelturm).

### Bedeutung und Würdigung als nationales Symbol
Hohe Türme haben nicht nur aufgrund der biblischen Vorlage des Turmbaus zu Babel einen kulturellen Hintergrund, sondern gelten auch als Sinnbild für die Überwindung der Schwerkraft, als Zeichen der Herrschaft über den Raum und damit auch oft über die Menschen im Umkreis. In diesem Kontext ist der ursprüngliche Widerstand gegen den Eiffelturm als ein besonders herausragendes Beispiel der beherrschenden Macht von technischen Türmen wie Hochöfen, Fördertürme, Gasometern, Silos oder Industrieschornsteinen, die im 19. Jahrhundert entstanden, zu sehen. Andererseits erfüllte Eiffel mit der Errichtung seines Turms anscheinend einen Menschheitstraum, nachdem rund 100 Jahre zuvor von Montgolfière bereits der Traum vom Fliegen verwirklicht worden war.

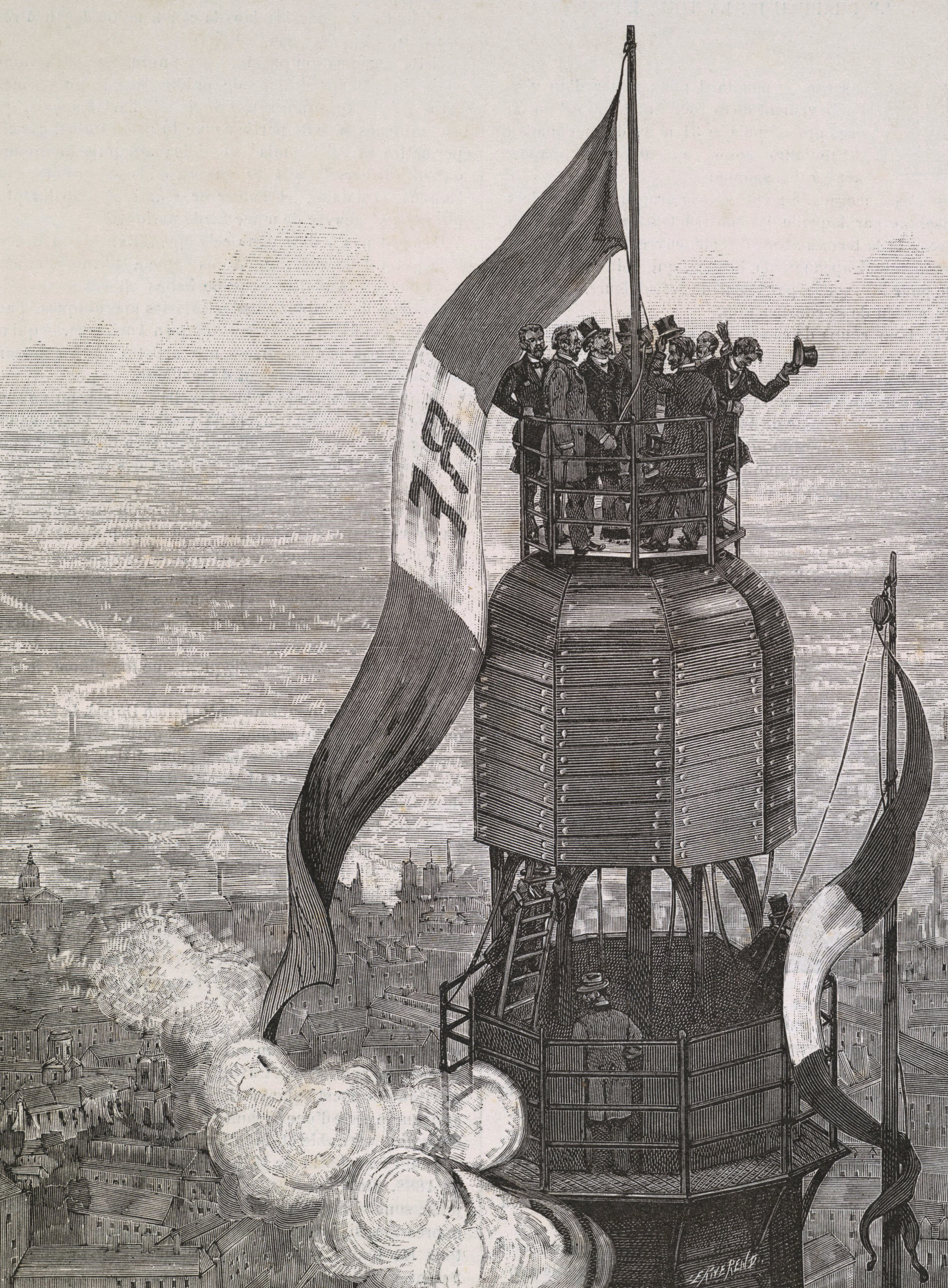
Hissen der französischen Trikolore im Jahr seiner Fertigstellung 1889 als Zeichen nationaler Verbundenheit

Der Eiffelturm hatte über die architektonische Leistung hinaus eine starke Bedeutung für das französische Nationalbewusstsein. Das Bauwerk präsentiert sich als historische Erinnerung an die Französische Revolution und unterstreicht die aufstrebende Wirtschaftsmacht Frankreichs im ausgehenden 19. Jahrhundert. Der Stolz auf diese Vergangenheit und die Emanzipation von der Monarchie prägte den Geist der Weltausstellungen, die 1867 und 1878 in Paris stattgefunden hatten. Dieses offene Bekenntnis zu demokratischen Idealen und damit zur antimonarchischen Haltung stand der weltweiten Akzeptanz des Ausstellungsprojektes im Wege, besonders bei monarchisch geprägten Staaten. Im historischen Kontext hat der Eiffelturm damit die Funktion eines Revolutionsdenkmals. Eugène-Melchior de Vogue sah ihn gar als neue Kirche der innerweltlichen Vollendung. Damit verkörpert der Eiffelturm den Triumph der Französischen Revolution, die Dritte Französische Republik und das Industrielle Zeitalter. Für die breite Öffentlichkeit hatte der Turm große Anziehungskraft; vor allem die einfachen Leute aus den Provinzen Frankreichs wollten sich das Wunderwerk unbedingt ansehen. Der Eiffelturm war aber auch ein Treffpunkt für die unterschiedlichen gesellschaftlichen Schichten, die zu jener Zeit im öffentlichen Leben strikt getrennt waren. Aus diesem Grund trug das Bauwerk dazu bei, dass ganz in der republikanischen Gesinnung die Trennungslinie zwischen den Klassen verwischt wurde.
Damit positioniert sich der Eiffelturm als eine moderne Form der Festarchitektur und als Medium, das auf gewaltlose Weise das französische Volk auf republikanische Werte einschwor. Weil er Frankreichs Stärke und Macht so nachhaltig repräsentiert, wird der Eiffelturm, der den Spitznamen la dame de fer (deutsch: die eiserne Dame) erhielt, wie nur wenige andere Bauwerke unmittelbar mit Frankreich in Verbindung gebracht. Bereits 1987 gaben 25 % der Franzosen bei einer Umfrage, welches historische Bauwerk ihr Land am besten repräsentiere, den Eiffelturm an, deutlich vor dem Schloss Versailles mit 17 %, dem Triumphbogen und dem Place de la Bastille mit jeweils 13 %. Der französische Philosoph Roland Barthes leitet die weltweite Allgegenwart des Turmes aus seiner Zeichenhaftigkeit her und schreibt:

„[…] Der Eiffelturm [ist] auch der ganzen Welt gegenwärtig. […] seine einfache, als Matrize wirkende Form verleiht ihm die Fähigkeit zur unendlichen Chiffre: nacheinander, je nach den Appellen unserer Vorstellungskraft, Symbol für […] Modernität, für Kommunikation, für Wissenschaft […], Rakete, Stengel, Bohrturm, Phallus, Blitzableiter oder Insekt.“

### Der Eiffelturm auf Briefmarken und Zahlungsmitteln

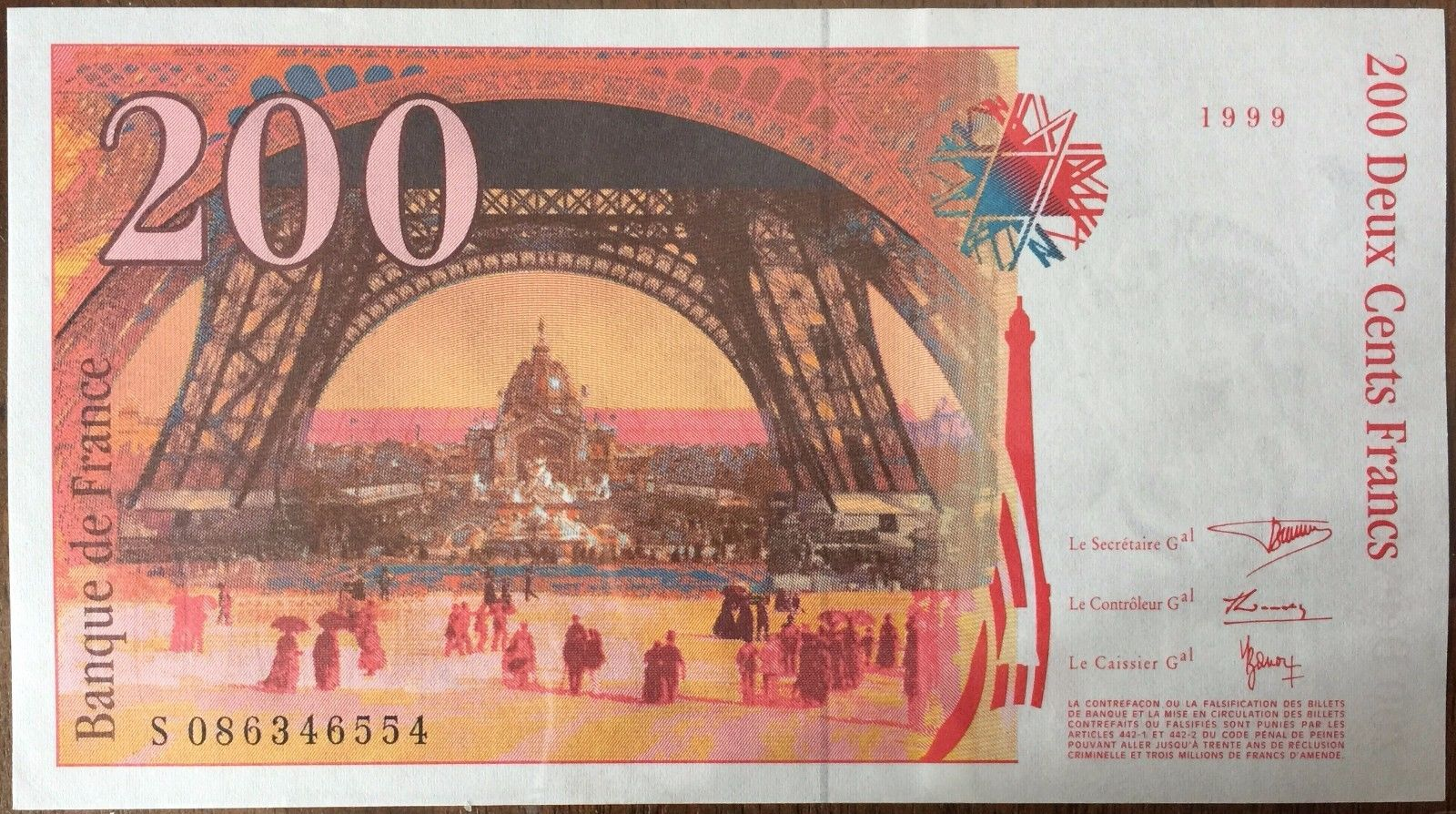
Eiffelturm auf der 200-Franc-Banknote, die bis zur Einführung des Euro in Umlauf war

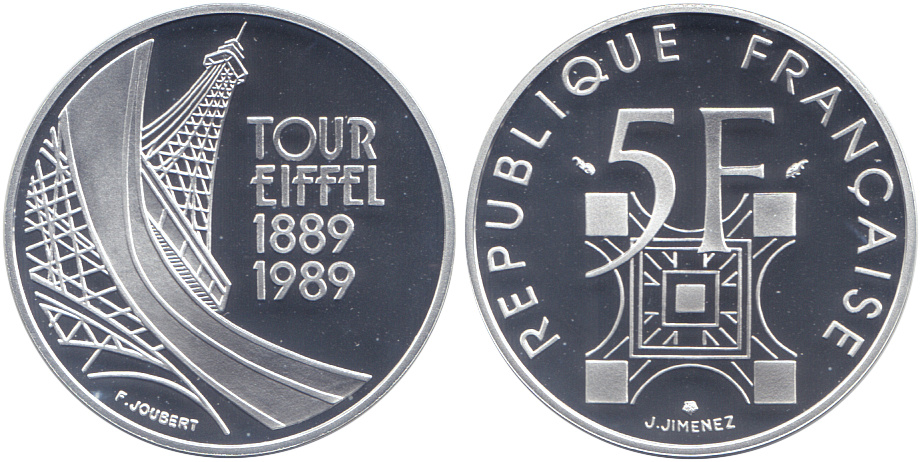
5-Franken-Münze zum 100. Jahrestag des Eiffelturms (1989, Silber)

Auf der 200-Franc-Banknote war der Eiffelturm bis zur Euroeinführung auf der Vorder- und Rückseite als stilisierte Silhouette zu sehen. Während auf der Vorderseite das Porträt Gustave Eiffels zu sehen war, war auf der Rückseite zusätzlich zur Silhouette ein Blick durch die Turmbasis der vier Pfeiler dargestellt. Zum 100-jährigen Bestehen des Eiffelturms brachte 1989 die Banque de France in einer Auflage von 800.000 Stück eine 5-Franc-Gedenkmünze aus Silber heraus. Anlässlich des 125. Jahrestages der Einweihung des Eiffelturms erscheint in Frankreich am 3. März 2014 eine 50-Euro-Goldmünze in einer limitierten Auflage von 1000 Exemplaren. Die Münze zeigt auf ihrer Vorderseite das Logo der UNESCO und einen Stadtplanausschnitt, auf welchem sich der Eiffelturm befindet. Die Rückseite thematisiert die Stahlstrebenkonstruktion durch eine stilisierte und detaillierte Ansicht.
Die französische Post hielt sich zu Beginn mit einer Würdigung des Bauwerks auf einer Briefmarke zurück. Das erste Postwertzeichen Frankreichs mit dem Eiffelturm als Hauptmotiv erschien im Jahr des 40-jährigen Bestehens am 5. Mai 1939 (Yvert et Tellier Nr. 429) mit einer Auflage von 1.140.000 Stück. Der Turm wird auf der roséfarbenen Briefmarke mit Frankatur 90c+50c im 45-Grad-Winkel dargestellt. Allerdings erschien bereits 1936 eine Serie mit einem Postflugzeug über dem Himmel von Paris, in der man zur Silhouette der Stadt dazugehörig im Hintergrund den Eiffelturm sah. Zum Hauptmotiv wurde er wieder 1989 zu seinem 100-jährigen Bestehen sowie 2009 und 2010. Zu einigen Kongressen und Veranstaltungen, die in Paris stattfanden, wurde der Eiffelturm in den vergangenen Jahrzehnten immer wieder als Symbol auf Briefmarken verwendet. Beispielsweise kam zu den Weltmeisterschaften im Gewichtheben 2011 in Paris eine große Blockausgabe heraus, in welcher der Eiffelturm grafisch als Gewichtheber dargestellt eine Hantel hebt, dessen beide Hantelscheiben je eine runde Briefmarke zum Nennwert 60 bzw. 89 Cent haben. Insgesamt trugen bis 2011 weit über 30 französische Briefmarken den Eiffelturm als Motiv.

### Kommerzialisierung, Vermarktung und Werbung

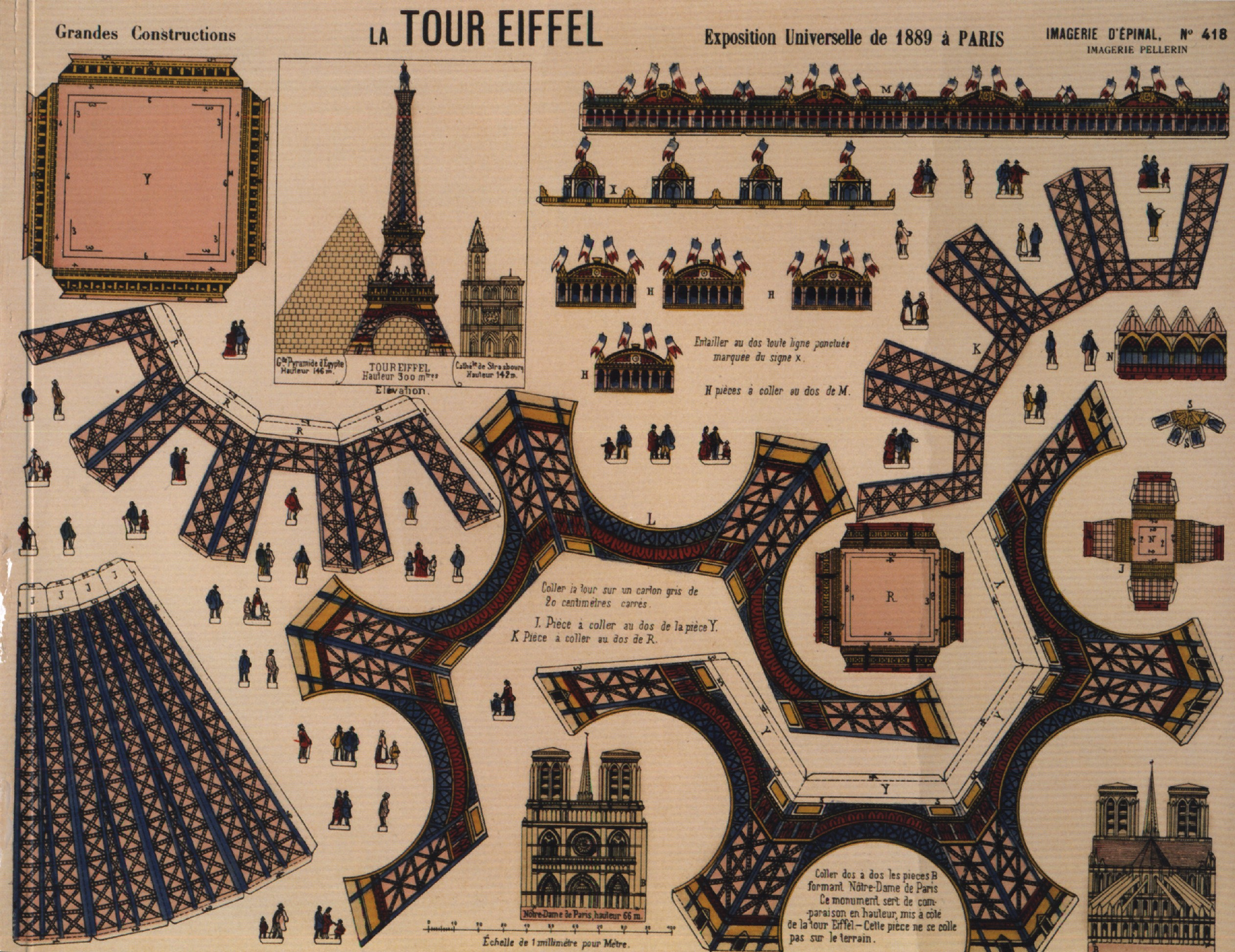
Reproduktion eines Papierbausatzes von 1889

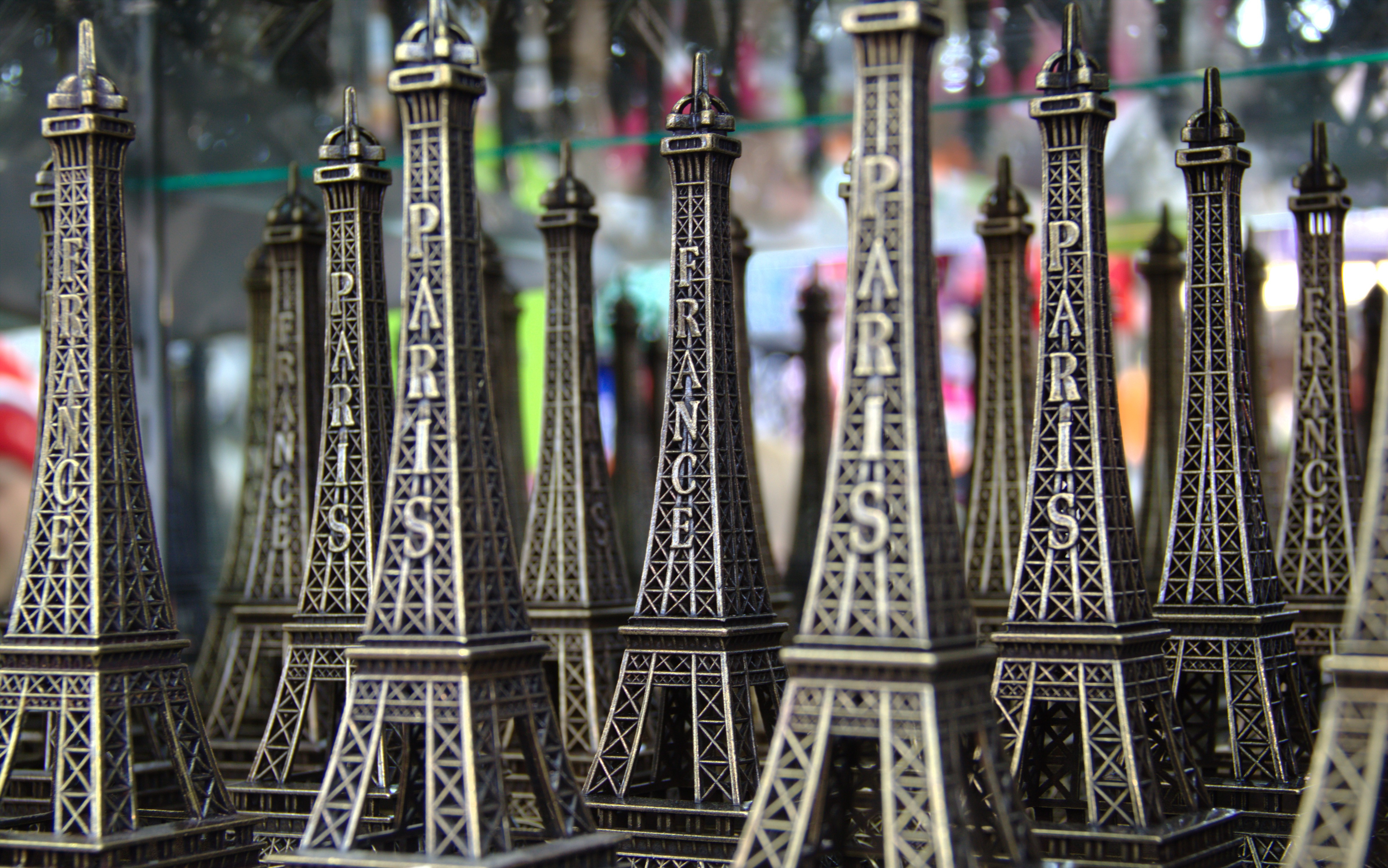
Eiffelturm-Miniaturen von 2012

Die werbetechnische Vermarktung des Eiffelturms begann bereits vor seiner Fertigstellung. Gustave Eiffel organisierte in regelmäßigen Abständen entsprechende Maßnahmen – nicht zuletzt um ein Gegengewicht zu den immer wieder laut werdenden Proteststimmen zu schaffen. Schon im Frühjahr 1886 wurden Artikel, Broschüren und verschiedene Abbildungen produziert und verbreitet. Das machte den Turm bereits vor seiner Eröffnung weltberühmt. Das Ausmaß bewog den Journalisten und Dramaturgen Henry Buguet (1845–1920) bereits am 13. September 1888 in Le Soir zu folgender entrüsteten Frage:

„Finden Sie nicht, dass die Eiffelturmomanen uns, bis dieser phänomenale Turm erst einmal zur allgemeinen und gar universellen Zufriedenheit fertiggestellt ist, ein bisschen Ruhe lassen sollten mit diesem gigantischen Nagel, den sie einem Tag für Tag und Stunde um Stunde in die Ohren hämmern?“

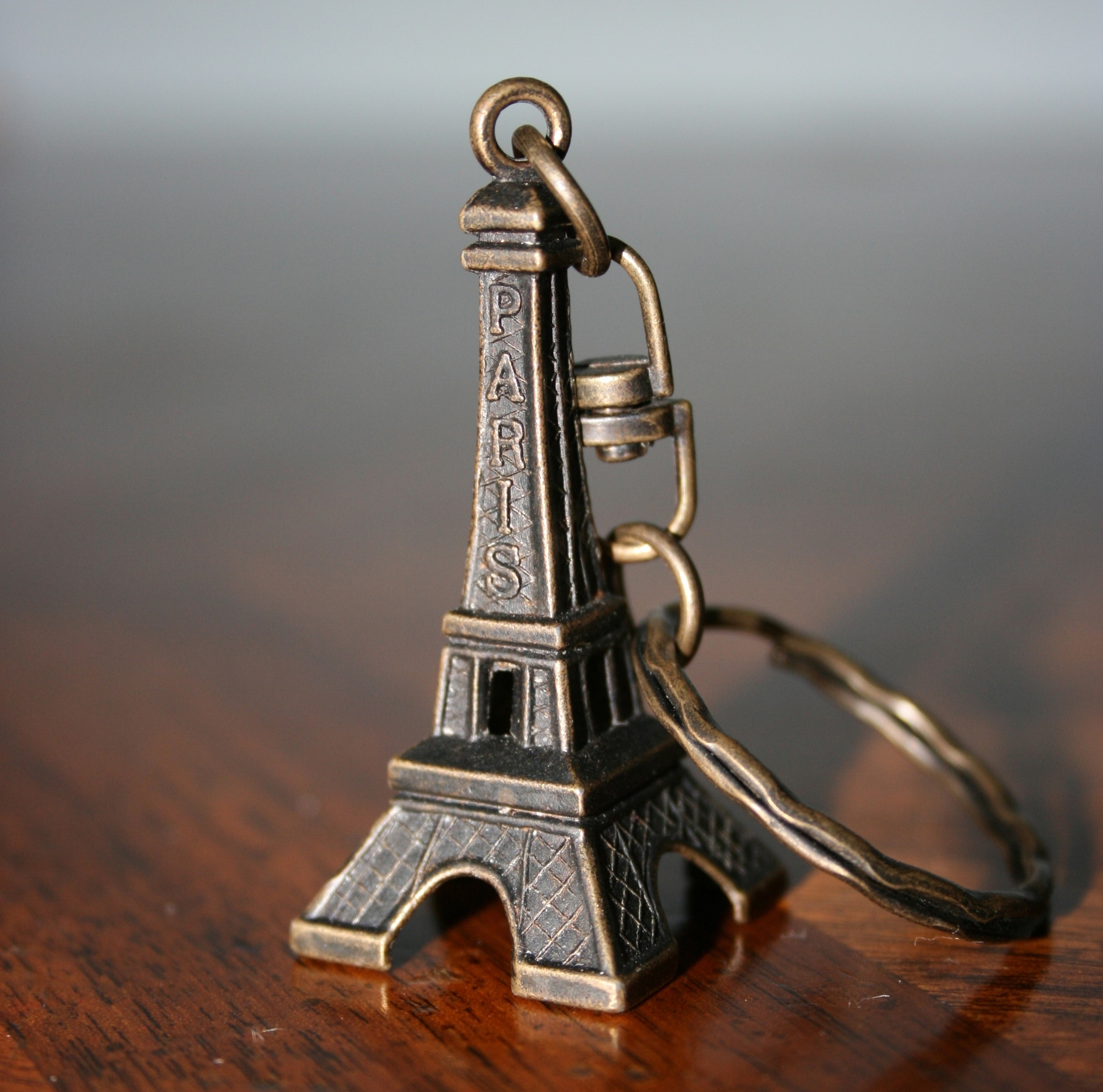
Eiffelturm-Schlüsselanhänger

Die massenweise Herstellung von Eiffelturm-Souvenirs setzte bereits mit Eröffnung des Wahrzeichens ein. Bereits damals kannte die Formenvielfalt kaum Grenzen. Dies wurde auch von der heutigen Betreibergesellschaft fortgesetzt. Neben Bastelbögen, Anhängern, Kerzen, Schneekugeln, Geschirr oder Lampenfüßen werden zahllose Turmmodelle aus unterschiedlichen Materialien feilgeboten. Im Eiffelturm gibt es insgesamt acht offizielle Souvenirläden auf den ersten beiden Ebenen verteilt und im Erdgeschoss am Turmfuß; sie führen über 700 verschiedene Produkte. Nach Angaben des Betreibers kaufen jährlich über eine Million Besucher in den Läden ein. Die Nachfrage an Eiffelturm-Reproduktionen wird auch von zahlreichen fliegenden Schwarzmarkthändlern rund um den Turm zu befriedigen versucht.
Nachdem bereits in den 1920er und 1930er Jahren die Automarke Citroën durch eine auffällige Leuchtreklame am Eiffelturm auf sich aufmerksam gemacht hatte, nutzten viele namhafte französische Marken das berühmte Wahrzeichen für ihre Werbezwecke, darunter Air France, La Samaritaine, Yves Saint Laurent, Jean Paul Gaultier, Nina Ricci, Alain Afflelou oder Campari. Der Eiffelturm bediente schon früh die universelle Idee vom materiellen und sozialen Fortschritt und erfülle damit gleichsam einen „julesvernesken“ Traum über die Natur im Sinne des Aufklärungsjahrhunderts, so Architekturhistoriker Bertrand Lemoine. Das erkläre den Erfolg als Werbeträger, der auch für Modernität und Ehrgeiz stehe. Dabei scheint die Wirkungskraft des Eiffelturms bis heute ungebrochen, denn auch zeitgenössische Werbung nimmt nach wie vor Bezug auf das Bauwerk, wie in den 2000er Jahren in einem Werbespot von IBM. Viele Werbemotive mit dem Eiffelturm haben die Gemeinsamkeit, dass sie entweder auf einen außergewöhnlichen Erfolg hinweisen oder die Stadt Paris beziehungsweise das Land Frankreich hervorgehoben wird. Sowohl für den Erfolg im Allgemeinen wie für Frankreich steht der Eiffelturm als Sinnbild. Beispielsweise zeigte 1952 die Air France in einem Werbeplakat alle bedeutsamen Pariser Bauten vereint in den dominierenden Umrissen des Eiffelturms, dahinter ist eine stilisierte Landmasse zu sehen, die für das gesamte Land steht. Das vom französischen Grafiker Bernard Villemot (1911–1989) entworfene Plakat ist inzwischen zu einem Klassiker geworden und wird heute noch als Reproduktion angeboten. Im Jahr 2023 griff erneut die Fluggesellschaft Air France den Eiffelturm als sehr prominenten Part in einem Werbeclip auf. Eine elegant gekleidete Frau mit endlos langer roter Schleppe steigt dabei den Eiffelturm bis zur Spitze hoch, von wo aus sie ihre Schleppe in den Wind wirft und diese flaggenähnlich die Spitze des Turms ziert und sich in das Logo der Fluggesellschaft verwandelt. Der Werbefilm wird vom Lied Les moulins de mon cœur, gesungen von Juliette Armanet, untermalt.
Verschiedene Spielwarenhersteller wie MB/Hasbro oder Ravensburger haben von der berühmten Pariser Sehenswürdigkeit ein 3D-Puzzle herausgebracht. Lego stellte aus 3428 Teilen einen Bausatz des Eiffelturms im Maßstab 1:300 her. Das aufgebaute Modell aus dem Jahr 2007 hat eine Höhe von 1,08 Metern und ist mittlerweile eine begehrte Rarität. Von einer koreanischen Firma wird der Turm auch als Modellbausatz im Maßstab 1:160 angeboten. Das rund zwei Meter hohe Bronzemodell wiegt etwa 25 Kilogramm. Darüber hinaus gibt es von verschiedenen anderen Herstellern auch Modelle aus Papier, Holz oder Streichhölzern aber auch Poster, Bilder und Wandtattoos.
Bereits die Olympischen Sommerspiele 1900 in Paris warben im offiziellen Plakat mit dem Eiffelturm zur Veranstaltung. Der 1969 gegründete französische Fußballverein Paris FC führt als Emblem den Eiffelturm; er wurde im Laufe der Jahre immer wieder abgewandelt. Das aktuelle Logo zeigt den Turm in stilisierten Pinselstrichen. Auch der 1970 gegründete Fußballverein Paris Saint-Germain führt im Emblem den Eiffelturm. In den Niederlanden hatte sich sogar eine in der 1. Basketballliga spielende Mannschaft (2005–2013) nach dem Eiffelturm benannt. Die in ’s-Hertogenbosch ansässigen EiffelTowers Den Bosch, die seit 2019 Heroes Den Bosch heißt, trugen ebenfalls den Pariser Turm in ihrem Logo.

### Eiffels Nachlass

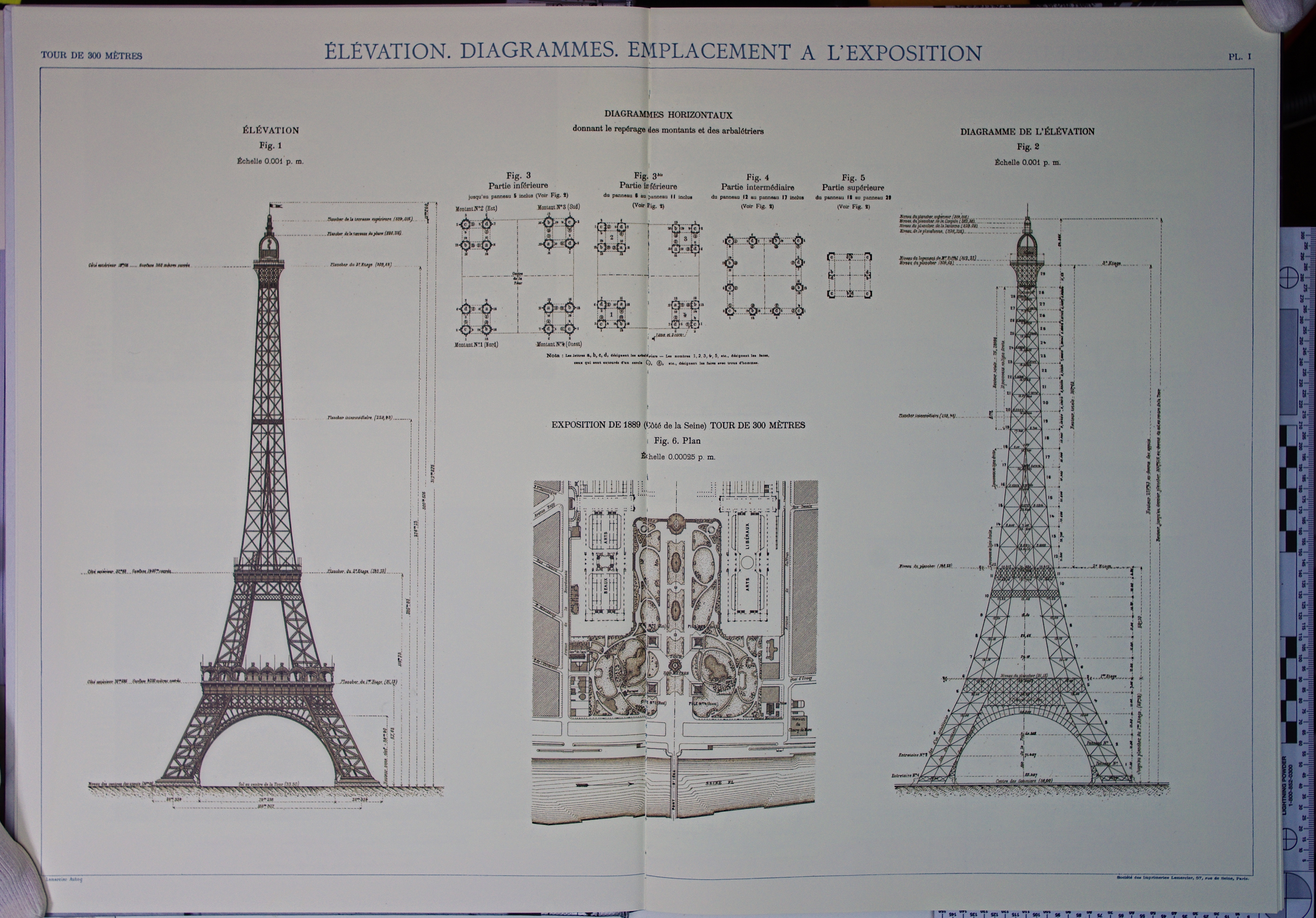
Seite aus dem Nachdruck von Eiffels La tour de trois cents mètres

Zu den umfassendsten technischen Darstellungen des Eiffelturms gehört die am 1. Juni 1900 erschienene Publikation von Gustave Eiffel selbst. Der aufwändig auf Velinpapier gedruckte Großfolio-Band in zwei Ausgaben mit dem Titel La tour de trois cents mètres (deutsch: Der 300-Meter-Turm) ist in acht Teile gegliedert und präsentiert das Bauwerk in rund 4300 Plänen, Zeichnungen und doppelseitig erstellten Tafeln sowie zeitgenössischen Fotografien. Die Pläne sind generell im Maßstab 1:200 abgedruckt, kleinere Details werden im Maßstab 1:50, 1:20 oder 1:10 wiedergegeben. Alle Bauteile sind mit Größenangaben versehen und der Text behandelt präzise die Ursprünge, das Bauprinzip, die Kosten, die Ausführung der Arbeiten an den Fundamenten und der Metallkonstruktion sowie die Erneuerungsarbeiten für die Weltausstellung 1900. Sogar dem Aufstellen der Gerüste widmet Eiffel ein eigenes Kapitel. Diese sehr umfassende Darstellung spiegelt den enzyklopädischen Geist in der Tradition der Aufklärung wider. Neben den technisch-ingenieurwissenschaftlichen Aspekten galt es auch als Würdigung an alle Mitarbeiter. Alle 326 Ingenieure, Vorarbeiter und Arbeiter, die an Entwurf und der Erbauung des Eiffelturms beteiligt waren, werden am Anfang des Buches namentlich erwähnt. Gleichzeitig diente das monumentale Buch nicht nur als Bestandsaufnahme, sondern auch als Bilanz, Geschenk und Werbemittel, in welchem Eiffel seine Leistung für die Nachwelt erhalten wollte.
Für den Erbauer selbst symbolisierte der Turm das „Jahrhundert der Industrie und der Wissenschaft“, das seiner Ansicht nach besonders in der nachrevolutionären Zeit Frankreichs begann. Aus diesem Grund ließ er zur Erinnerung die Namen von 72 Wissenschaftlern an das Tragwerk des Turms anbringen. Gleichzeitig nutzte er alle bis dahin verfügbaren technischen Mittel wie beispielsweise die elektrische Beleuchtung und die Aufzugtechnik, um im Bauwerk die industriell-wissenschaftlichen Errungenschaften zu vereinen.

## Frequenzen und Programme
Der Eiffelturm ist der höchste Fernsehturm Frankreichs und gleichzeitig wichtigster Sender für terrestrische Übertragung in der Region Paris, vor allem für UKW-Rundfunkprogramme sowie digitales Fernsehen. Der Turm ist Träger für über 120 Sendeantennen. Die Übertragungsinfrastruktur wird von TDF betrieben. Derzeit (2013) strahlt der Eiffelturm über 30 Radio- und 45 Fernsehprogramme aus.
Vor dem Zweiten Weltkrieg wurden vom Eiffelturm Radioprogramme im Lang- und Mittelwellenbereich abgestrahlt. So erfolgte von 1922 bis 1926 die Ausstrahlung auf einer Frequenz von ungefähr 115 kHz – unterhalb des heutigen Rundfunk-Langwellenbereichs, von 1929 bis 1934 auf 207,4 kHz – im heutigen Langwellenbereich – und von 1934 bis 1940 auf 1455,3 kHz – im oberen Mittelwellenbereich.

### Radio
| Frequenz (MHz) | Programm                    | RDS PS   | RDS PI | Regionali- sierung | ERP (kW) | Antennendiagramm rund (ND)/gerichtet (D) | Polarisation horizontal(H)/ vertikal (V) |
| -------------- | --------------------------- | -------- | ------ | ------------------ | -------- | ---------------------------------------- | ---------------------------------------- |
| 87,8           | France Inter                | __INTER_ | F201   | –                  | 10       | ND                                       | V                                        |
| 89,0           | Radio France Internationale | __R_F_I_ | FE10   | –                  | 10       | ND                                       | V                                        |
| 89,9           | TSF Jazz                    | TSF_JAZZ | F223   | –                  | 6,3      | ND                                       | V                                        |
| 90,4           | Nostalgie                   | NOSTALGI | F218   | –                  | 10       | ND                                       | V                                        |
| 90,9           | Chante France               | CHANTE_F | FE43   | –                  | 4        | ND                                       | V                                        |
| 91,3           | Chérie FM                   | CHERIEFM | F224   | –                  | 10       | ND                                       | V                                        |
| 91,7           | France Musique              | _MUSIQUE | F203   | –                  | 10       | ND                                       | V                                        |
| 92,1           | Le Mouv'                    | __MOUV'_ | F208   | –                  | 8        | ND                                       | V                                        |
| 93,5           | France Culture              | _CULTURE | F202   | –                  | 10       | ND                                       | V                                        |
| 94,3           | Radio Orient                | _ORIENT_ | F22B   | –                  | 4        | ND                                       | V                                        |
| 96,0           | Skyrock                     | SKYROCK_ | F214   | –                  | 10       | ND                                       | V                                        |
| 96,4           | BFM Business                | ___BFM__ | F227   | –                  | 4        | D                                        | V                                        |
| 96,9           | Voltage FM                  | VOLTAGE_ | FE45   | –                  | 4        | ND                                       | V                                        |
| 97,4           | Rire et Chansons            | _RIRE_&_ | F226   | –                  | 4        | ND                                       | V                                        |
| 99,9           | Sud Radio +                 | SUDRADIO | F20B   | –                  | 4        | ND                                       | V                                        |
| 100,3          | NRJ                         | __NRJ___ | F220   | Paris              | 10       | ND                                       | V                                        |
| 100,7          | Radio Notre Dame            | _N.DAME_ | FE32   | –                  | 10       | ND                                       | V                                        |
| 101,1          | Radio Classique             | CLASSIQ_ | F221   | –                  | 10       | ND                                       | V                                        |
| 101,5          | Radio Nova                  | __NOVA__ | F22A   | –                  | 10       | ND                                       | V                                        |
| 101,9          | Fun Radio                   | ___FUN__ | F217   | –                  | 10       | ND                                       | V                                        |
| 102,3          | Ouï FM                      | _OUI_FM_ | F21D   | –                  | 4        | ND                                       | V                                        |
| 102,7          | MFM Radio                   | M_RADIO_ | F225   | –                  | 10       | D                                        | V                                        |
| 103,1          | Radio Monte Carlo           | ___RMC__ | F216   | –                  | 10       | ND                                       | V                                        |
| 103,5          | Virgin Radio                | _VIRGIN_ | F219   | Paris              | 10       | ND                                       | V                                        |
| 103,9          | RFM                         | __RFM___ | F212   | –                  | 10       | ND                                       | V                                        |
| 104,3          | RTL                         | __RTL___ | F211   | –                  | 10       | ND                                       | V                                        |
| 104,7          | Europe 1                    | EUROPE_1 | F213   | –                  | 10       | ND                                       | V                                        |
| 105,1          | FIP                         | __F_I_P_ | F204   | –                  | 10       | ND                                       | V                                        |
| 105,5          | France Info                 | __INFO__ | F206   | –                  | 10       | ND                                       | V                                        |
| 105,9          | RTL 2                       | __RTL2__ | F215   | –                  | 10       | ND                                       | V                                        |
| 107,1          | France Bleu 107.1           | __BLEU__ | F20A   | –                  | 10       | ND                                       | V                                        |

### Digitales Fernsehen (DVB-T)
| Kanal | Frequenz (in MHz) | Multiplex                      | Programme im Multiplex                                                                                          | ERP (in kW) | Antennen- diagramm rund (ND) / gerichtet (D) | Polarisation horizontal (H) / vertikal (V) | Gleichwellennetz (SFN)                                                 |
| ----- | ----------------- | ------------------------------ | --- | ----------- | -------------------------------------------- | ------------------------------------------ | ---------------------------------------------------------------------- |
| 35    | 586               | TNT-Bouquet R1                 | - France 2 HD - France 3 - France 5 - LCP - France Ô                                                            | 50          | ND                                           | H                                          | Paris/Eiffelturm, Villebon-sur-Yvette, Sannois, Chennevières-sur-Marne |
| 25    | 506               | TNT-Bouquet R2                 | - France 4 - BFM TV - I-Télé - Direct 8 - Gulli - Direct Star                                                   | 50          | ND                                           | H                                          | Paris/Eiffelturm, Villebon-sur-Yvette, Sannois, Chennevières-sur-Marne |
| 22    | 482               | TNT-Bouquet R3 (verschlüsselt) | - Canal+ - TPS Star - Canal+ Sport - Canal+ Cinéma - CFoot - Planète+                                           | 50          | ND                                           | H                                          | Paris/Eiffelturm, Villebon-sur-Yvette, Sannois, Chennevières-sur-Marne |
| 30    | 546               | TNT-Bouquet R4                 | - W9 - TFX - M6 - Paris Première - Arte HD                                                                      | 50          | ND                                           | H                                          | Paris/Eiffelturm, Villebon-sur-Yvette, Sannois, Chennevières-sur-Marne |
| 28    | 530               | TNT-Bouquet R5                 | - France 2 HD - TF1 HD - M6 HD                                                                                  | 50          | ND                                           | H                                          | Paris/Eiffelturm, Villebon-sur-Yvette, Sannois, Chennevières-sur-Marne |
| 32    | 562               | TNT-Bouquet R6                 | - TMC Monte Carlo - NRJ 12 - TF1 - Arte - Eurosport (verschlüsselt) - LCI (verschlüsselt) - TF6 (verschlüsselt) | 50          | ND                                           | H                                          | Paris/Eiffelturm, Villebon-sur-Yvette, Sannois, Chennevières-sur-Marne |
| 23    | 490               | TNT-Bouquet L8                 | - Cinaps TV / BDM TV / Demain IDF / Télé Bocal - IDF1 - NRJ Paris - BFM Business Paris                          | 50          | ND                                           | H                                          | Paris/Eiffelturm                                                       |

### Analoges Fernsehen (SECAM)
Vor der Umstellung auf DVB-T diente der Sendestandort weiterhin für analoges Fernsehen (→ SECAM):
| Kanal | Frequenz (MHz) | Programm      | ERP (kW) | Sendediagramm rund (ND)/ gerichtet (D) | Polarisation horizontal (H)/ vertikal (V) |
| ----- | -------------- | ------------- | -------- | -------------------------------------- | ----------------------------------------- |
| 6     | 184,00         | Canal+        | 100      | ND                                     | H                                         |
| 22    | 479,25         | France 2      | 500      | ND                                     | H                                         |
| 25    | 503,25         | TF1           | 500      | ND                                     | H                                         |
| 28    | 527,25         | France 3      | 500      | ND                                     | H                                         |
| 30    | 543,25         | France 5/Arte | 100      | ND                                     | H                                         |
| 33    | 567,25         | M6            | 100      | ND                                     | H                                         |

## Film
- Der Mann, der den Eiffelturm verkaufte, Fernsehfilm, Deutschland 1970, 90 Minuten, Regie: Michael Braun.
- Operation Eiffelturm [Originaltitel: The Hostage Tower], Action, Krimi, USA 1984, 89 Minuten, Regie: Claudio Guzmán.
- Der Turm des Monsieur Eiffel, Drama (Fernsehfilm), Frankreich, Belgien, Schweiz 2005, 95 Minuten, Regie: Simon Brook.
- Der Eiffelturm – Revolution in Stahl. Dokumentarfilm, Frankreich, 2017, 43:25 Min., Buch und Regie: Mathieu Schwartz, Produktion: Martange Production, deutsche Erstsendung: 30. März 2020 bei ZDFinfo, online-Video und Inhaltsangabe aufrufbar bis zum 14. August 2021.
- Der Eiffelturm, Geschichte einer Ikone. Dokumentarfilm, Frankreich 2023, 93 Min., Regie: Mathieu Schwartz und Savin Yeatman-Eiffel, (Online bei arte.tv)
- Gustave Eiffel: Der Mann, der den Eiffelturm erfand. Dokumentarfilm, Deutschland 2023, 58 Minuten, Regie und Buch: Pacal Cuissot, Nathalia Guinet, Nicolas Glimois; Terra X (Online in der ZDF-Mediathek abrufbar bis 20. Dezember 2033)

### Gustave Eiffels Publikationen

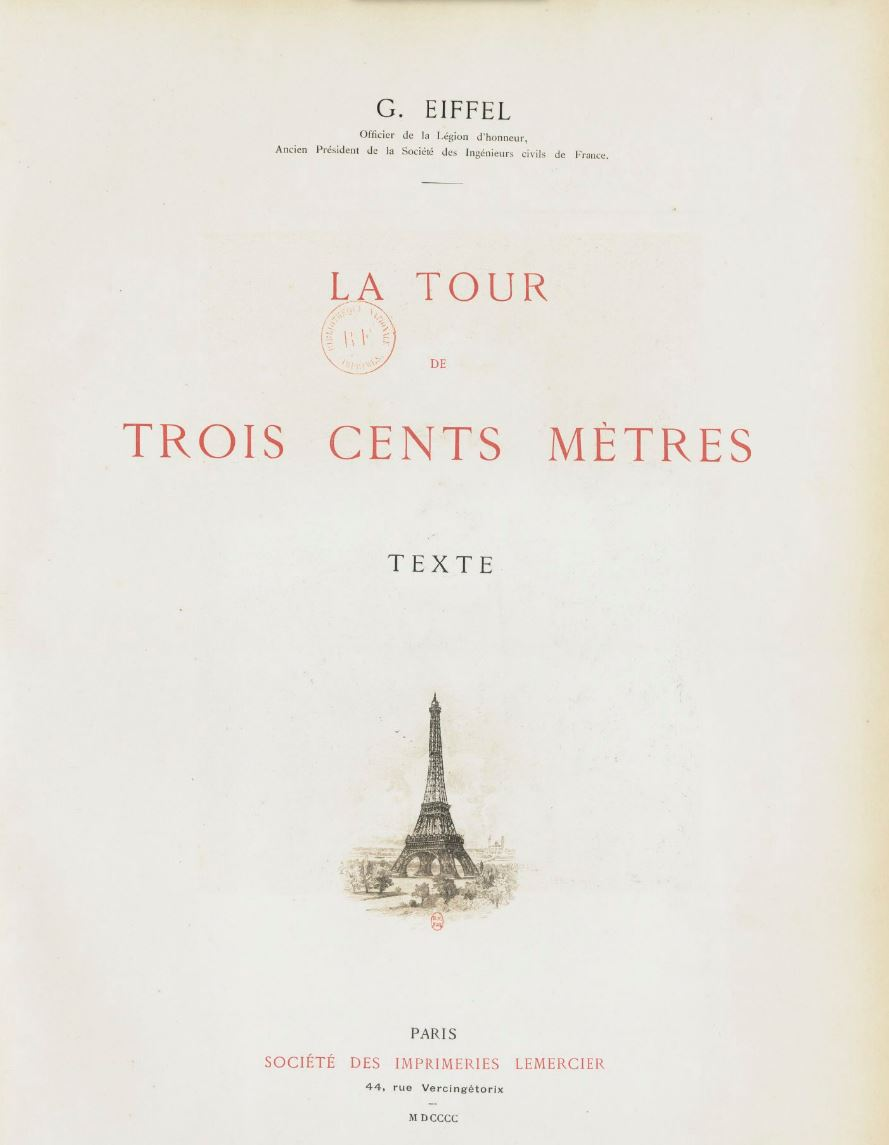
Deckblatt der ersten offiziellen Veröffentlichung zum Eiffelturm

- Projet d’une tour colossale en fer de 300 mètres de hauteur. Paris, 1884 (Projektbeschreibung).
- Tour en fer de 300 mètres de hauteur destinée à l’Exposition de 1889. Paris, 1885 (Erste offizielle Publikation zum Eiffelturm).
- La tour de 300 mètres. Paris: Lemercier, 1900 – 2 vol. T I: Texte TII: Planches. (Digitalisat)
- Origines de la Tour.
- La tour Eiffel en 1900. Paris, Masson, 1902.
- Recherches expérimentales sur la résistance de l’air exécutées à la tour Eiffel. L. Maretheux, Paris 1907.
- L’Architecture métallique. Maisonneuve et Larose, Paris 1996, ISBN 2-7068-1189-7.

### Bücher anderer Autoren
- Roland Barthes: Der Eiffelturm, Aus dem Französisch von Helmut Scheffel, Suhrkamp Taschenbuch 4632, Berlin 2015, ISBN 978-3-518-46632-2.
- Uwe Schultz: Der Eiffelturm. Primus, Darmstadt 2013, ISBN 978-3-86312-061-0.
- Jill Jonnes: Eiffel’s Tower: The Thrilling Story Behind Paris’s Beloved Monument and theExtraordinary World’s Fair That Introduced It, Penguin, New York, NY / London 2010, ISBN 978-0-14-311729-2 (englisch).
- Bertrand Lemoine: The Eiffel Tower. Gustave Eiffel: La Tour de 300 Mèters. Taschen, Köln 2008, ISBN 978-3-8365-0903-9 (verschiedene Sprachen).
- Joseph Harriss: The Tallest Tower: Eiffel And The Belle Epoque, Unlimited Publishing, Bloomington, IN 2008, ISBN 978-1-58832-102-2.
- Meg Greene: Building World Landmarks – Eiffel Tower, Blackbirch Press, San Diego, CA 2003, ISBN 978-1-56711-315-0 (englisch).
- Bertrand Lemoine: Die phantastische Geschichte vom Eiffelturm, Éditions Ouest-France, Rennes 1998, ISBN 978-2-7373-2238-9.
- Nigel Hawkes: Wunderwerke, Südwest Verlag, Augsburg 1998, ISBN 3-86047-250-X, S. 76–79.
- Erwin Heinle, Fritz Leonhardt: Türme aller Zeiten – aller Kulturen. DVA, Stuttgart 1997, ISBN 3-421-02931-8, S. 214–218.
- Jean-Kyeong Hong: Die Folgen der industriellen Revolution für die Baukunst: der Entwicklungsprozess der neuen Bautypen zwischen Coalbrookdalebrücke 1779 und Eiffelturm 1889, [Köln] 1994, DNB 943067499 (Dissertation Universität Köln 1994, 159 Seiten).
- Bertrand Lemoine: La Tour de Monsieur Eiffel, Gallimard, Paris 1989, ISBN 978-2-07-053083-0 (französisch).
- Jeannot Simmen (Hrsg.): Cent mille fois. Wettbewerb: 100 Jahre Eiffelturm, König, Köln 1987, ISBN 3-88375-062-X.
- Roland Barthes, André Martin: Der Eiffelturm. Rogner & Bernhard, München 1970, ISBN 3-920802-34-9.
- Jules Simon: Guide officiel de la Tour Eiffel, Chaix, Paris 1893. (hier online (französisch))

### Fachartikel
- Hubert Chanson: Hydraulic Engineering Legends Listed on the Eiffel Tower, in: Great Rivers History, ASCE-EWRI Publication, Vortrag im Rahmen des History Symposium of the World Environmental and Water Resources Congress 2009, Kansas City, USA, 17. bis 19. Mai 2009, J.R. ROGERS Ed., ISBN 978-0-7844-1032-5, S. 1–7. (hier online)
- Dietrich Erben: Zur Architekturikonologie des Eiffelturms: Das Kolossale, das Gestell und der Chronotopos. In: INSITU 2020/2, S. 253–268.
- Hubertus Kohle: Der Eiffelturm als Revolutionsdenkmal. In: Gudrun Gersmann, Hubertus Kohle (Hrsg.) Frankreich 1871–1914: Die Dritte Republik und die Französische Revolution, Franz Steiner Verlag, Stuttgart 2002, ISBN 978-3-515-08057-6, S. 119–132, doi:10.11588/artdok.00000120.
- Hubertus Kohle: Die Apotheose des Eisens und der Eisenkonstruktion. Der Eiffelturm in Deutschland. in: Jenseits der Grenzen. Französische und deutsche Kunst vom Ancien Régime bis zur Gegenwart. DuMont Verlag, Köln, 2000, ISBN 978-3-8321-5341-0, S. 262–268. (hier online (PDF; 765 KB); PDF; 783 kB)
- P. Sandori: The Eiffel Tower is 100 years old, In: Canadian architect, 5/1989, S. 47–52.
- E. Schneider: Daten zum Eiffelturm, Stahlbau, 1989, ISSN 0038-9145.
- Patrick Weidmann, Iosif Pinelis: Model equations for the Eiffel Tower profile: Historical perspective and new results. In: Comptes Rendus Mecanique, 332, Juli 2004 (Ausgabe 7), ISSN 1631-0721, S. 571–584. (hier abrufbar)
- Karl Friedrich Walbrach: 110 Jahre Eiffelturm. In: Bautechnik, 76, 1999, Heft 8, S. 696–699, ISSN 0932-8351.
- Anna Diercks: Ein „Triumph der Nackten Tatsachen“: Der Eiffelturm auf der Weltausstellung 1900; ub.uni-muenchen.de (PDF; 251 kB)
- Eiffel Tower. In: Encyclopædia Britannica. 11. Auflage. Band 9: Edwardes – Evangelical Association. London 1910, S. 133 (englisch, Volltext [Wikisource]).
- Eiffelturm. In: Brockhaus Konversations-Lexikon. 14. Auflage. Band 5: Deutsche Legion – Elektrodiagnostik. Brockhaus, Leipzig 1894, S. 779–780 (retrobibliothek.de).

### Rundfunkbeiträge
- Deutschlandfunk: Der schiefe Turm von Eiffel, Radiosendung von Suzanne Krause, 13. April 2011
- Deutschlandfunk: Im Dienste der eisernen Dame. Hinter den Kulissen des Eiffelturms, Radiosendung von Suzanne Krause, 6. August 2011
- Deutschlandfunk: Besuch bei einer alten Dame. Den Eiffelturm aus einer anderen Perspektive entdecken, Radiosendung von Suzanne Krause, 30. Oktober 2011

### Panoramen und Bilder
- Historische Bilder zum Eiffelturm: Allgemeine Bildersammlung (Memento vom 2. Februar 2013 im Internet Archive), Hochauflösende Bilder zu den Bauarbeiten
- Hochauflösende und teilweise 360-Grad-Bilder auf eiffel-tower.com
- 360-Grad-Blick vom Eiffelturm
- Bilder des Fotoreporters Stéphane Compoint von der Antennenmontage und den Malerarbeiten